# Queda do Império Inca
A queda do Império Inca, também conhecida como a queda do Tahuantinsuyo, conquista do Tahuantinsuyo ou conquista do Império Inca, foi um período de declínio do Império Inca ou Tahuantinsuyo que começou no reinado de Huayna Capac culminando com a anexação do Império ao Império Espanhol. A morte de Huayna Capac e Ninan Cuyuchi, seu sucessor, deu início à Guerra dos Dois Irmãos, uma guerra de extermínio na qual Huáscar e Atahualpa lutaram pelo trono. Paralelamente, o espanhol Francisco Pizarro, juntamente com Diego de Almagro, embarca em duas expedições, financiadas por Hernando de Luque e Gaspar de Espinosa, para explorar os territórios a sul do Panamá. Já ciente da existência de um império nas terras exploradas, depois de passar por várias adversidades, e antes da recusa do governador Pedro de los Ríos em permitir uma terceira viagem, Pizarro embarca para a Espanha, onde obtém a permissão da coroa espanhola, conhecida como Capitulação de Toledo, para conquistar o referido território. Por sua vez, Huáscar já derrotado e preso, Atahualpa torna-se o novo Inca sem o reconhecimento da panaca (família real) de Cuzco.
Pizarro, depois de superar as intrigas de extermínio que Atahualpa tinha organizado contra ele e seus homens, saiu ao encontro do Inca em Cajamarca. Tanto Atahualpa quanto Pizarro haviam feito planos para capturar o outro. Em Cajamarca, Atahualpa encontra a tropa espanhola composta de brancos, voluntários mulatos, indígenas e escravos negros, todos liderados por Pizarro. A partir desse encontro, Atahualpa e sua comitiva são emboscados, o Inca sendo feito prisioneiro. O plano de Atahualpa para capturar os espanhóis não se concretizou. Atahualpa, para conseguir sua liberdade, oferece um resgate e, enquanto o acordo é transferido, ordena o assassinato de seu irmão Huáscar, que estava sendo levado para Cajamarca. Huáscar é jogado de um precipício e a mãe e a esposa de Huáscar são mortas pelos homens de Atahualpa. Atahualpa acabaria sendo executado em 26 de julho de 1533.
Após a morte de Huáscar e Atahualpa, Túpac Hualpa é proclamado como o novo Inca, com a intenção de transformá-lo em um rei fantoche. As tropas de Pizarro, junto com os homens de Huáscar e povos vassalos dos Incas, marcham em direção a Cuzco onde entram em 14 de novembro de 1533 após alguns confrontos com as tropas de Atahualpa e a morte de Túpac Hualpa. Manco Inca é proclamado o novo Inca e junto com Pizarro perseguem e matam os generais de Atahualpa. No entanto, então Manco Inca se rebelou contra Pizarro e seus aliados e iniciou uma guerra contra ele em maio de 1536 com o cerco de Cuzco. Embora tenham causado muitas baixas aos espanhóis, as forças de Manco Inca não puderam tomar a cidade de Cuzco. Finalmente, Manco Inca teve que dissolver seu exército e recuar para as montanhas de Vilcabamba, onde instalou a sede de um novo governo Inca conhecido como o "Estado Neoinca" ou "Reino de Vilcabamba". O reinado dos incas de Vilcabamba duraria até 1572, quando o vice-rei Francisco de Toledo executou o inca Túpac Amaru I.

## Antecedentes

### A decadência do Império Inca

#### Primeiros sinais

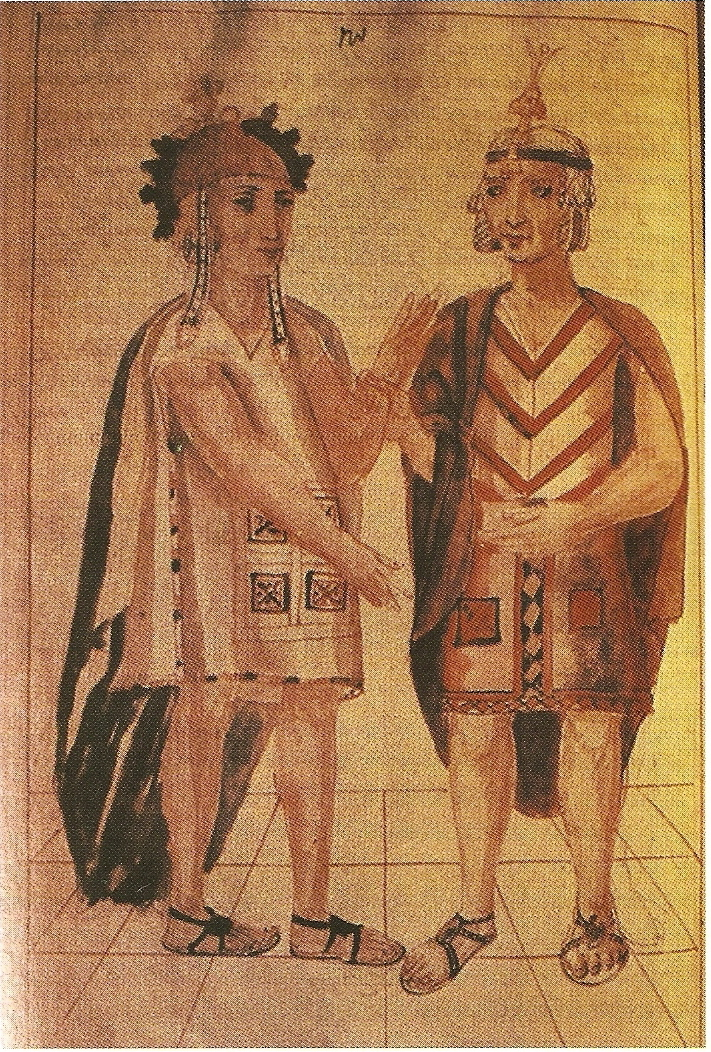
Pachacuti com seu filho Túpac Yupanqui

O Inca Pachacuti inaugurou o período imperial dos incas, anexando numerosas povoações. O trabalho de Pachacuti foi continuado por seu filho Túpac Yupanqui que, após sua morte, foi sucedido por Huayna Capac. Nessa época, o Império Inca estava entrando em uma fase de declínio. Era um império que, devido à extensão de seu território, estava em processo de dissolução. As vitórias obtidas pelos incas eram feitas a grande custo e os povos conquistados rapidamente se rebelaram contra os incas. Huayna Capac, apesar de ser um governante guerreiro e amado por seus vassalos, era propenso a beber e "vicioso das mulheres". O moral do exército inca havia declinado até mesmo Huayna Capac, em uma batalha, foi derrubado de sua liteira em um ataque dos rebeldes cayambi. 
O sistema econômico foi gradualmente transformado. As terras foram dadas pelo Inca aos nobres e curacas, que as arrendaram aos índios para que pudessem cultivá-las, com a obrigação de entregar uma parte do que era cultivado. A propriedade da terra é perpetuada no poder de um proprietário e a distribuição periódica torna-se mais simbólica. As melhores terras permaneceram como propriedade dos nobres e curacas. A transferência forçada das populações é acentuada e a figura das pinacunas é estabelecida, escravos que eram enviados para trabalhar em condições muito duras nas plantações de coca da selva alta junto com os filhos das prostitutas. 
Apesar das revoltas, o governo de Huayna Capac manteve-se estável, o que lhe permitiu construir grandes templos e obras públicas. No entanto, facilitou a desintegração do Império ao dividi-lo em duas partes, uma ao sul com capital em Cuzco e outra ao norte com capital em Quito. Após sua morte, isso levaria à guerra entre Huáscar e Atahualpa.
Como aconteceu com os maias e astecas, a queda do Império Inca foi precedida por eventos prodigiosos e profecias. Os últimos anos de Huayna Capac foram seguidos por tremores de terra excepcionalmente violentos, um raio golpeou o Palácio Inca e cometas de aspecto temível foram vistos no ar. Durante a celebração da festa do Sol, um condor, o mensageiro do deus Sol, foi perseguido por falcões e caiu no meio da grande praça de Cuzco. Quando o pegaram, perceberam que estava doente, coberto de sarna, e, apesar dos cuidados, acabou morrendo. Então, em uma noite muito clara, a lua apareceu rodeada por uma tripla auréola, a primeira cor de sangue, a segunda de uma cor preta-esverdeada e a terceira semelhante à fumaça. Um adivinho interpretou que o sangue anunciava uma guerra entre os descendentes de Huayna Capac, o negro significava a ruína da religião e do Império que, como a última auréola indicava, desapareceria. Foi então que Huayna Capac soube da chegada de seres de aparência estranha à costa. Isto lembrou uma profecia proferida por seu antepassado, Viracocha Inca, que havia previsto que, no reinado do décimo segundo Inca, homens desconhecidos chegariam e derrubariam o Império.

#### Guerra dos Dois Irmãos

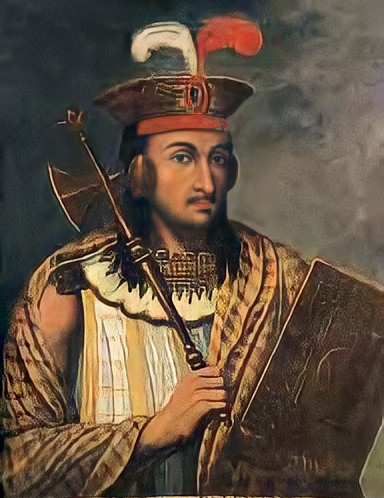
A morte de Huayna Cápac desencadearia uma guerra civil entre Huáscar e Atahualpa pelo trono, esta guerra seria conhecida como a "Guerra dos Dois Irmãos"

Em 1525 houve uma epidemia de uma doença desconhecida dos incas, que os historiadores costumam identificar como varíola ou sarampo, que supostamente causou a morte do Inca Huayna Cápac em Quito (embora outros historiadores sugiram que o inca foi envenenado por um curaca chachapoya). Antes de morrer, Huayna Cápac havia nomeado Ninan Cuyuchi como seu sucessor, mas ele também adoeceu e morreu em Tomepampa sem o conhecimento do pai. Embora tenham tentado manter em segredo a morte do Inca e de seu sucessor, Huáscar descobriu por meio de sua mãe Raura Ocllo. A epidemia também matou dois dos orejones (nobres) regentes, deixando Huáscar como a melhor opção para suceder a seu pai. Huayna Cápac morreu sem obter resposta sobre a identidade dos estranhos, embora em seu leito de morte, anunciou a destruição do Império recordando a profecia do reinado do décimo segundo Inca ordenando-lhes que não resistam à vontade do céu, mas que se submetam a seus representantes.

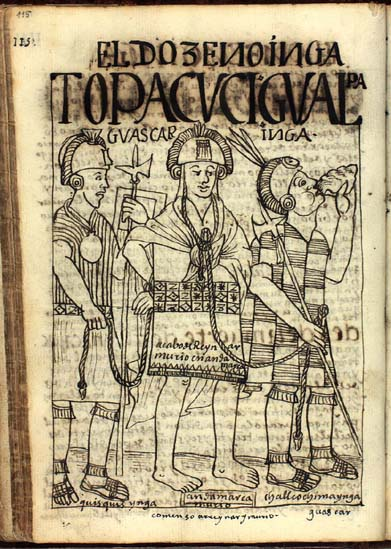
Huáscar capturado sendo levado por Quizquiz e Chalcuchímac

Em Cuzco, Chuquishuaman e Conono, irmãos de Huáscar, tentaram se levantar para colocar Cusi Atauchi no trono, mas a tentativa falhou e a desconfiança e a preocupação começaram a crescer em Huáscar. Quando a múmia de Huayna Capac chegou a Cuzco, Huáscar enfureceu-se com a delegação por não ter trazido consigo Atahualpa, seu outro irmão. Ele matou vários nobres de Cuzco apenas por serem suspeitos de traição e assim começou a ganhar a antipatia da nobreza de Cuzco. Por sua vez, Atahualpa guardou os intestinos do Inca falecido. A relação com o irmão piorou progressivamente, Atahualpa mandou construir vários edifícios em homenagem a Huáscar mas a única coisa que conseguiu foi aumentar as intrigas e a desconfiança do governo de Cuzco. Atahualpa, de Quito, mandou presentes ao irmão em sinal de respeito e reconhecimento, mas Huáscar assassinou os mensageiros e enviou outros com presentes depreciativos e uma mensagem ordenando que Atahualpa fosse a Cuzco. No entanto, Atahualpa reagiu organizando seu exército e declarando guerra contra ele. Atahualpa foi preso e libertado por seus apoiadores aproveitando o episódio de forma propagandística, fazendo crer que o Inti (Deus Sol) o havia transformado em amaru (cobra) para que ele pudesse escapar. Atahualpa reorganizou suas forças e atacou Tomepampa. Durante sua marcha para Caxabamba, Atahualpa ordenou o massacre de todas as cidades e tribos que se aliaram a Huáscar. O confronto logo se transformou em uma verdadeira guerra de extermínio. Em Ambato, os atahualpistas derrotam os huascaristas e os chefes huascaristas são decapitados, incluindo Atoc, também filho de Huayna Capac, cuja cabeça é transformada em um copo cerimonial que seria usado mais tarde por Atahualpa. Em Tumbes, Atahualpa executou todos os chefes huascaristas e usou suas peles para fazer tambores. Diante do avanço da torcida de Atahualpa, a torcida de Huáscar recuou mais ao sul, em direção a Cuzco, sofrendo sucessivas derrotas pelo caminho. O confronto terminou com a vitória de Atahualpa sobre Huáscar após a Batalha de Quipaipán. Huáscar seria feito prisioneiro e levado para Cuzco, onde foi forçado a testemunhar a morte de seus parentes. Então ele foi preso. Na prisão, Huáscar foi insultado, o alimentaram com dejetos humanos e zombavam dele a toda a hora.

### Explorações espanholas

#### Primeiras notícias

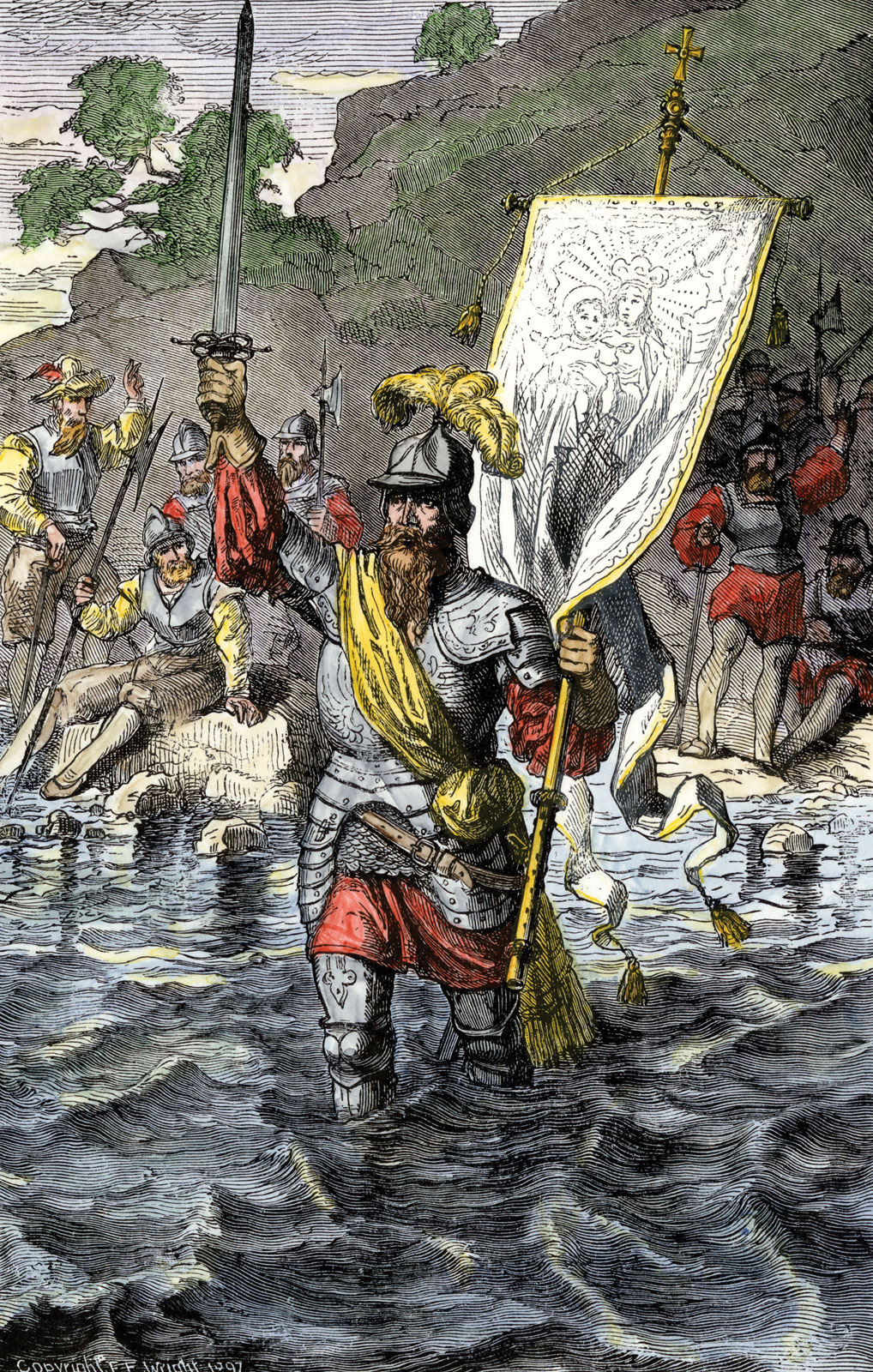
Vasco Núñez de Balboa reivindicando o Oceano Pacífico para a Espanha em 1513 com seus soldados

Após o culminar do processo de Reconquista, após a queda do reino de Granada, em 1492, a unidade da Espanha foi consolidada. Nesse mesmo ano, começaram as viagens de Colombo, que culminariam na descoberta da América. O objetivo de Colombo era encontrar uma rota que permitisse o comércio de especiarias com a Ásia devido ao bloqueio da rota anterior pelo Império Otomano. Depois das viagens de Colombo, os espanhóis se estabeleceram nas ilhas das Antilhas e se dedicaram a explorar as costas setentrionais da América Central e do Sul, território que chamaram de Tierra Firme. Vasco Núñez de Balboa seria o primeiro a receber notícias de um fabuloso império localizado mais ao sul. Balboa considerou verídicas as informações fornecidas por Panquiaco, filho do cacique Comagre, e organizou uma expedição que culminaria, depois de uma difícil jornada, na descoberta do Mar do Sul (Oceano Pacífico). Com isso, o Istmo do Panamá se tornou o centro da conquista e colonização da América do Sul. Balboa foi nomeado Adelantado do Mar do Sul (1514) e planejou uma expedição destinada a avançar pela costa do Mar do Sul, mas não chegou a realizar sua expedição. Após as reivindicações de Enciso, a coroa espanhola nomearia Pedro Arias Dávila ou Pedrarias como governador das novas terras conquistadas. Balboa acabaria decapitado em 1519. Em 1522, Pascual de Andagoya foi o primeiro a tentar a expedição, mas terminou em fracasso. Porém, era de Andagoya que as terras localizadas mais ao sul do Golfo de San Miguel eram chamadas de "Birú" (palavra que mais tarde se tornaria Peru). A origem desta palavra é desconhecida, embora seja possivelmente o nome de um chefe.
Em 1523, Francisco Pizarro viveu no Panamá. Começou a entender com seu amigo mais íntimo, o Capitão Diego de Almagro, sobre a possibilidade de organizar uma expedição ao referido "Birú". A parceria foi concretizada com um terceiro sócio, o padre Hernando de Luque. As responsabilidades da expedição estavam divididas: Pizarro iria comandá-la, Almagro se encarregaria do abastecimento militar e da alimentação e Luque se encarregaria das finanças e da ajuda. Menciona-se um quarto sócio "oculto": o licenciado Gaspar de Espinosa, que não queria aparecer publicamente, mas que era o verdadeiro financiador das expedições através de Luque.

#### As viagens de Pizarro

##### Primeira viagem

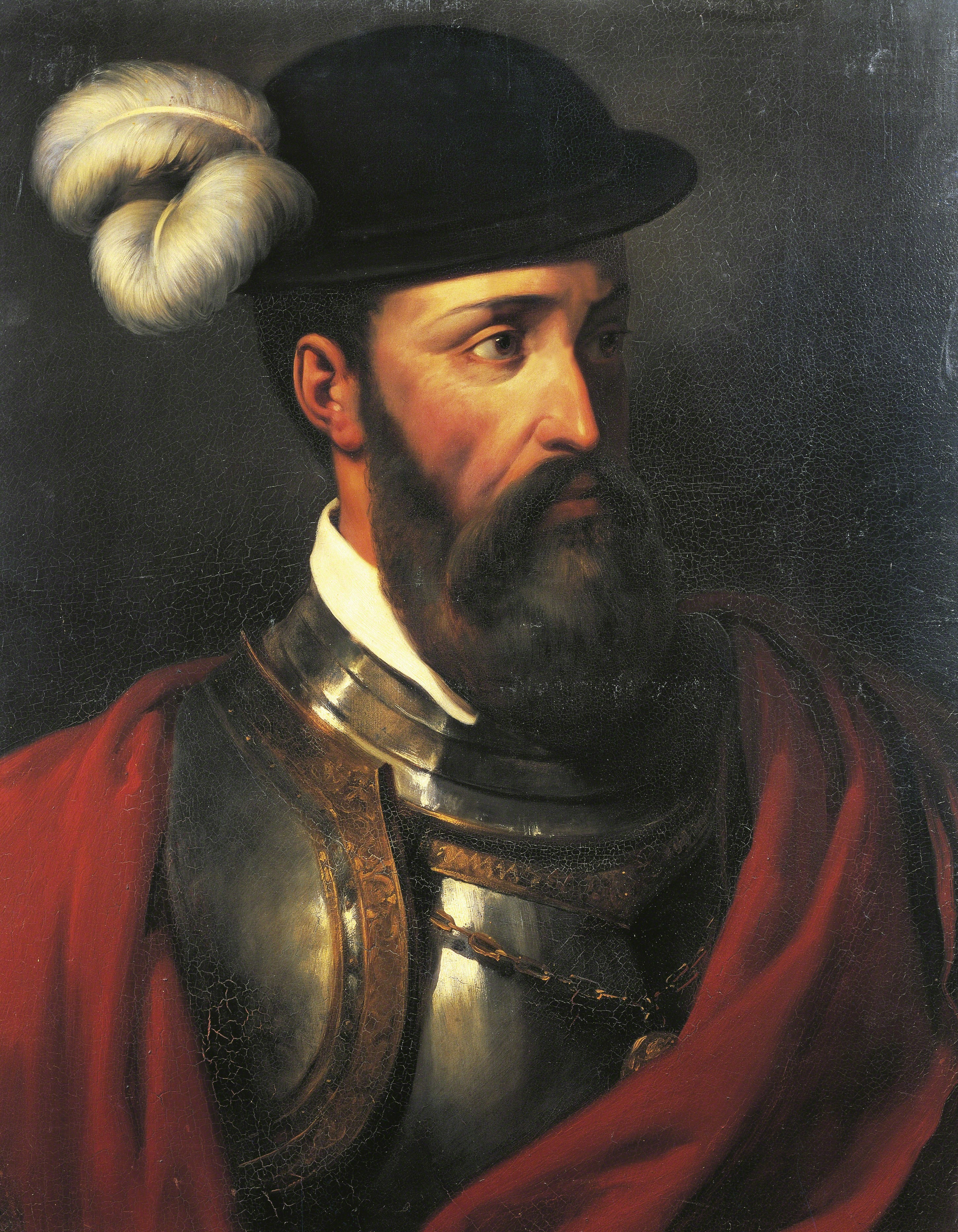
Francisco Pizarro, natural de Trujillo, que liderou a conquista do Império Inca

Obtendo autorização do governador Pedrarias, Pizarro deixou o Panamá a bordo de um pequeno brigue, o Santiago, com cerca de 80 homens, alguns índios nicaraguenses e quatro cavalos. Ele deixou Almagro com a tarefa de recrutar mais voluntários e montar outro navio para segui-lo quando estivesse pronto. Pizarro chegou à Ilha das Pérolas, contornou a costa de Chochama, chegando a Puerto Piñas e Puerto del Hambre (costa do Pacífico da atual Colômbia), continuou sua jornada, após uma série de sofrimentos e falta de comida, até Pueblo Quemado onde travou uma luta feroz contra os indígenas.do lugar com o resultado de dois espanhóis mortos e vinte feridos (segundo Cieza) ou cinco mortos e dezessete feridos (segundo Jerez). O próprio Pizarro também seria ferido.
A hostilidade dos índios e a área insalubre obrigaram Pizarro a voltar para o norte, chegando novamente às margens do Chochama. Por sua vez, Almagro, que já havia saído do Panamá em um brigue de 60 homens, se cruzou sem ver Pizarro. Seguindo a trilha de Pizarro, Almagro desembarcou em Pueblo Quemado, onde travou um combate violento com os índios, perdendo um olho em decorrência de uma lança ou flecha. Almagro decidiu continuar mais para o sul, chegando ao rio San Juan, mas não encontrou seu parceiro, decidindo retornar à Ilha das Pérolas, onde conheceu as experiências de Pizarro. Ele então saiu para encontrar seu parceiro em Chochama. Pizarro, interessado em continuar a expedição, ordenou a Almagro que deixasse seus soldados ali e voltasse ao Panamá para consertar os dois navios e reunir mais gente. No Panamá, o governador Pedrarias culpou Pizarro pelo fracasso da expedição e pela perda de vidas espanholas. Isso motivou Almagro e Luque a intercederem por Pizarro, conseguindo apaziguar a situação por enquanto. Pedrarias autorizou a continuação da expedição e Almagro foi nomeado Vice-Capitão.

##### Segunda viagem

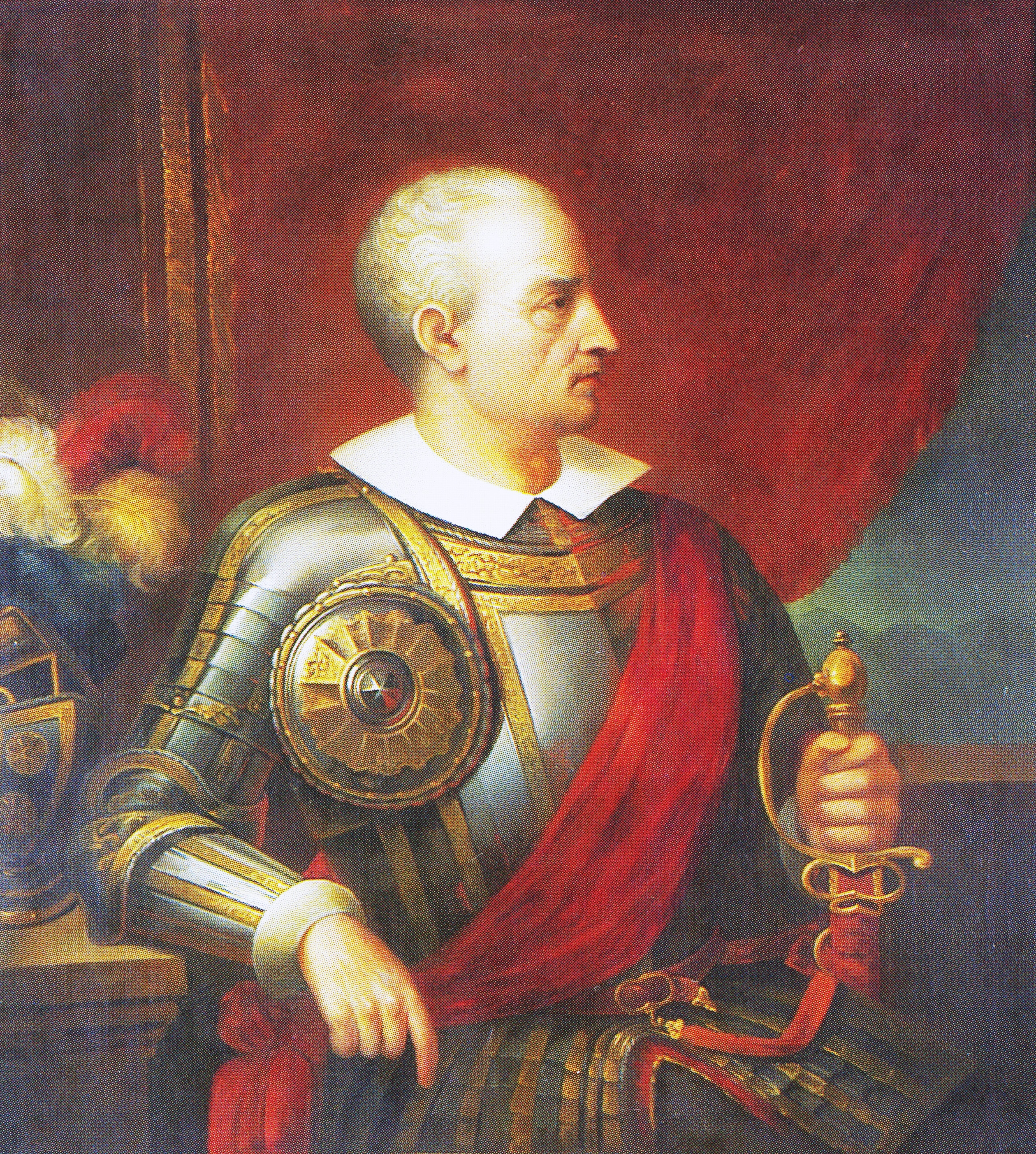
Retrato hipotético de Diego de Almagro

Em dezembro de 1525, Almagro deixou o Panamá levando dois navios com 110 soldados para Chochama, para se encontrar com Pizarro e seus homens que já haviam reduzido seu número para 50. No início de 1526, Pizarro e Almagro, junto com os 160 homens, foram para o mar novamente. Eles seguiram a rota anterior até chegarem ao rio San Juan, onde Almagro foi enviado de volta ao Panamá em busca de reforços e suprimentos, enquanto Bartolomé Ruiz foi enviado ao sul para explorar essas regiões. Ruiz avistou a Ilha do Galo, a baía de San Mateo, Atacames e Coaque; neste último, encontrou uma jangada de índios de Tumbes que iam negociar, aparentemente, para o Panamá. Ruiz levou algumas das mercadorias: objetos de ouro e prata, tecidos de algodão, frutas e provisões, e manteve três meninos índios que levou consigo para treiná-los como intérpretes. Em seguida, ele rumou para o norte, de volta ao rio San Juan, onde Pizarro o esperava. Enquanto Almagro estava no Panamá e Ruiz navegava no oceano, Pizarro se dedicou a explorar o rio San Juan. Muitos de seus homens morreram de doenças e outros foram comidos por animais selvagens. Quando Ruiz voltou, Pizarro prometeu aos seus homens que, assim que Almagro chegasse, partiriam para o sul, para a terra onde os índios afirmavam vir. Quando Almagro finalmente chegou, com 30 homens e seis cavalos, todos embarcaram e rumaram para o sul.
Passaram pela Ilha do Galo e acabaram na foz do rio Santiago. Em seguida, eles dirigiram para a baía de San Mateo. Vendo que a costa estava segura, eles pularam na praia. Chegaram à foz do rio Esmeraldas, onde avistaram oito grandes canoas, tripuladas por indígenas. Eles chegaram à cidade de Atacames, onde lutaram com os nativos. Até agora 180 espanhóis morreram. Foi no Atacames onde ocorreu a "Porfiria de Atacames" entre Almagro e Pizarro onde os dois quase se enfrentaram em um duelo. A intervenção de Bartolomé Ruiz, Nicolás de Ribera e outros conseguiu separá-los e conciliá-los. Com o ânimo mais calmo, eles se retiraram para o rio Santiago. Em busca de um lugar mais propício, Pizarro e Almagro decidiram ir para a Ilha do Galo, onde chegaram em maio de 1527. Ficou acertado, novamente, que Almagro deveria retornar com um navio ao Panamá para trazer novos contingentes. Pizarro e Almagro costumavam cuidar para que as cartas que os soldados mandavam às suas famílias não chegassem ao Panamá para evitar que as denúncias fossem conhecidas pelas autoridades. No entanto, no Panamá, Almagro se viu em dificuldades quando um novelo de lã, enviado de presente a Catalina de Saavedra (a esposa do novo governador, Pedro de los Ríos, sucessor de Pedrarias), um soldado descontente expressou em um dístico: "Bem, senhor governador, dê uma boa olhada em tudo isso, que lá vai o catador e aqui está o açougueiro".

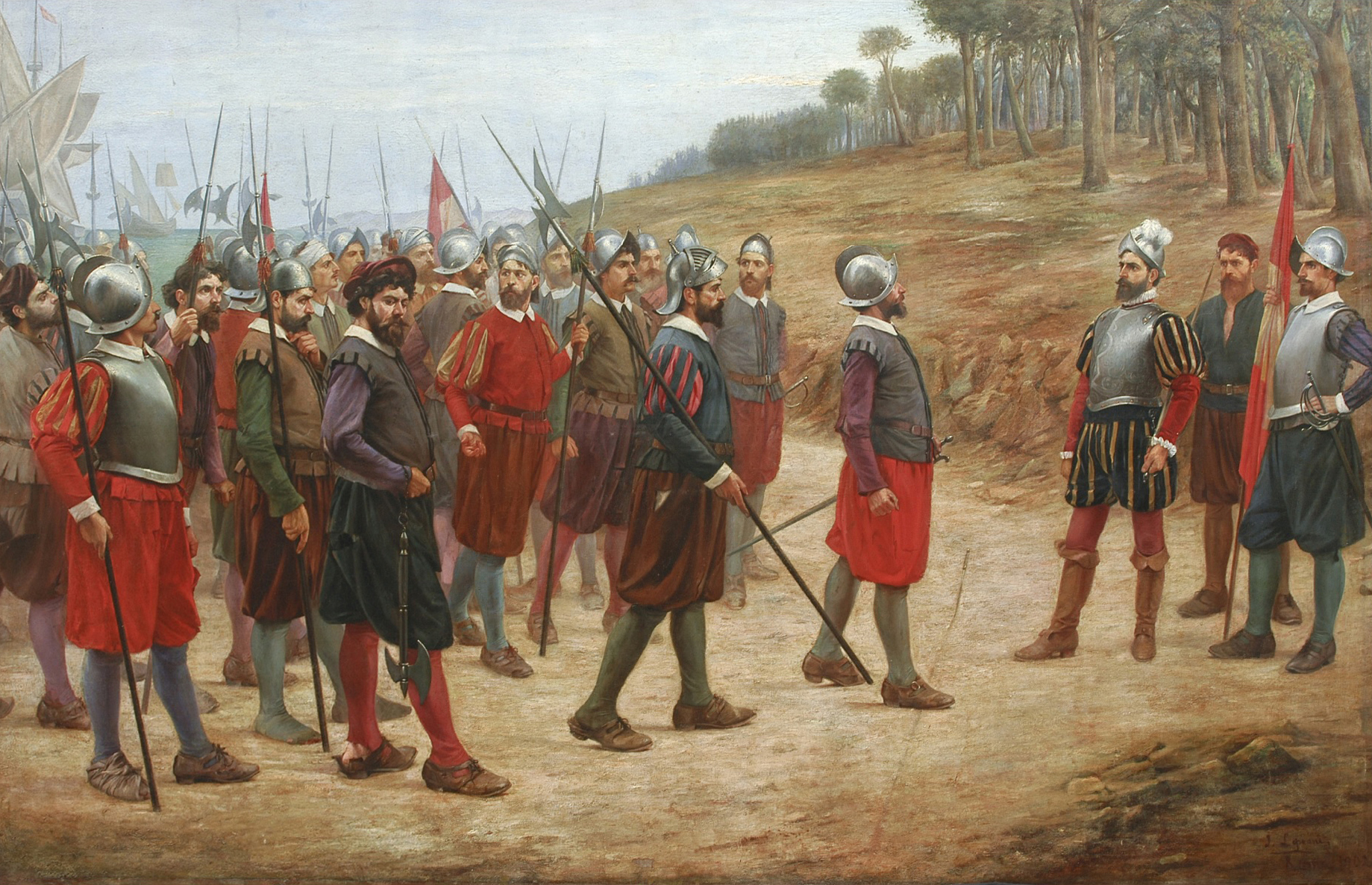
O Treze da Ilha do Galo

Assim informado do sofrimento dos expedicionários, o governador impediu que Almagro partisse com novos socorros e, ao contrário, enviou um navio sob o comando do Capitão Juan Tafur para buscar Pizarro e seus companheiros, que se encontravam na Ilha do Galo. Dois anos de viagens com muitos perigos e calamidades já haviam se passado e nenhum resultado havia sido alcançado. Pizarro estava tentando convencer seus homens a seguirem em frente, porém a maioria deles queria desertar e voltar para o Panamá. Havia um total de 80 homens na Ilha do Galo, todos magros e abatidos, dos quais 20 não conseguiam ficar de pé. Tafur chegou à Ilha do Galo em agosto de 1527, em meio à alegria dos homens de Pizarro, que viram seu sofrimento terminar assim. Foi nesse momento que Pizarro traçou uma linha com sua espada nas areias da ilha, exortando seus homens a decidirem se continuavam ou não na expedição. Apenas treze homens cruzaram a linha que seria conhecido como "Treze da Fama" ou "Treze da Ilha do Galo".
Pizarro e os "Treze da Fama" esperaram cinco meses pelos reforços, que chegaram do Panamá enviados por Diego de Almagro e Hernando de Luque sob o comando de Bartolomé Ruiz (janeiro de 1528). O navio encontrou Pizarro na Ilha Gorgona (localizada mais ao norte da Ilha do Galo), famintos e perseguidos pelos índios. Nesse mesmo dia, Pizarro ordenou que navegasse para o sul, deixando três dos "Treze" que estavam doentes na Gorgona. Eles estavam sob os cuidados de alguns índios de serviço.

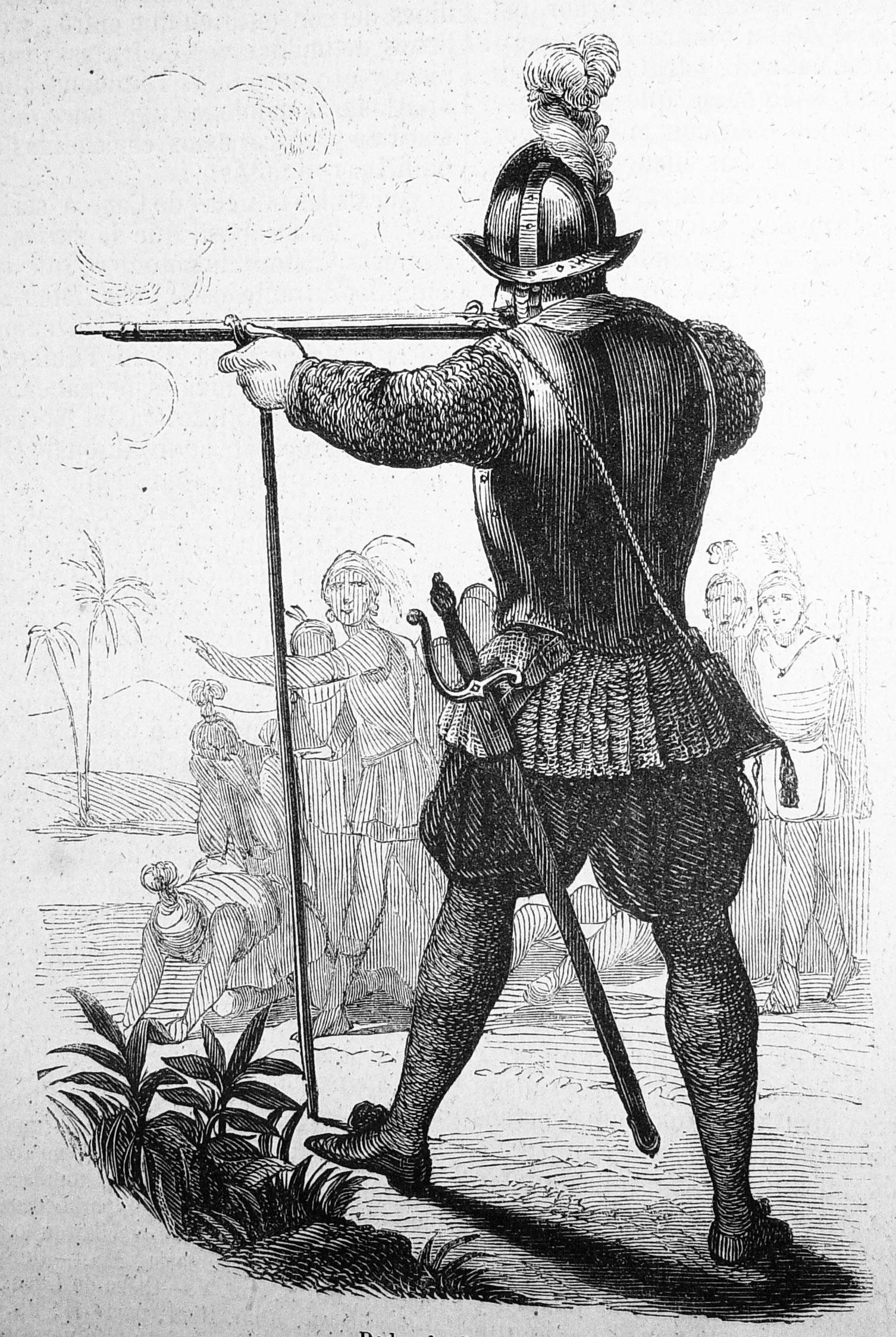
Gravura que representa Pedro de Candía atirando com um arcabuz, com o objetivo de mostrar e surpreender os índios de Tumbes

Os membros da expedição chegaram às praias de Tumbes (extremo norte do atual Peru), a primeira cidade inca que viram. Lá, um nobre inca se aproximou deles em uma jangada, sendo recebido cortesmente por Pizarro. O nobre convidou Pizarro a desembarcar para visitar Chilimasa, o chefe tallán da cidade de Tumbes. Pizarro mandou Alonso de Molina desembarcar com um escravo negro e trazer um casal de porcos e galinhas de presente para o chefe, o que causou grande impressão entre os índios. Em seguida, o grego Pedro de Candía foi enviado para demonstrar aos índios o poder das armas espanholas com seu arcabuz. Os índios acolheram Candía com hospitalidade, permitindo-lhe visitar os principais edifícios da cidade: o Templo do Sol, o Acllahuasi ou Casa das Escolhidas e a Pucara ou fortaleza. Na volta, Candía relatou suas experiências, afirmando que Tumbes era uma grande cidade construída em pedra, o que causou grande impressão entre os espanhóis.
Pizarro ordenou continuar mais ao sul ao longo da costa dos atuais departamentos peruanos de Piura, Lambayeque e La Libertad até a foz do rio Santa (13 de maio de 1528). Em algum lugar na costa de Piura, ele se encontrou com a chefa local, a quem os espanhóis deram o nome de Capullana. Durante o banquete, Pizarro aproveitou para tomar posse do lugar em nome da Coroa de Castela. Pedro de Halcón, um dos "Treze", apaixonou-se por Capullana e quis ficar em terra mas os seus companheiros obrigaram-no a embarcar e todos partiram. Na viagem de volta ao Panamá, Pizarro voltou a desembarcar em Tumbes, onde o soldado Alonso de Molina obteve permissão para ficar entre os índios. Antes, outros espanhóis haviam optado por ficar entre os índios: Bocanegra, que se hospedou em algum ponto do litoral do atual departamento de La Libertad; e Ginés, que ficou em Paita (litoral de Piura). Os três espanhóis provavelmente se encontraram em Tumbes com a ideia de se encontrar com Pizarro quando ele voltasse para sua terceira viagem.
Pizarro continuou sua viagem de volta ao Panamá. Ao passar pela Ilha Gorgona, ele resgatou os três membros da expedição que havia deixado se recuperando de suas doenças, mas soube que um deles, Gonzalo Martín de Trujillo, havia morrido. Ele finalmente chegou ao Panamá com a certeza de ter descoberto um império opulento.

##### Capitulação de Toledo

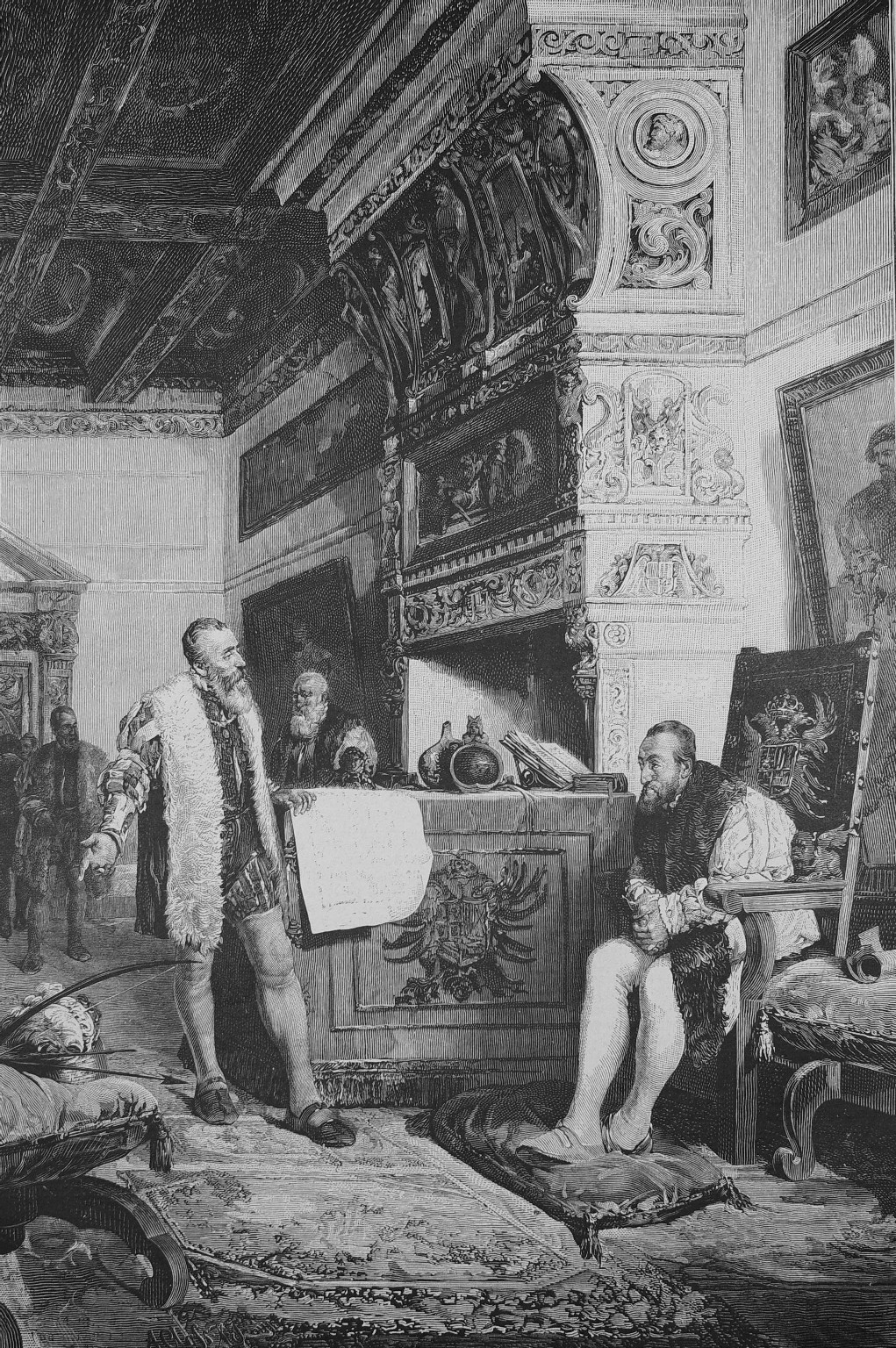
Gravura que representa o conquistador espanhol Francisco Pizarro expondo ao rei Carlos I de Espanha os indícios da descoberta do Império dos Incas.

Diante da recusa do governador De los Ríos em conceder autorizações para uma nova viagem. Os três sócios (Pizarro, Almagro e Luque) concordaram em administrar a licença antes da mesma coroa. Pizarro foi designado procurador ou mensageiro que apresentou a petição diretamente ao rei Carlos I da Espanha. Apesar de Pizarro ser analfabeto, sua escolha se deu pela sua postura e fluência na fala. Pizarro deixou o Panamá acompanhado de Pedro de Candía, Domingo de Soraluce, além de alguns indígenas tallanes de Tumbes (entre os quais estava o intérprete Felipillo); eles também carregavam camelídeos sul-americanos, tecidos de lã, objetos de ouro e prata e outras coisas que haviam coletado em suas viagens. Pizarro desembarcou em Sanlúcar de Barrameda e chegou a Sevilha em março de 1529. Pizarro e seus companheiros partiram para Toledo para se encontrar com o monarca. Lá encontrou o conquistador Hernán Cortés, já prestigioso pela conquista do Império Asteca. Pizarro foi recebido por Carlos I em Toledo, mas este monarca, que se preparava para partir para a Itália, deixou o assunto nas mãos do Conselho das Índias, presidido pelo conde de Osorno, García Fernández Manrique. Tanto Pizarro quanto Candía apresentaram suas razões para que o rei lhes desse autorização para a conquista. Candía expôs um pano onde havia desenhado a planta da cidade de Tumbes. Após a negociação, foi elaborada a Capitulação de Toledo. Na ausência do rei Carlos I, a rainha consorte Isabel de Portugal assinou o documento a 26 de Julho de 1529. Os principais acordos da Capitulação foram:
- Francisco Pizarro foi autorizado a descobrir e conquistar toda a província do Peru ou Nova Castela, localizada entre a cidade de Tempulla ou Santiago (atual Equador) até 200 léguas ao sul.
- Pizarro recebeu os títulos de Governador e Capitão Geral da Província do Peru, bem como os de Prefeito de Alguacil e Adelantado, todos vitalícios, com um salário anual de 725 000 maravedís.
- Diego de Almagro recebeu o governo da fortaleza que se ergueria em Tumbes, bem como o título de Hidalgo, com um salário de 5 000 maravedíes por ano e uma ajuda para despesas de 200 000 maravedíes.
- Hernando de Luque recebeu o Bispado de Tumbes e o título de "Protetor dos Índios" com 1 000 ducados de salário por ano.
- Os "Treze da Ilha do Galo" foram elevados à categoria de nobres de terras conhecidas e, aos que já o eram, receberam o título de "Cavaleiros da Espora Dourada".
- Bartolomé Ruiz foi nomeado "Grande Piloto do Mar do Sul" com 75 000 maravedíes de salário anual.
- Pedro de Candía foi nomeado "Major Artilheiro do Peru" e Regidor de Tumbes.
- Pizarro teve de partir seis meses a partir da data do documento, e do Panamá mais seis meses para seguir para as terras do Peru. Foi autorizado a trazer 150 peninsulares espanhóis, 100 que poderiam ser recrutados na América, além de 50 escravos negros, funcionários do Tesouro Real, eclesiásticos e religiosos.

O grande beneficiário da Capitulação foi Francisco Pizarro em detrimento dos sócios Almagro e Luque. Isso resultaria em conflitos entre eles, principalmente entre Almagro e Pizarro.

##### Terceira viagem

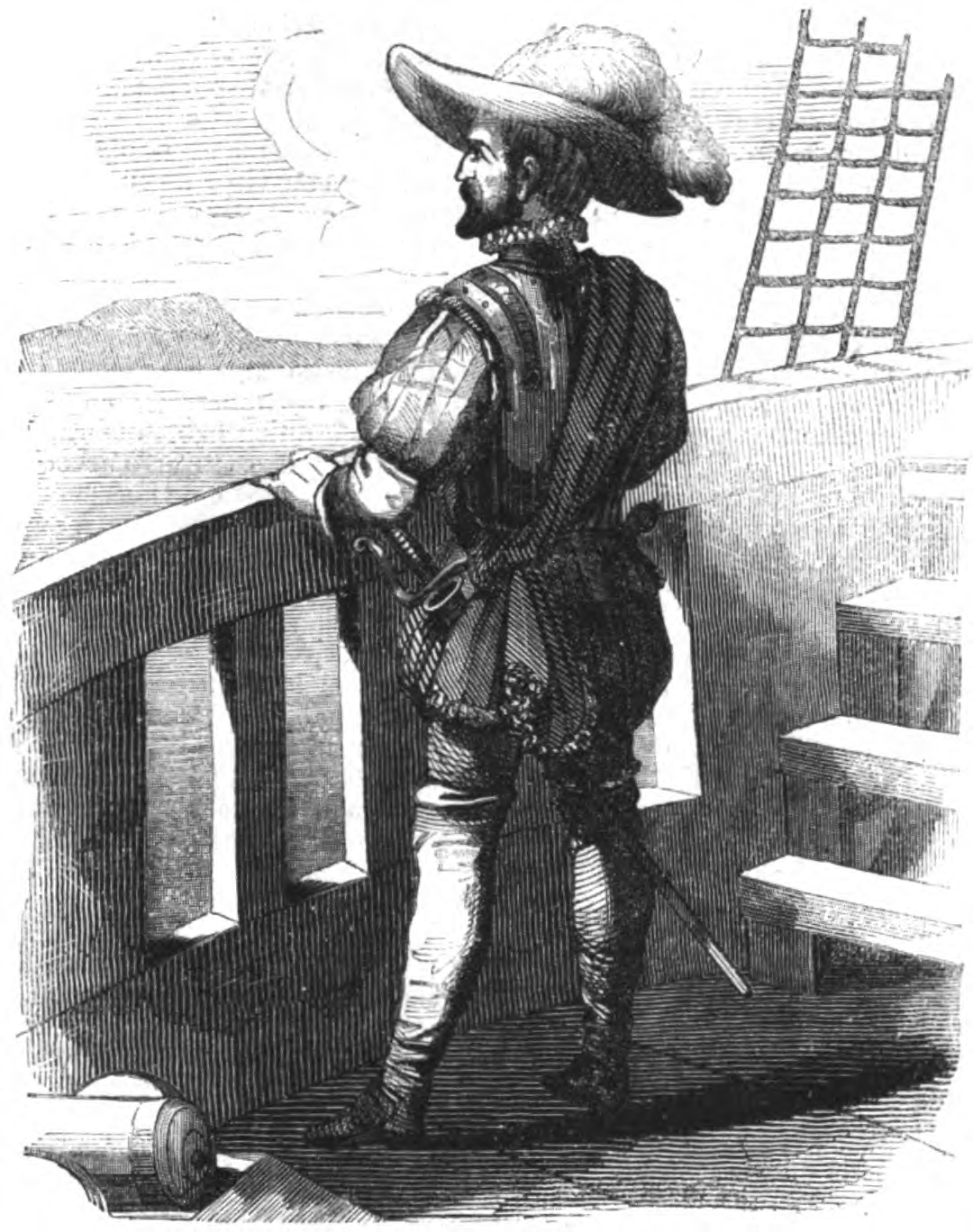
Pizarro navegando ao longo da costa de Tumbes

Pizarro aproveitou a passagem pela Espanha para visitar Trujillo, sua cidade natal, onde se encontrou com seus irmãos Gonzalo, Hernando e Juan, a quem convenceu a ingressar na companhia conquistadora. Ele reuniu quatro navios, mas foi difícil para ele reunir os 150 homens exigidos pelas cláusulas da Capitulação. No entanto, Pizarro conseguiu contornar os controles das autoridades e em 26 de janeiro de 1530, ele partiu de Sanlúcar de Barrameda. Depois de uma viagem sem intercorrências, se encontrou com Almagro que recebeu com desagrado a notícia das poucas prerrogativas que lhe foram obtidas na Capitulação. Soma-se a esse desprazer a atitude arrogante de Hernando Pizarro, o mais temperamental dos Irmãos Pizarro. Almagro pensou em se separar da empresa, mas Luque conseguiu reconciliar os sócios.
Pizarro finalmente deixou o Panamá em 20 de janeiro de 1531, com dois navios, deixando o outro navio no porto sob o comando do capitão Cristóbal de Mena com a ordem de segui-lo posteriormente. Como nas expedições anteriores, Almagro ficou no Panamá para providenciar todo o necessário para a expedição. Após 13 dias de navegação, Pizarro chegou à baía de San Mateo e decidiu avançar por terra. Os membros da expedição caminharam sob as duras condições do clima tropical, a enchente dos rios, a fome e as doenças tropicais. Eles encontraram várias aldeias abandonadas e em uma delas, Coaque, permaneceram por vários meses. Pizarro despachou os navios com as riquezas encontradas para servir de incentivo. A tática deu certo: os navios voltaram do Panamá com trinta homens de infantaria e vinte e seis homens de cavalo, enquanto na Nicarágua o capitão Hernando de Soto começou a recrutar gente para partir para o Peru. Em Coaque, muitos soldados de Pizarro adoeceram com uma doença estranha a que chamaram de "bubas", devido aos tumores que surgiram na sua pele, doença que causou algumas vítimas.
Pizarro deixou Coaque em outubro de 1531. Continuando para o sul, começou a cruzar a atual costa do Equador. Ele passou pelo Cabo Pasado, habitado por índios guerreiros e canibais. Percorreu a baía de Caráquez, onde embarcaram todos os enfermos, continuando o resto da viagem por via terrestre. Os cronistas chamavam toda a região de Puerto Viejo ou Portoviejo. Em seguida, passaram por Tocagua, Charapotó e Mataglan; Neste último se encontraram com Sebastián de Benalcázar, que viera da Nicarágua e comandava 30 homens bem armados, com doze cavalos, que se juntaram à expedição de Pizarro (novembro de 1531). Posteriormente passaram por Picuaza, Marchan, Manta, Punta de Santa Elena, Odón, até a entrada do Golfo de Guaiaquil, sempre ameaçados pela fome e pela sede.

## A queda do Império

### Avanço na Ilha de Puná

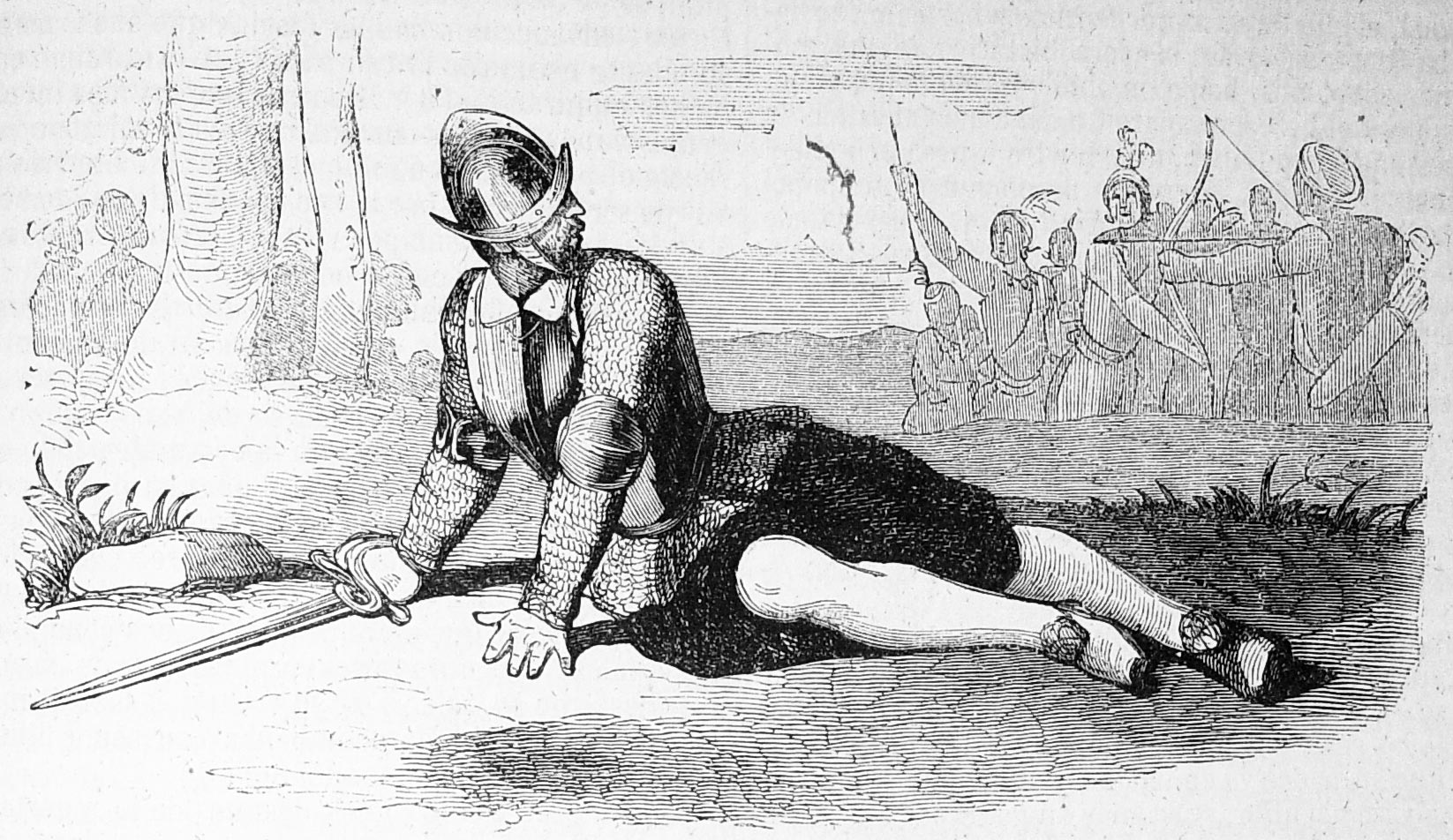
Gravura que representa Hernando Pizarro ferido, durante a luta contra os índios de Puná

Passando pelo Golfo de Guaiaquil, Pizarro e seus expedicionários avistaram a grande ilha de Puná, separada do continente por um estreito braço de mar denominado "a passagem de Huayna Cápac". O chefe da ilha, Tumbalá, convidou os espanhóis a cruzarem e visitarem seus domínios. Pizarro aceitou apesar do perigo de emboscada, pois planejava usar a ilha como cabeça de ponte para o desembarque em Tumbes. Em Puná, Pizarro soube do fim violento de Alonso de Molina e de outros soldados espanhóis que permaneceram com os índios na segunda viagem. Os espanhóis encontraram um lugar na ilha que tinha uma cruz alta e uma casa com um crucifixo pintado em uma porta e um sino pendurado. Mais de trinta meninos de ambos os sexos saíram de dita casa dizendo em coro: "Louvado seja Jesus Cristo, Molina, Molina". Os índios diziam que Molina viera para Puná fugindo dos tumbesinos e que se dedicou a ensinar às crianças a fé cristã; posteriormente, os ilhéus fizeram dele seu líder durante a guerra travada contra os chonos, travando várias batalhas, até que, em certa ocasião, quando ele pescava a bordo de uma jangada, foi surpreendido e morto pelos chonos. Tumbalá fechou acordo com Pizarro, este ofereceu sua ajuda no avanço para Tumbes. Isso porque houve uma guerra contínua entre Puná e Tumbes; havia até 600 prisioneiros tumbesianos na ilha, escravizados pelos habitantes de Puná. Os espanhóis receberam presentes e instrumentos musicais de Tumbalá, como símbolo de aliança.
Naquela época chegou a Puná o curaca Chilimasa de Tumbes, que se encontrou secretamente com Pizarro; Isso fez com que Chilimasa e Tumbalá se tornassem amigos e fizessem as pazes. O que Pizarro não sabia é que os dois curacas não lutavam mais entre si, mas estavam sob a vontade do Inca Atahualpa, por meio de um nobre quíchua que serviu como governador de Tumbes e Puná. Ambos tinham um plano secreto para exterminar os espanhóis seguindo as diretrizes do Inca. Tumbalá se preparava para realizar o extermínio dos espanhóis quando Felipillo, o intérprete dos espanhóis (e um dos recolhidos da jangada de Tumbes por Ruiz), soube desse plano e informou Pizarro. Sabendo disso, Pizarro ordenou a prisão de Tumbalá. Em meio a lutas entre índios e espanhóis, o capitão Hernando de Soto chegou a Puná. Soto trouxe cem homens, um reforço significativo que decidiu o triunfo espanhol sobre os índios. Pizarro, para ganhar o apoio dos tumbesinos, entregou alguns dos chefes de Puná que haviam sido feitos prisioneiros e libertou os escravos tumbesinos que estavam na ilha. Em sinal de gratidão, Chilimasa concordou em emprestar suas jangadas para que os espanhóis pudessem transferir seus fardos nelas. Pizarro mandou enterrar secretamente o cavalo morto de seu irmão Hernando Pizarro para que os índios "não acreditassem que eram poderosos para matar cavalos". A política desenvolvida por Pizarro foi a de não parecer fraco diante dos índios para que eles não o atacassem. O cronista Miguel de Estete aponta que "se os muitos índios [aliados] que carregávamos sentissem alguma fraqueza em nós, eles nos matariam". Pizarro permaneceu em Puná até abril de 1532, quando começou a avançar para a costa de Tumbes.

### Desembarque de Tumbes

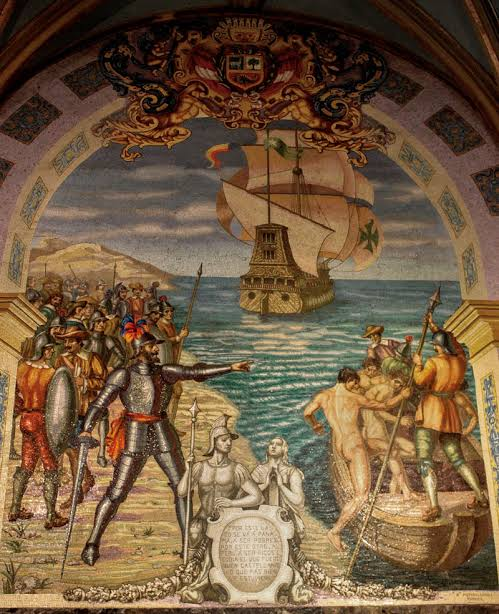
Desembarque de Pizarro em Tumbes em 1532. Esta pintura está localizada na Catedral de Lima, exatamente no túmulo do conquistador

A navegação espanhola até Tumbes durou três dias. Ainda em alto mar, Pizarro mandou avançar as quatro jangadas que Chilimasa lhe dera para transportar a bagagem, nas quais em cada uma delas havia tripulantes índios e três espanhóis. O que Pizarro não sabia é que Chilimasa também tinha uma estratégia para exterminar os espanhóis. Foi então que os índios passaram a executar a estratégia. A primeira balsa que chegou à terra foi cercada por índios e os três espanhóis que nela estavam foram atacados e arrastados para um pequeno bosque onde foram desmembrados e seus pedaços jogados em grandes panelas de água fervente. O mesmo destino aconteceria com os outros espanhóis que chegaram na segunda jangada, mas os pedidos de socorro surtiram efeito. Hernando Pizarro, com um grupo de espanhóis a cavalo, atacou os índios. Muitos deles morreram e outros fugiram para as florestas.
Os espanhóis, que não entenderam o motivo da belicosidade dos tumbesinos, a quem consideravam seus aliados, encontraram a cidade de Tumbes totalmente devastada e descobriram que não era uma cidade de pedra, mas de adobes, o que decepcionou não poucos. A cidade havia sido destruída por ordem do Inca Atahualpa como punição por ter apoiado Huáscar no meio da Guerra dos Dois Irmãos e forçaram os tumbesinos a render vassalagem a Atahualpa, que ordenou que Chilimasa realizasse uma comissão especial para demonstrar sua lealdade: ganhar a confiança dos espanhóis para matá-los mais tarde. Hernando de Soto perseguiu os tumbesinos, caindo sobre seus acampamentos, surpreendendo-os e matando-os. No dia seguinte, a perseguição continuou. Chilimasa apareceu antes de Hernando de Soto, que o levou a Pizarro. Questionado, Chilimasa se limitou a negar tudo e acusou seus principais chefes de terem traçado a estratégia. Pizarro pediu-lhe que entregasse esses chefes, mas Chilimasa disse que não estava ao seu alcance porque tinham fugido da região. Após o incidente, Chilimasa tornou-se aliado dos espanhóis e não os traiu novamente.
Em Tumbes, Pizarro fica sabendo da existência de Cuzco por meio de uma conversa que teve com um índio. Por sua vez, Hernando de Soto, ao perseguir os tumbesinos, havia descoberto os caminhos do Inca. Soto então quis comandar um grande exército, tornar-se independente de Pizarro e liderar uma expedição por conta própria, mas vários homens se recusaram a segui-lo e alguns disseram a Pizarro. Pizarro fingiu não saber mais, a partir daí passou a monitorar Soto com mais rigor. Em 16 de maio de 1532, Pizarro deixou Tumbes, onde deixou uma guarnição espanhola sob o comando de oficiais reais.

### Em Poechos

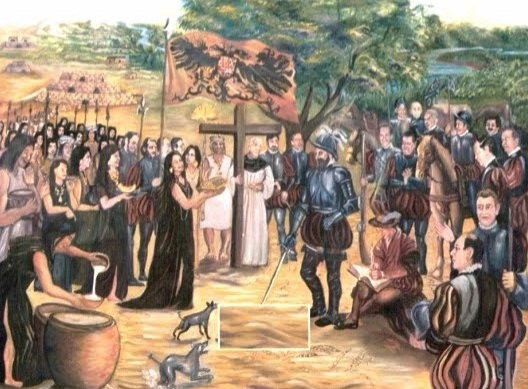
Retrato da fundação espanhola de San Miguel de Tangarará

As tropas de Pizarro avançaram para Poechos chegando em 25 de maio de 1532. Foram cordialmente recebidas por Maizavilca que, para ganhar a confiança de Pizarro, deu a seu sobrinho, um menino que foi batizado como Martinillo e que se tornou intérprete. Pizarro enviou Juan Pizarro, Sebastián de Benalcázar e Hernando de Soto para explorar a região. Soto encontrou numerosas populações com curacas de tendência levantina que capturou e levou a Poechos onde foram forçados a jurar vassalagem ao rei de Espanha. Foi em Poechos que os espanhóis souberam da existência de um grande monarca que dominava o Império. Eles obtiveram informações sobre a guerra que o rei travou com seu irmão e o destino do irmão que havia sido capturado. Hernando Pizarro, devido às preocupações do irmão, foi enviado a Tumbes para trazer consigo todos os seus homens. Estourou uma revolta organizada pelos curacas de Chira e Amotape obrigando os espanhóis de Hernando Pizarro a se entrincheirar na huaca Chira e enviar uma mensagem pedindo ajuda. Francisco Pizarro foi ajudá-los, salvando-os. Posteriormente, os curacas foram severamente punidos. Eles foram atormentados para confessar sua conspiração e treze deles foram estrangulados e seus corpos queimados.
Quando Maizavilca soube que Pizarro planejava fundar uma cidade de cristãos perto de seu território, ele ficou incomodado e concordou com os outros curacas tallanes sobre como se livrar dos espanhóis. Mandaram mensageiros a Atahualpa, que estava em Huamachuco celebrando o triunfo sobre Huáscar, para informá-lo da presença em Tumbes e Piura de gente estranha saindo do mar que, segundo eles, poderiam ser os deuses Viracocha. Eles queriam que o Inca se interessasse e convidasse os espanhóis para conhecê-lo. Atahualpa interessou-se pelo assunto e enviou um espião a Poechos. Disfarçado de rústico vendedor de fardos, Ciquinchara entrou no acampamento espanhol sem levantar suspeitas. Mas Hernando Pizarro, suspeitando de sua presença, o empurrou e chutou, gerando alvoroço entre os indígenas, que Ciquinchara aproveitou para escapar e se dirigir ao Inca. Em seu relato, Ciquinchara detalha três espanhóis que chamaram sua atenção: o treinador de cavalos, o barbeiro que rejuvenesceu "os velhos" com sua arte e o ferreiro que forjou espadas. Ciquinchara pensava que quando os espanhóis fossem exterminados, aqueles três seriam preservados, pois seriam de grande utilidade. Atahualpa então soube o número de cavalos e homens de Pizarro, sabendo assim quão pequenos eles eram.
Em 15 de agosto de 1532, foi fundado o povoado de San Miguel de Tangarará. Este local foi escolhido porque as terras eram muito férteis e habitualmente povoadas por índios. Após a cerimônia, 46 conquistadores foram registrados como vizinhos.

### A marcha para Cajamarca

#### Primeiros avanços

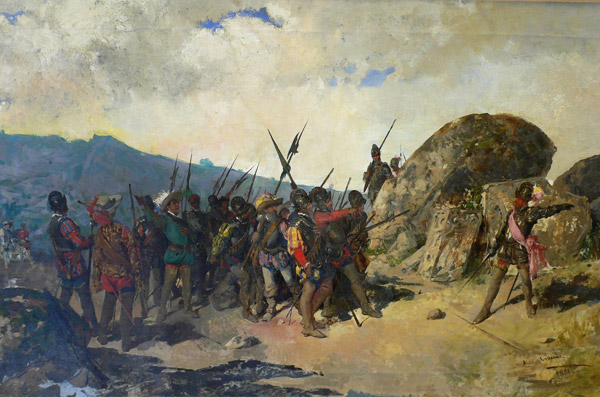
Pizarro e suas tropas dirigem-se a Cajamarca para se encontrar com Atahualpa

Os espanhóis continuaram recebendo notícias sobre a riqueza e a vastidão do Império. Eles sabiam que o Inca Atahualpa, após derrotar seu irmão Huáscar, estava em Cajamarca, a doze ou quinze dias de San Miguel. O medo se espalhou entre os espanhóis, que queriam voltar ao Panamá. Um dia, um papel pregado foi encontrado na porta da igreja de San Miguel, onde estava escrito um dístico contra Pizarro. Juan de la Torre, um dos Treze, foi acusado de ser o seu autor que, sujeito a torturas, confessou a sua responsabilidade e foi condenado à morte. No entanto, Pizarro comutou a sentença e o exilou. Alguns anos depois, sua inocência foi provada e ele voltou ao Peru.
O cronista Jerez conta que Pizarro deixou San Miguel em 24 de setembro de 1532. Atravessou o rio Chira e chegou ao vale do rio Piura. Saiu de Piura em 8 de outubro de 1532. Nesse mesmo dia enviou um posto avançado de 50 a 60 soldados, sob o comando de Hernando de Soto, para a cidade de Caxas, onde se dizia estar o exército de Atahualpa. Soto chegou a Caxas no dia 10 de outubro, encontrando a cidade destruída e quase despovoada, sabendo que tudo isso foi obra dos atahualpistas que os puniram porque o curaca da cidade era um huascarista. Os espanhóis encontraram depósitos de alimentos e roupas, e um acllahuasi com mais de 500 virgens do sol que Soto distribuiu entre seus homens. Foi então que apareceu Ciquinchara que censurou Soto por sua ousadia e se apresentou como embaixador de Atahualpa com a missão de convidar Pizarro para um encontro com o Inca. Ciquinchara trouxe de presente para Pizarro alguns patos pelados e algumas pequenas fortalezas de pedra.
Soto deixou Caxas no dia 13 de outubro acompanhado de Ciquinchara e chegou a Huacabamba, cidade com melhores construções e uma fortaleza bem entalhada. Por ali passava os caminhos incas, o que causou admiração entre os espanhóis por sua grandeza e boa fábrica. Enquanto isso, Pizarro chegou à cidade de Pavur e depois à cidade de Zarán, onde acampou para esperar Soto, que chegou no dia 16 de outubro. Ciquinchara encontrou-se com Pizarro para lhe fazer saber que o Inca "tem vontade de ser seu amigo e de o esperar em paz em Caxamarca". Depois disso, o embaixador voltou a Atahualpa levando consigo alguns presentes que Francisco Pizarro mandou com ele (uma camisa branca, facas, tesouras, pentes e espelhos da Espanha) e para informá-lo que o chefe espanhol "se apressaria em chegar a Caxamarca e ser um amigo do Inca". Em 19 de outubro, Pizarro continuou sua marcha para Cajamarca. Passou pelas cidades de Copis, Motupe, Jayanca e Túcume. No dia 30 de outubro chegou ao povoado de Cinto, cujo curaca informou a Pizarro que Atahualpa tinha estado em Huamachuco e que se dirigia a Cajamarca com cinquenta mil homens de guerra. De Cinto, Pizarro enviou um chefe tallán, Guachapuro, como mensageiro para falar com Atahualpa junto com alguns presentes (uma taça de vidro de Veneza, botas, camisas da Holanda, contas de vidro e pérolas).
Em 4 de novembro, Pizarro continuou sua marcha passando por Reque, Mocupe e Saña. Neste último, os espanhóis encontram uma bifurcação no caminho: um deles levava a Chincha, o outro a Cajamarca. Alguns espanhóis achavam que era melhor ir a Chincha e adiar o confronto com Atahualpa. Porém, Pizarro decidiu seguir rumo a Cajamarca, argumentando que o Inca já sabia que eles haviam partido de San Miguel, além disso, mudar a rota faria Atahualpa acreditar que os espanhóis se encolheram de covardia. Pizarro, seguindo o conselho de Hernán Cortéz, queria capturar o líder indígena: “a primeira coisa a fazer é prender o chefe, eles o consideram seu deus e têm poder absoluto. Com isso, os outros não sabem o que fazer". Ele próprio já tinha experimentado isso em Puná e Tumbes e sabia que ao capturar um curaca e mantê-lo como refém, ganhava muito. Em vez disso, à solta, o curaca tornou-se um inimigo perigoso.
Em 8 de novembro, os espanhóis começaram a escalar a cordilheira. Pizarro decidiu dividir seu exército em dois. Após um dia de caminhada, Pizarro disse a seu irmão Hernando Pizarro para se juntar a ele para continuar a jornada juntos. No dia 9 de novembro, Pizarro acampou no frio nas montanhas onde recebeu uma embaixada de Atahualpa, com dez lhamas que o Inca havia enviado de presente e avisando que eram cinco dias de Cajamarca. No dia 10 de novembro, Pizarro continuou seu caminho e acampou no local que poderia ser a atual cidade de Pallaques. Aqui, Pizarro recebeu uma embaixada chefiada por Ciquinchara que trouxe mais um presente de dez lhamas e ratificou os relatórios da embaixada anterior, no sentido de que Atahualpa estava em Cajamarca onde estava esperando pacificamente os espanhóis. Ciquinchara acompanhou os espanhóis até Cajamarca. Pizarro continuou sua jornada chegando no dia 11 de novembro a um lugar que possivelmente é o atual Llapa onde descansou o dia 12.

#### Chegada a Cajamarca

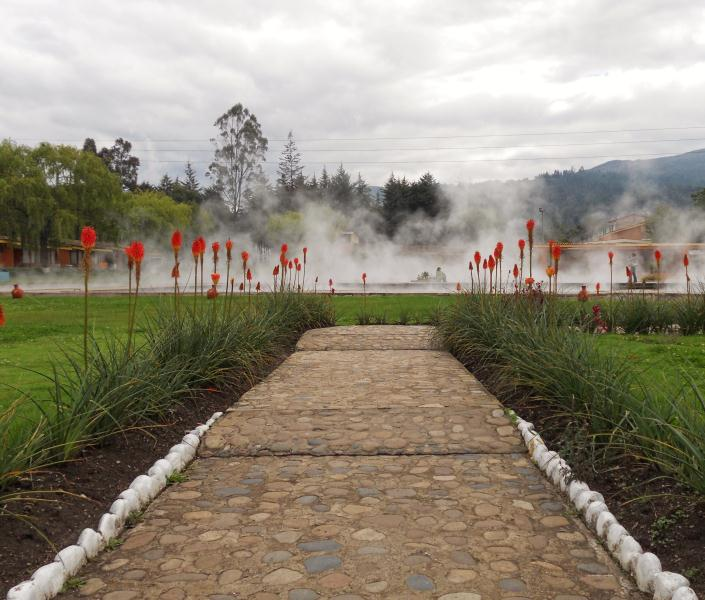
Entrada para as fontes termais dos Baños del Inca

Em 13 de novembro de 1532, Guachapuro voltou. Jerez conta que Guachapuro, vendo Ciquinchara, o atacou e agarrou pelas orelhas, sendo separado por Pizarro. Quando questionado sobre o motivo de sua agressão, Guachapuro disse-lhe que o enviado do Inca (Ciquinchara) era um mentiroso, que Atahualpa não estava em Cajamarca, mas no campo (Baños del Inca) e tinha muitas pessoas acampadas em inúmeras tendas; que queriam matá-lo, mas ele foi salvo porque ameaçou que os embaixadores de Atahualpa seriam executados por Pizarro; que não permitiram que ele falasse diretamente com o Inca, porque ele estava jejuando e se encontrou com um tio de Atahualpa. Ciquinchara, espantado, respondeu que se Atahualpa não estava em Cajamarca era porque suas casas haviam sido reservadas para os cristãos; que Atahualpa estava no campo porque era seu costume; que quando o inca jejuasse, eles não o deixariam falar com ninguém, exceto com seu Pai, o Sol. Pizarro encerrou a discussão insinuando que não tinha motivos para duvidar das intenções de Atahualpa.
Os espanhóis continuaram seu caminho. Em 14 de novembro, eles descansaram em Zavana. Em Zavana, eles receberam outra embaixada de Atahualpa. Os espanhóis avistaram Cajamarca das alturas de Shicuana, a nordeste do vale, em 15 de novembro. O Inca Garcilaso de la Vega e Miguel de Estete asseguram que os espanhóis encontraram em Cajamarca "gente popular e alguns guerreiros" de Atahualpa. Eles também foram bem recebidos. Outros cronistas, como Jerez, asseguram que os espanhóis não encontraram gente na cidade. Antonio de Herrera y Tordesilhas afirma que "num dos extremos da praça só havia mulheres que choravam o destino que o destino reservava aos espanhóis que provocaram a ira do imperador índio". Quando Pizarro entrou em Cajamarca, Atahualpa estava em Pultumarca ou Baños del Inca, onde estava sentado "com quarenta mil índios de guerra". O acampamento era formado por extensas linhas de tendas brancas, com milhares de guerreiros e servos incas, estacionados ao pé de uma cadeia de montanhas. O cronista Miguel de Estete, testemunha dos acontecimentos, relata: “e eram tantas tendas ... que era verdade que ficávamos apavoradas, porque não pensávamos que os índios pudessem ter uma estadia tão soberba, nem tantas tendas, nem tão pronto, o que até então nas Índias nunca foi visto, o que causou muita confusão e medo a todos os espanhóis”.

#### Entrevista em Pultumarca
Enquanto em Cajamarca, Pizarro enviou Hernando de Soto, Felipillo e um grupo de vinte espanhóis, como embaixada para dizer a Atahualpa "que ele veio de Deus e do Rei para pregar e tê-los como amigos, e outras coisas de paz e amizade, e que eles vêm para vê-lo". Quando Soto estava na metade do caminho, Pizarro, olhando do topo de uma das "torres" de Cajamarca para o impressionante acampamento inca, temeu que seus homens fossem emboscados e enviou Hernando Pizarro com Martinillo e outros vinte mais incorporados.
Soto e seus homens foram os primeiros a chegar antes do Palácio Imperial que era guardado por cerca de 400 soldados incas. Felipillo foi enviado para solicitar a presença do Inca. Um nobre inca foi entregar a mensagem e os espanhóis esperaram por uma resposta. No entanto, o tempo passou sem que ninguém saísse. Hernando Pizarro chega nessa hora e vai a Soto perguntando-lhe o motivo do atraso, ao que ele responde: "Aqui me dizem que Atabalipa [Atahualpa] sairá... e não sai". Hernando Pizarro, irritado, mandou Martinillo chamar o Inca, mas como ele não saiu ficou ainda mais zangado e disse: "Diga ao cão que saia..!". Após do grito de Hernando Pizarro, um nobre inca deixou o palácio para observar a situação e voltou para dentro, informando Atahualpa que fora estava o mesmo espanhol irascível que o havia espancado em Poechos. O dito nobre era Ciquinchara. Atahualpa saiu caminhando em direção à porta do palácio e procedeu a sentar-se em um banco vermelho atrás de uma cortina que só permitia que sua silhueta fosse vista.
Soto se aproximou da cortina, ainda montado em seu cavalo, e apresentou o convite a Atahualpa. Atahualpa, sem olhar para Soto, começou a sussurrar algumas coisas com um de seus nobres. Hernando Pizarro, muito irascível, perdeu a compostura e começou a gritar uma série de coisas que acabaram chamando a atenção do Inca, que mandou levantar a cortina. Pela primeira vez, os espanhóis puderam ver o Inca e o descreveram como um índio de cerca de trinta e cinco anos de idade, com um olhar feroz, em cuja cabeça brilhava uma borla de ouro vermelho, a mascaipacha. Atahualpa olhou muito particularmente para o homem ousado que o chamava de "cão", mas foi até Soto, dizendo-lhe para dizer seu chefe que no dia seguinte iria vê-lo em Cajamarca e que deveriam pagar tudo o que levaram durante sua permanência em suas terras. Hernando Pizarro, sentindo-se deslocado, disse a Martinillo para dizer ao Inca que não havia diferença entre ele e Soto, porque ambos eram capitães de Sua Majestade Espanhola. Mas Atahualpa o ignorou enquanto pegava dois copos de ouro, cheios de chicha ou licor de milho, que foram entregues a ele por algumas mulheres. Soto disse ao Inca que seu companheiro era irmão do Governador. O Inca continuou a mostrar-se indiferente a Hernando Pizarro, mas finalmente foi até ele dizendo que Maizavilca o havia informado sobre a maneira como humilhara vários curacas acorrentando-os, e que, por outro lado, o próprio Maizavilca se gabava de ter matado três cristãos e um cavalo; ao que o impulsivo Hernando Pizarro respondeu que Maizavilca era um canalha e que ele e todos os índios nunca podiam matar cristãos ou cavalos porque eram todos galinhas, e que se quisesse verificar, ele próprio iria acompanhá-lo na guerra contra seus inimigos para que pudesse ver como os espanhóis lutaram. O Inca, olhando com desdém para o espanhol, limitou-se a responder que havia uma curaca que não lhe obedecia e que aquela poderia ser a ocasião para os espanhóis acompanharem o seu povo na guerra que pretendia travar. Hernando Pizarro, longe de manter a compostura, soltou mais bravatas, dizendo que não era necessário que o Inca mandasse todos os seus homens, pois apenas dez espanhóis a cavalo bastavam para subjugar qualquer curaca. A linguagem belicosa de Hernando Pizarro ia contra os planos de seu irmão Francisco Pizarro, mas felizmente para ele, Atahualpa decidiu interpretá-la como uma simples bravata.
Mais tarde, o Inca ofereceu aos espanhóis taças de licor, mas estes, temerosos de que a bebida estivesse envenenada, desculparam-se de tomá-la, dizendo que estavam em jejum. O Inca disse a eles que ele também estava jejuando e que a bebida não poderia quebrar o jejum. Para desencadear algum medo, o Inca deu um gole em cada um dos copos, o que tranquilizou os espanhóis, que beberam a bebida. Soto, montado em seu cavalo, quis se exibir imediatamente e começou a galopar, saltitando diante do Inca, avançou sobre o Inca como se quisesse atropelá-lo, mas parou bruscamente. Soto ficou surpreso ao ver que o Inca havia permanecido imutável, sem fazer o menor gesto de medo. Alguns servos do Inca mostraram medo e por isso foram castigados. Atahualpa mandou trazer mais bebida e todos beberam. A entrevista terminou com a promessa de Atahualpa de ir no dia seguinte ao encontro de Francisco Pizarro. Uma vez que os espanhóis partiram, o general Rumiñahui chorou de raiva porque Atahualpa havia permitido que os espanhóis saíssem vivos. O Inca elaborou um plano com seus generais e confiou a Rumiñahui a missão de cercar Cajamarca com suas tropas, posicionando-se em uma estrada "com muitas cordas para que, quando fugissem, os pegassem e amarrassem". No acampamento de Atahualpa, corria o boato de que as armas espanholas disparavam apenas duas vezes e que os cavalos perdiam a eficácia durante a noite. Vinte mil soldados imperiais foram posicionados nos arredores de Cajamarca para capturar os espanhóis: tinha certeza de que, vendo tanta gente, os espanhóis se renderiam. 

### Captura de Atahualpa

#### A captura

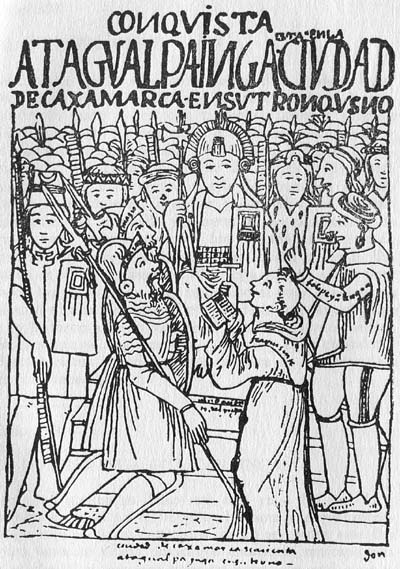
Desenho de Guamán Poma de Ayala representando Atahualpa em Cajamarca, sentado em seu trono e acompanhado por seus guerreiros. Na sua frente estão Francisco Pizarro e Vicente de Valverde

O exército espanhol era composto por 165 homens: 63 homens a cavalo, 93 soldados de infantaria, 4 artilheiros, 2 arcabuzeiros e 2 trombetas. Além de Pizarro, apenas Soto e Candía eram soldados de profissão. Eles também tiveram três intérpretes indígenas: Felipillo, Francisquillo e Martinillo. Os índios nicaraguenses e escravos negros que vieram com os espanhóis eram muito poucos e eles tiveram que agir como escudeiros. Não tinham cães de guerra, visto que tinham ficado em San Miguel. Na noite de 15 de novembro de 1532, antes do encontro com o Inca, o medo se espalhou entre as tropas espanholas. Pedro Pizarro, cronista e primo de Pizarro, conta: “Pois bem, estando os espanhóis assim, chegou a Atahualpa a notícia ... que os espanhóis estavam presos num galpão, cheios de medo, e que ninguém aparecia na praça. E a verdade é que o índio disse isso porque ouvi muitos espanhóis que, sem sentir, urinaram de puro medo". Os espanhóis ficaram despertos durante a noite. Pizarro, baseado nas histórias que Hernán Cortés lhe contou sobre a conquista dos astecas, tinha em mente capturar o Inca.
Pizarro mandou colocar Pedro de Candía no alto da pequena fortaleza ou tambo real, no centro da praça, com duas ou três soldados de infantaria e dois falconetes ou pequenos canhões, fixando também duas trombetas. Os homens a cavalo foram divididos em duas facções, sob o comando de Hernando de Soto e Hernando Pizarro, respectivamente. A infantaria também foi dividida em duas facções, uma sob o comando de Francisco Pizarro e a outra sob o comando de Juan Pizarro. Todos tiveram que ser escondidos nos prédios que cercavam a praça, aguardando a chegada do Inca e até ouvir o sinal de ataque. Este seria um arcabuzazo disparado por um dos que estavam com Pizarro, e o grito retumbante de "Santiago!". Se por algum motivo o tiro não fosse ouvido por Candía, um lenço branco seria acenado como um sinal para que ele disparasse sua falconete e tocasse as trombetas. A ordem era causar estragos entre os índios e capturar o Inca.
Atahualpa presidiu uma marcha lenta e cerimoniosa de milhares de seus súditos. O deslocamento tomou grande parte do dia, causando desespero em Pizarro e seus soldados, pois não queriam lutar à noite. Os cronistas marcaram as quatro da tarde como a hora em que Atahualpa entrou na praça de Cajamarca, pensando que bastaria um exército de 20 000 homens para que os espanhóis se retirassem sem lutar, de modo que os que o acompanhavam não estavam armados. Miguel de Estete relata: “Às quatro horas começa a caminhar pela estrada à sua frente, mesmo para onde estávamos; e às cinco horas ou pouco mais, chega à porta da cidade”. O Inca iniciou sua entrada em Cajamarca, precedido por sua vanguarda de quatrocentos homens, entrando na praça em uma "liteira riquíssima, as extremidades das madeiras cobertas de prata ...; que oitenta senhores carregavam nos ombros; todos vestidos de uma riquíssima farda azul; e ele vestia sua pessoa ricamente com a coroa na cabeça e ao redor do pescoço um colar de grandes esmeraldas; e sentado na liteira em uma cadeirinha com uma almofada riquíssima”. Por sua vez, Jerez destaca: "Entre eles veio Atahualpa em uma liteira forrada com penas coloridas de papagaio, guarnecido com placas de ouro e prata". Atrás do Inca vinham duas outras liteiras, onde estavam Chinchay Cápac, o grande senhor de Chincha, e a outra provavelmente era o Chimú Cápac, o grande senhor dos chimúes (outros dizem que ele era o senhor de Cajamarca). Os guerreiros incas que entraram no recinto são estimados entre 6 000 e 7 000 e ocuparam meia praça.
Pizarro enviou ao Inca o frade Vicente de Valverde, o soldado Hernando de Aldana e Martinillo. Antes do Inca, o frade Valverde fez o pedido formal a Atahualpa para abraçar a fé católica e se submeter ao governo do Rei da Espanha, ao mesmo tempo que lhe deu um breviário ou um Evangelho da Bíblia. Segundo alguns cronistas, a reação do Inca foi de surpresa, curiosidade, indignação e desdém. Atahualpa abriu e revisou o breviário cuidadosamente. Não encontrando nenhum significado nisso, ele o jogou no chão, mostrando um desprezo singular. Então, dizendo a Velarde, exigiu que os espanhóis devolvessem tudo o que haviam tirado de suas terras sem seu consentimento, reclamando especialmente as roupas que haviam tirado de seus armazéns; que ninguém tinha autoridade para dizer ao Filho do Sol o que ele tinha que fazer e que faria a sua vontade; e, finalmente, que os estrangeiros "vão embora como malfeitores e ladrões"; do contrário, ele os mataria. Cheio de medo, Valverde correu para Pizarro, seguido por Aldana e o intérprete, enquanto gritava: "O que está fazendo sua graça, que Atabalipa [Atahualpa] se torna um Lúcifer!" Mais tarde, Valverde disse-lhe que o "cão" (idólatra) tinha atirado ao chão o breviário, pelo que prometia absolvição a quem saísse para lutar contra ele.
Ao sinal de Pizarro, Candía disparou seu falconete, as trombetas soaram e os homens a cavalo saíram sob o comando de Hernando de Soto e Hernando Pizarro. Os cavalos causaram mais pânico aos indígenas, que não conseguiram se defender e só pensaram em fugir do local; tamanho era o desespero que formaram pirâmides humanas para chegar ao topo do muro que circundava a praça, muitos morrendo asfixiados pela aglomeração. Até que finalmente, devido à pressão, o muro desabou e, por cima dos mortos sufocados, os sobreviventes fugiram para o campo. Os homens a cavalo espanhóis correram atrás deles, alcançando e matando aqueles que podiam. Por sua vez, enquanto esperava o sinal para capturar os espanhóis, Rumiñahui ouviu o tiro de Pedro de Candía e viu, surpreso, como o índio que deveria dar o sinal foi atirado do alto da torre da praça e, mais tarde, aos poucos minutos, observou uma das paredes da praça desabar como resultado da multidão em fuga. Rumiñahi não pôde tomar uma decisão rápida provavelmente porque acreditava que Atahualpa havia morrido. Naquela mesma noite, Rumiñahui marchou em direção a Quito. Já em Quito, Ruñinahui mandaria matar os irmãos de Atahualpa que ali estavam e se nomearia como Scyri (Chefe Supremo da Confederação Quiteña) com o nome de Ati II Pillahuaso.

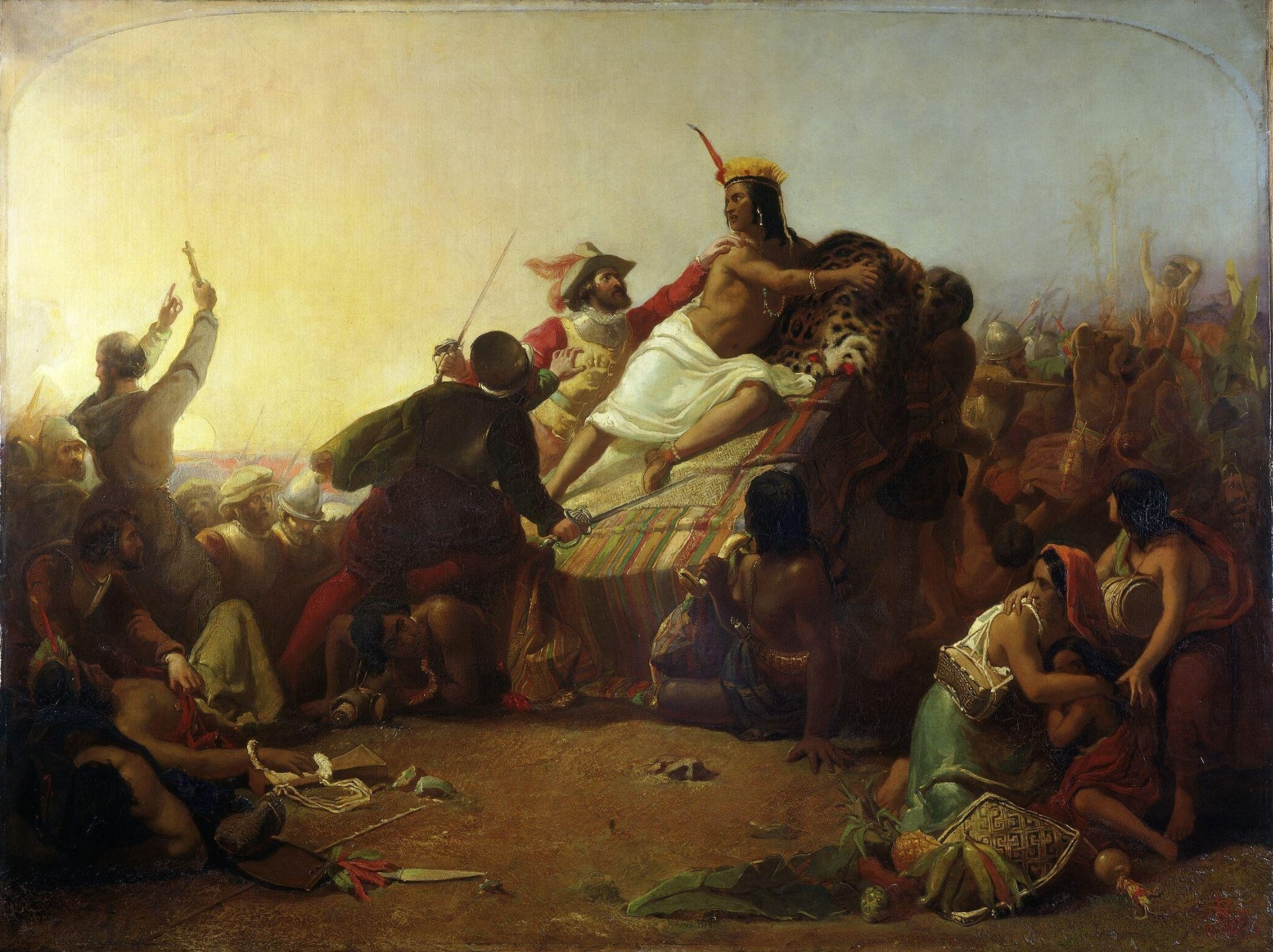
Pintura que representa Francisco Pizarro no momento em que captura Atahualpa, evitando sua morte nas mãos de um soldado espanhol

Enquanto isso, na praça de Cajamarca, Pizarro procurava o Inca, enquanto Juan Pizarro e seus homens cercavam o Senhor de Chincha e o matavam em sua liteira. Os espanhóis atacaram especialmente os nobres e os curacas, que se distinguiam por suas librés com quadrados roxos. “Morreram outros capitães, mas devido ao seu grande número não prestamos atenção a eles, porque todos aqueles que vieram para guardar Atahuapa eram grandes senhores” (Jerez). Entre os que caíram naquele dia estava Ciquinchara. A mesma sorte teria acontecido com Atahualpa se não fosse a intervenção de Pizarro. Os espanhóis, apesar de matarem os carregadores, não conseguiram derrubar a liteira do Inca, pois quando eles caíram, outros carregadores se apressaram a substituí-los. Assim, eles lutaram por muito tempo; um espanhol queria ferir o Inca com uma faca, mas Pizarro interveio gritando que "ninguém deve ferir o índio sob pena de vida". Nesta luta, Pizarro sofreu uma ferida na mão com uma espada. No final, a liteira caiu e o Inca foi capturado, sendo levado prisioneiro para um prédio chamado Amaru Huasi. Como resultado do encontro, entre 4 000 e 5 000 pessoas morreram, embora Jerez afirmou que houve 2 000 mortos. Muitos foram esmagados até a morte durante a debandada, outros 7 000 foram feridos ou capturados. Os espanhóis tiveram apenas um morto (um escravo negro) e vários feridos.

#### Após a captura
Depois da vitória em Cajamarca, os vencedores dividiram os despojos da guerra em Pultumarca ou Baños del Inca. O cronista soldado Estete refere que "todas essas coisas de barracas e roupas de lã e algodão eram em tal quantidade que, a meu ver, eram necessários muitos navios para caber". Outro cronista escreve: "o ouro e a prata e outras coisas de valor foram todos recolhidos e levados para Cajamarca e colocados nas mãos do Tesoureiro de Sua Majestade". Os metais preciosos somavam oitenta mil pesos em ouro e sete mil marcos em prata; quatorze esmeraldas também foram encontradas, embora as esmeraldas, naquela época, não fossem consideradas valiosas para eles. Francisco López de Gomara destaca que “nenhum soldado ficou tão rico em tão pouco tempo e sem risco”, acrescentando que “nunca saltou assim, porque houve muitos que perderam a sua parte nos dados”.
Para levar o que obtiveram, começaram a fazer prisioneiros entre os índios, mas, para sua surpresa, viram que se ofereciam para fazer o trabalho dos cargueiros. Todos reunidos na praça de Cajamarca, ali Pizarro falou com eles por meio de um intérprete, dizendo que o Inca estava vivo, mas era seu prisioneiro. Vendo que os índios estavam em paz, ordenou que fossem soltos. Eles eram partidários de Huáscar e, portanto, inimigos de Atahualpa e, como tal, eram gratos aos espanhóis que viam como aliados. Pizarro escolheu os mais fortes para servirem de carregadores, separou também as índias mais jovens e mais belas para se tornarem criadas.

### O resgate

#### Oferta de Atahualpa

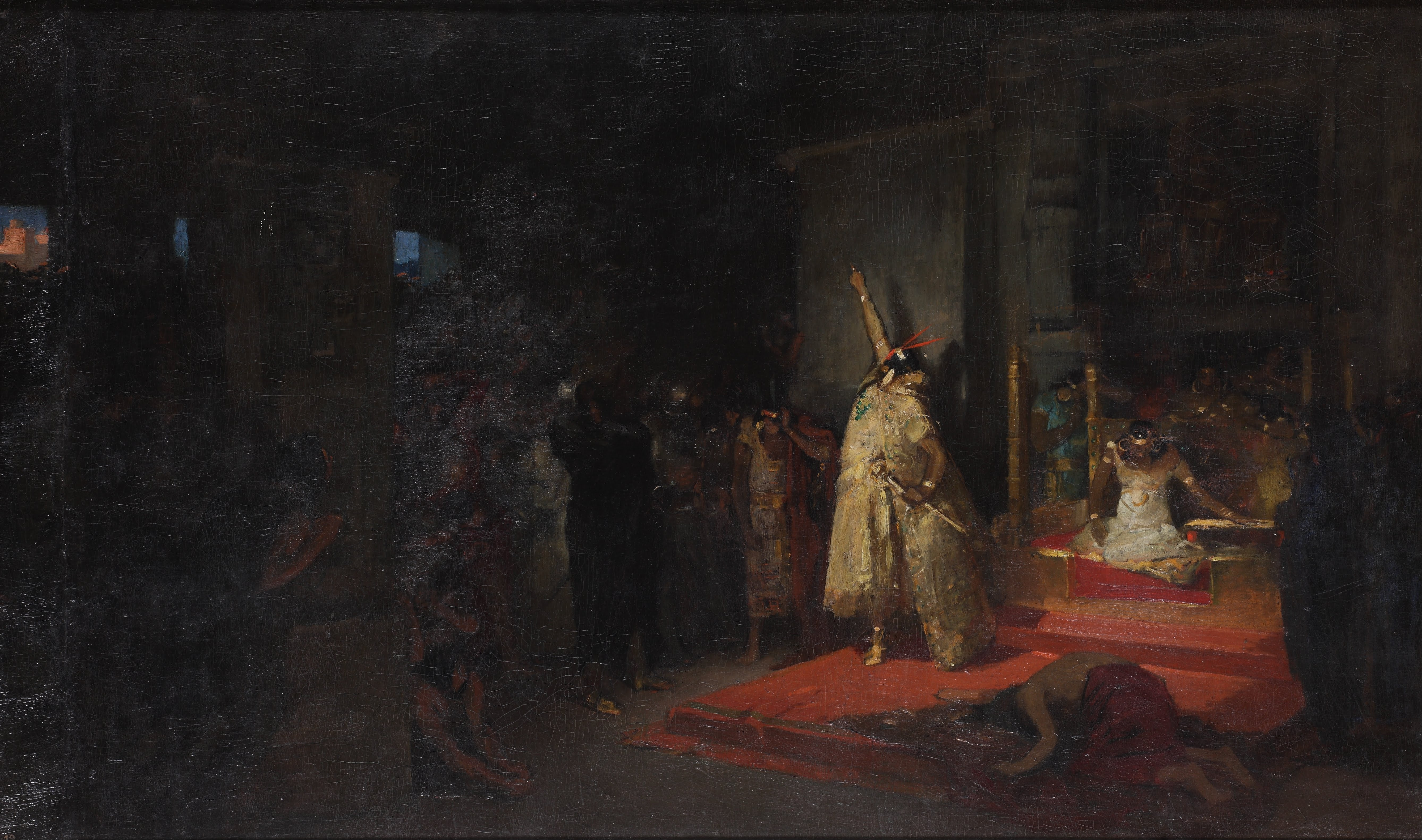
O Resgate de Atahualpa, uma pintura de Carlos Baca-Flor que representa as negociações de Atahualpa

Enquanto estava na prisão, Atahualpa recebe a visita de curacas que lhe trazem presentes em ouro e prata. O Inca percebe que os metais preciosos têm um valor diferente para os espanhóis do que ele e seu povo lhes deram. Ele se convenceu de que a única maneira de obter a liberdade era oferecendo-lhes uma grande quantidade de ouro e prata. Ele propôs a Pizarro que lhe daria, em troca de sua liberdade, uma sala cheia de várias peças de ouro, até onde sua mão levantada pudesse alcançar, e duas vezes a mesma sala cheia de objetos de prata. A sala, conhecida como Quarto do Resgate, tinha 7 metros de comprimento e 5 metros de largura. Atahualpa prometeu que encontraria toda aquela quantidade de metais preciosos dentro de dois meses. Pizarro confirmou a promessa por escrito em um documento perante um notário público. Atahualpa também ofereceu sua irmã Quispe Sisa como esposa para Pizarro. Quispe Sisa levaria o nome de Inés Huaylas após ser batizada e teria com Pizarro uma filha que se chamaria Francisca Pizarro Yupanqui, considerada a "primeira mestiza" do Peru.
A primeira remessa de ouro oferecida por Atahualpa veio do sul e foi trazida por um irmão do Inca, "e então alguns dias vinte mil chegam, e outras vezes trinta mil, e outras vezes cinquenta e outros sessenta mil pesos de ouro em jarras e grandes potes de três arrobas e de duas, e jarras e grandes potes de prata e muitos outros vasos". No entanto, os soldados espanhóis começaram a sussurrar que, ao ritmo que a colheita estava acontecendo, as salas não seriam ocupadas dentro do tempo estabelecido. Percebendo os comentários, Atahualpa propôs a Pizarro que, para agilizar o transporte de ouro e prata, enviasse seus soldados tanto ao santuário Pachacamac quanto à cidade de Cuzco. Pizarro aceitou a proposta. Em Quito, por outro lado, o general Rumiñahui ordenou o assassinato dos emissários incas que chegaram com a ordem de recolher o ouro.
Enquanto isso, seis navios chegaram ao porto de Manta. Em 20 de janeiro de 1533, Pizarro recebeu mensageiros enviados de San Miguel de Tangarará avisando-o dessa chegada. Três dos maiores navios vieram do Panamá, comandados por Diego de Almagro, com 120 homens. No total, 150 homens desembarcaram. O curaca de Tumbes se rebelou, mas não levantou seu povo. Em 25 de março de 1533, Diego de Almagro chegaria a Cajamarca. Almagro e seus homens ficariam desapontados ao saber que nada do resgate do Inca correspondia a eles, já que haviam chegado tarde demais. No entanto, ficaram tranquilos em saber que, a partir de agora, toda a arrecadação seria repartida entre todos. Mas para que isso fosse viável, o Inca tinha que morrer. É por isso que Almagro foi um dos que mais tarde instigou a execução de Atahualpa.

#### Expedição para Pachacamac

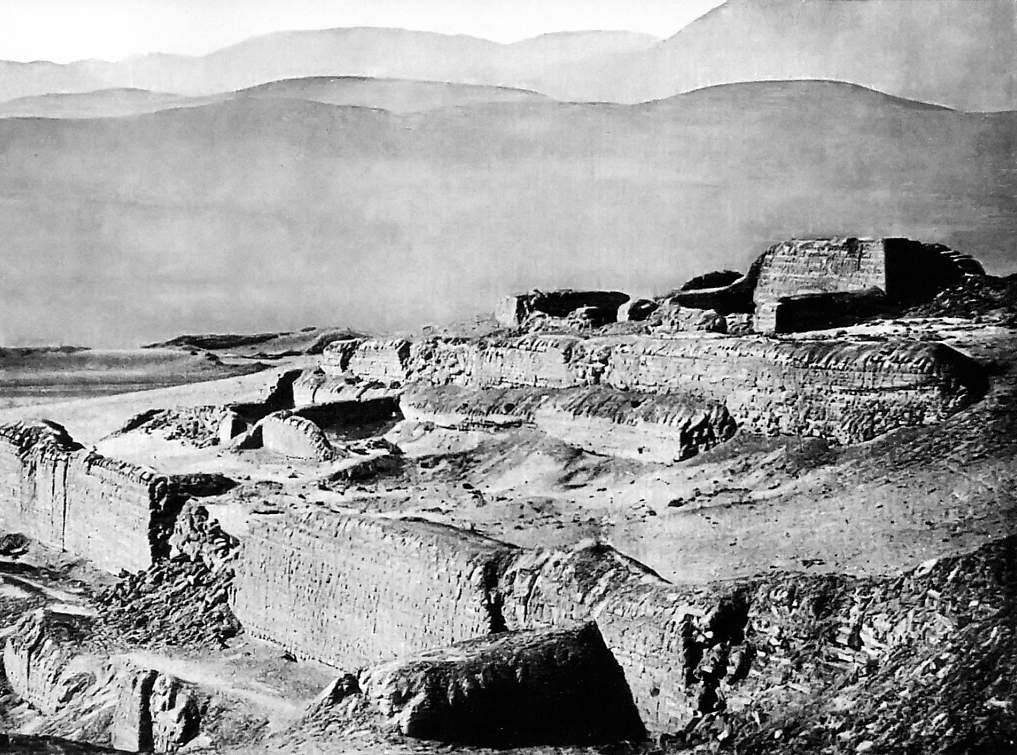
Vista fotográfica de Pachacamac, por volta de 1900

Seguindo o conselho de Atahualpa, Pizarro enviou uma expedição a Pachacamac, na costa do vale do Lima. Pachacamac era um santuário de origem pré-incaica, lar de um prestigioso oráculo onde os índios peregrinavam. A expedição a Pachacamac foi liderada por Hernando Pizarro. Para servir de guia, Atahualpa entregou aos espanhóis o grande sacerdote de Pachacamac e quatro outros sacerdotes menores. Atahualpa não sentia nenhum respeito pelo Deus Pachacamac porque, em certa ocasião, não atingiu um dos oráculos consultados a respeito de sua pessoa durante a guerra contra Huáscar.
A expedição saiu de Cajamarca em 5 de janeiro de 1533 e entrou em Pachacamac em 2 de fevereiro. Chegando ao templo, Hernando Pizarro exigiu que os servos do templo lhe dessem o ouro que guardavam. Estes deram-lhe uma pequena quantia que não satisfez o espanhol que entrou no recinto sagrado, subiu ao topo onde estava localizado o ídolo do Deus Pachacamac. Vendo isso como uma coisa de idolatria, ele removeu a imagem e a queimou, aproveitando para ensinar sobre a fé cristã. A profanação chocou os nativos, que temiam uma catástrofe, mas nada aconteceu.
Como encontraram pouco metal precioso em Pachacamac, nos dias seguintes, Hernando Pizarro enviou mensageiros aos curacazgos vizinhos ordenando-lhes que trouxessem o máximo de ouro possível. Os espanhóis juntaram um butim avaliado em 90 000 pesos. Em 26 de fevereiro de 1533, Hernando Pizarro saiu de Pachacamac e entrou nas montanhas, rumo a Jauja, ao saber que o general atahualpista Chalcuchímac estava ali com gente de guerra e mais ouro. Hernando Pizarro chegou a Jauja no dia 16 de março. Chalcuchímac o recebeu com grandes festas e Hernando Pizarro, com astúcia, convenceu o general a acompanhá-lo com suas tropas a Cajamarca. A expedição de Hernando Pizarro voltou a Cajamarca no dia 14 de abril trazendo "vinte e sete cargas de ouro e duas mil de prata", além de ter consigo o feroz Chalcuchímac. Ao chegar a Cajamarca, Chalcuchímac apareceu diante de Atahualpa e chorou ao vê-lo preso. Vendo que a entrega do tesouro estava atrasada, Pizarro pensou que Chalcuchímac estava conspirando contra os espanhóis e ordenou que fosse submetido a torturas. A intervenção de Hernando Pizarro fez parar a tortura. Chalcuchímac nunca conseguiu se recuperar dos ferimentos e não perdoou Atahualpa por sua indiferença quando foi torturado. Seria então dedicado a tramar uma rebelião contra os espanhóis enquanto se distanciava do Inca.

#### Expedição para Cuzco

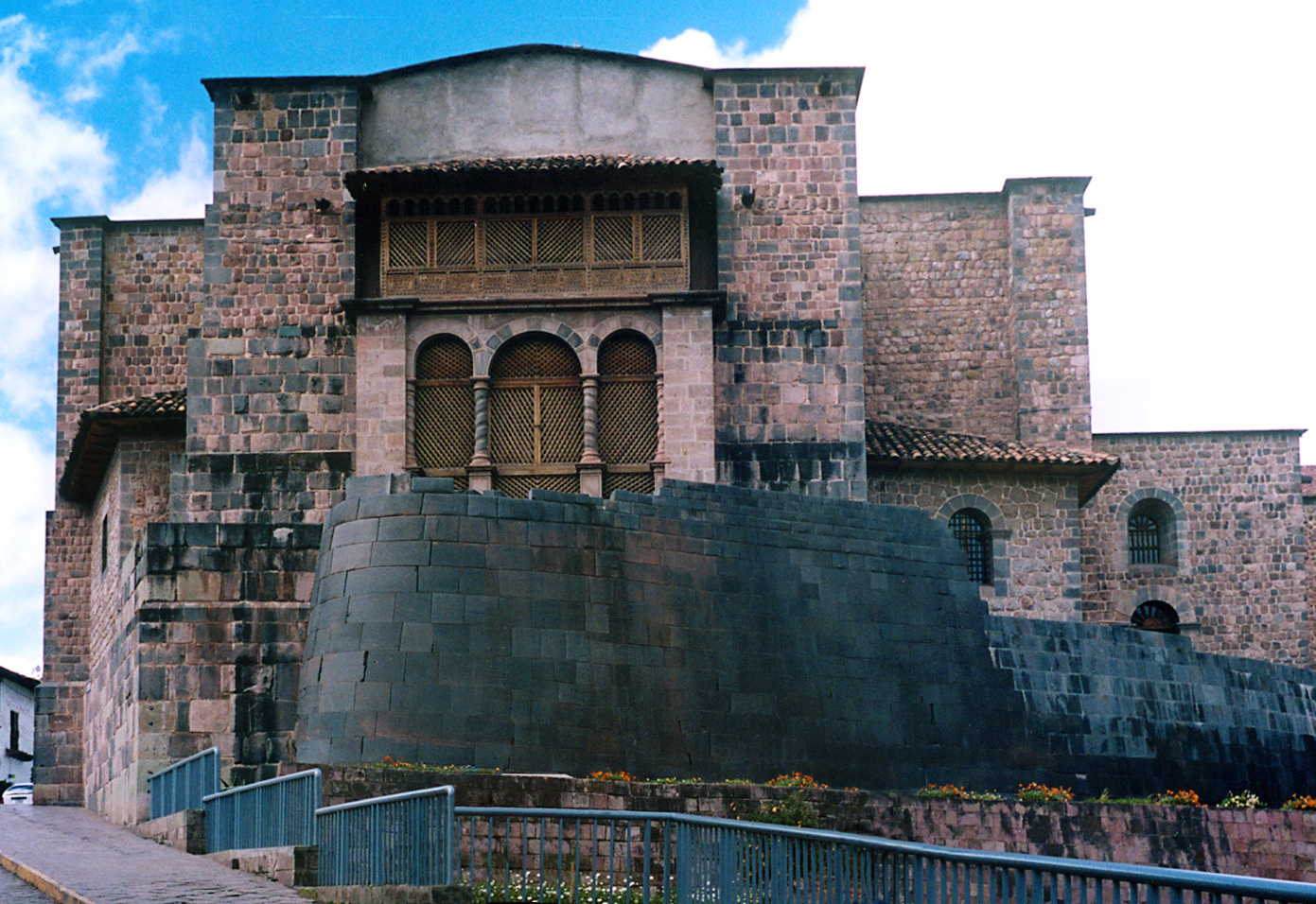
Coricancha

Pizarro encomendou a um nobre inca, junto com os espanhóis Pedro Martín de Moguer, Martín Bueno e Juan de Zárate, uma viagem a Cuzco. Sua missão era agilizar o embarque de ouro e prata, tomar posse da capital do Império e conhecer sua situação. Os espanhóis deixaram Cajamarca em 15 de fevereiro de 1533, acompanhados por escravos negros e centenas de índios aliados.
Os três espanhóis chegaram a Jauja, onde encontraram uma floresta de lanças com cabeças, línguas e mãos no final, "foi aterrador ver as crueldades que haviam cometido". Chalcuchímac, anteriormente, havia reprimido uma rebelião contra os atahualpistas. Depois seguiram para Vilcashuamán e finalmente avistaram a cidade de Cuzco. Eles foram os primeiros europeus a ver a capital dos Incas. O general atahualpista Quizquiz estava estacionado lá, com tropas de Quito que somavam cerca de 30 000 homens. Ele gentilmente deu as boas-vindas aos espanhóis, pois estavam acompanhados por um nobre inca, então os deixou em liberdade para agir. Os espanhóis continuaram a saquear a cidade e até mesmo saquearam as placas de ouro do Templo de Coricancha. Quando descobriram o Acllahuasi, eles se dedicaram a estuprar as donzelas.
Os três espanhóis voltaram a Cajamarca carregando cerca de 600 arrobas de ouro, não podendo transportar a carga de prata, por ser excessiva, deixando-a aos cuidados de Quizquiz, que prometeu guardá-la até a chegada de Francisco Pizarro. Juan de Zárate informou a Pizarro que "tomou posse em nome de Sua Majestade naquela cidade de Cuzco", além de lhe dizer o número e a descrição das cidades existentes entre Cajamarca e Cuzco, a quantidade de ouro e prata recolhidos e, principalmente a presença do general Quizquiz na cidade.

#### A morte de Huáscar

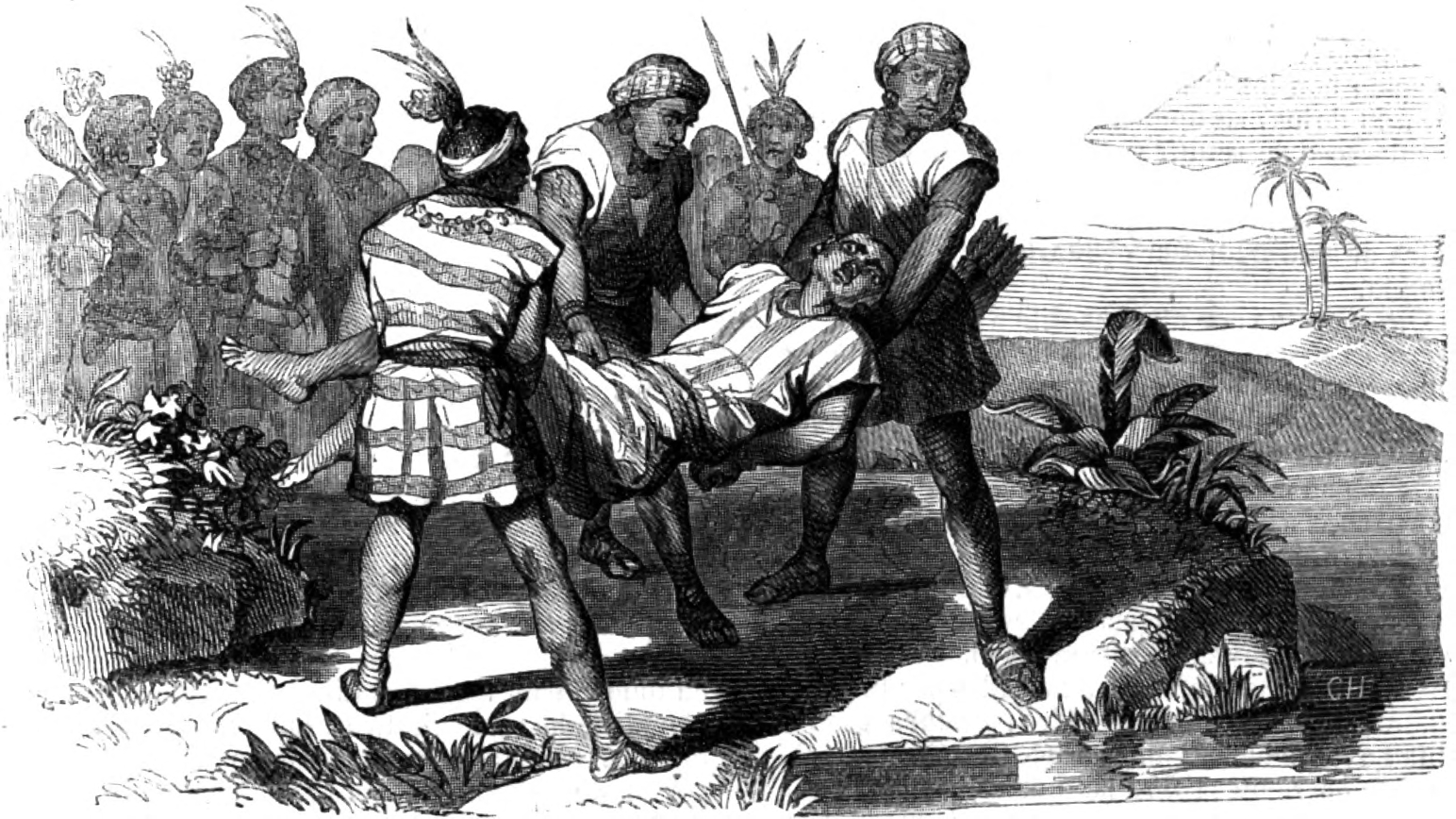
Gravura que representa a morte do Inca Huáscar, atirado de um precipício no rio, por ordem de seu irmão Atahualpa

Atahualpa, em sua prisão, era extrovertido, alegre e falante com os espanhóis, embora sem perder sua solenidade de monarca. Ele foi autorizado a ter todos os confortos, sendo cuidado por seus servos e suas mulheres. Demonstrou grande inteligência e, ensinado pelos espanhóis, jogou xadrez e dados. Atahualpa recebia a visita de Pizarro todas as noites, eles jantavam e conversavam por meio de um intérprete. Em uma dessas conversas, Pizarro soube que Huáscar estava vivo e prisioneiro dos atahualpistas. Pizarro fez com que Atahualpa prometesse não matar o próprio irmão e trazê-lo são e salvo para Cajamarca.
Huáscar, então, foi transferido em direção a Cajamarca, pelas estradas da serra, com os ombros furados pelas cordas que seus zeladores arrastavam. Huáscar, sabendo que Atahualpa estava nas mãos de gente estranha e que tinha oferecido um grande tesouro pela sua liberdade, disse em voz alta que era o verdadeiro dono de todos esses metais e que os daria aos espanhóis para se salvar e que Atahualpa seria o único a morrer. Isso chegou aos ouvidos de Atahualpa, que decidiu eliminar Huáscar antes que ele conhecesse os espanhóis. Os atahualpistas então cumpriram sua missão. Huáscar foi jogado de um precipício no rio Andamarca. Da mesma forma, a esposa e a mãe de Huáscar, que o acompanhava em seu cativeiro, foram assassinadas.

#### A distribuição do tesouro
Enquanto isso, embarques de metais preciosos continuaram chegando a Cajamarca. O mulato Juan García se encarregou de pesar e contar o ouro e a prata. Pizarro e seus homens, ansiosos por dividir o resgate, não esperaram que os quartos estivessem cheios e providenciaram o início das tarefas de distribuição. Em 13 de maio de 1533, as peças de ouro e prata começaram a ser derretidas, trabalho realizado por metalúrgicos indígenas, segundo seu método. Eles levaram um mês inteiro para fazer o trabalho. Normalmente, cinquenta ou sessenta mil pesos eram derretidos todos os dias. O trono do Inca não entrou na fundição, permanecendo nas mãos de Pizarro.
Em 17 de junho, quando a fundição foi concluída, Pizarro ordenou a distribuição. A soma total de ouro atingiu "um milhão e trezentos e vinte e seis mil quinhentos e trinta e nove pesos de ouro". O total de prata derretida foi avaliado em "cinquenta e um mil seiscentos e dez marcos". O Quinto Real foi reservado para a coroa espanhola. Pizarro, em sua opinião, premiou alguns com mais e outros com menos. Para o bispado de Tumbes, foram reservados 2 220 pesos de ouro e 90 marcos de prata. Pizarro recebeu 57 220 pesos de ouro e 2 350 marcos de prata. Hernando Pizarro recebeu 31 080 pesos e 1 267 marcos de prata; para Hernando de Soto, 1 740 pesos de ouro. O mulato Juan García também receberia sua parte com a qual compraria uma indígena de outro soldado, tendo uma filha com ela. Quando a repartição ocorreu, Hernando de Luque já estava morto. Outro que recebeu sua parte foi Martinillo. Martinillo se casaria mais tarde com uma espanhola, Luisa de Medina, teria um escravo negro a seu serviço e obteria um brasão e hábito de uma Ordem de Cavalaria.
Também cerca de 15 000 pesos de ouro foram dados aos vizinhos que permaneceram em San Miguel de Tangarará. Embora Diego de Almagro e seus homens não tivessem direito a nenhum dos resgates, Pizarro lhes deu 20 000 pesos de ouro para serem distribuídos entre eles. Almagro havia pedido que ele e seus companheiros recebessem metade do que os de Cajamarca, mas eles não conseguiram concordar. Hernando Pizarro deixou Cajamarca para a Espanha para levar o que havia sido separado do Quinto Real. O primeiro dos quatro navios chegou em Sevilha em 5 de dezembro de 1533. Em 4 de janeiro de 1534, o navio Santa María del Campo chegou em Sevilha, onde estava Hernando Pizarro. Tudo o que foi trazido foi depositado na Casa de Contratación de Sevilha; de lá foi transferido para a câmara do rei da Espanha. 
Muitos decidiram voltar à Espanha, a fim de aproveitar o que haviam obtido; e foi assim que cerca de trinta dos que haviam participado da captura do Inca, cheio de ouro e prata, chegaram a Sevilha no início de 1535. Entretanto, por ordem do rei, todos os seus bens foram confiscados porque o rei estava arrecadando fundos para pagar sua campanha no norte da África. Jerez conta que a abundância de dinheiro foi tão grande que fez com que o valor das coisas aumentasse enormemente. A inflação ocorreu no Peru e também na Espanha.

#### A morte de Atahualpa

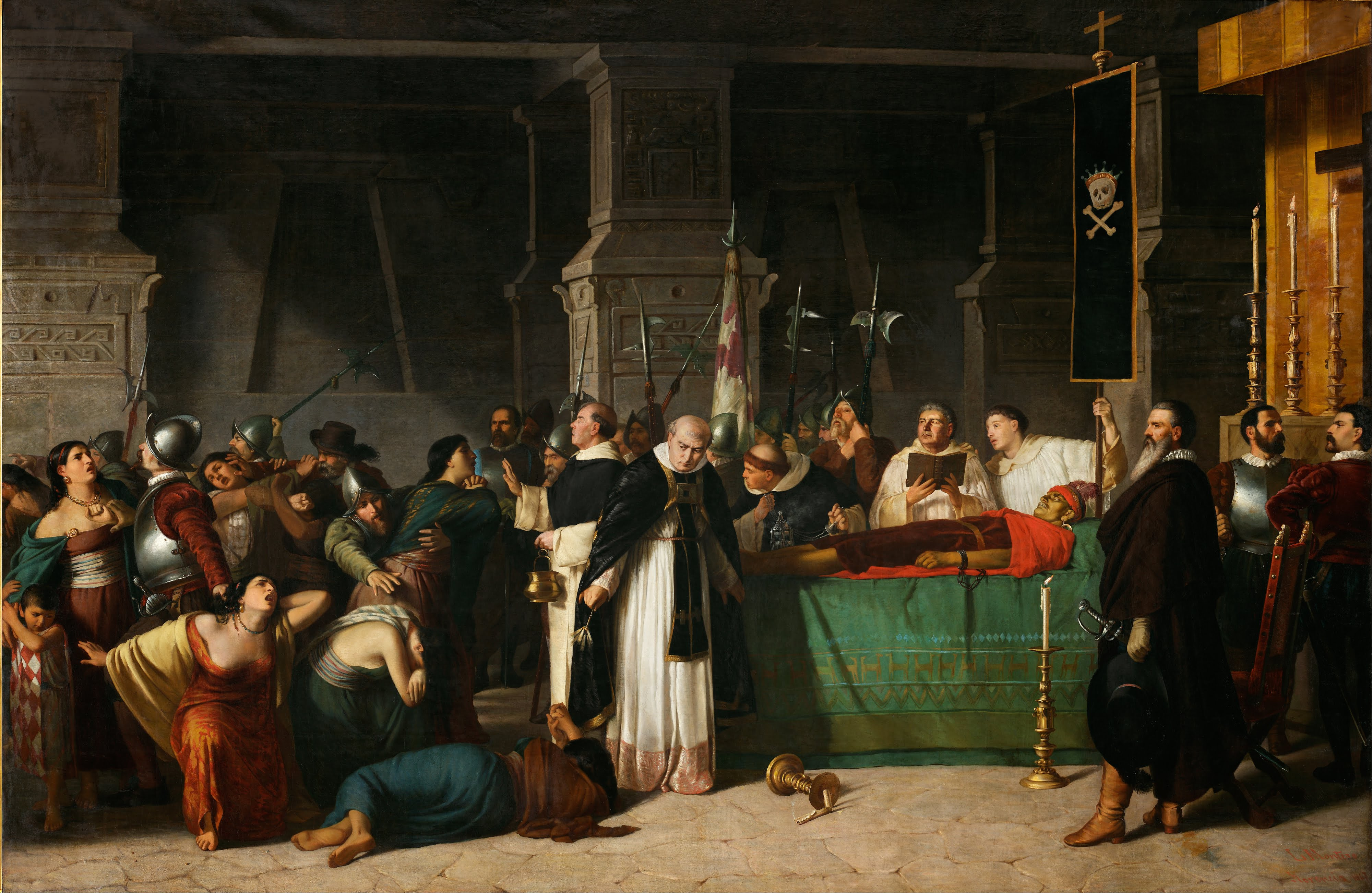
Um dos principais eventos da conquista do Império Inca foi a morte de Atahualpa, o último Sapa Inca, em 26 de agosto de 1533

Quando a distribuição do resgate terminou, a situação dos espanhóis em Cajamarca tornou-se espinhosa. Os homens de Almagro estavam ansiosos para entrar em ação e marchar para o sul, para territórios ainda desconhecidos. O caráter do Inca fez com que muitos capitães de Pizarro tomassem partido por ele, com destaque para Hernando de Soto e Hernando Pizarro. Hernando Pizarro estabeleceu uma amizade muito próxima com Atahualpa e Hernando de Soto queria que Atahualpa fosse levado para a Espanha. Por outro lado, entre aqueles que queriam a eliminação do Inca estavam Almagro e seus homens; o padre Valverde, que ficou escandalizado com os pecados do Inca; o tesoureiro Riquelme e outros. Felipillo, que havia se apaixonado por uma das jovens noivas de Atahualpa, Cusi Rimay Ocllo, e que por essa ação despertou a ira do Inca, se vingou transmitindo notícias alarmantes aos espanhóis, fingindo que o Inca estava preparando sua fuga em coordenação com seus generais e de planejar a morte de todos os cristãos.
Pizarro, aproveitando que seu irmão Hernando Pizarro estava viajando para a Espanha, aproveitou a situação para despachar Hernando de Soto a Huamachuco a fim de verificar e se necessário espancar os índios que ali estavam em "pé de guerra". Desta forma, Pizarro iniciou um processo contra o Inca. O tribunal que julgou Atahualpa foi uma corte marcial presidida por Pizarro. As respostas do Inca foram manipuladas e modificadas por Felipillo para encerrar sua vingança contra o Inca. Atahualpa foi considerado culpado de idolatria, heresia, regicídio, fratricídio, traição, poligamia e incesto e foi sentenciado a ser queimado na fogueira. A sentença foi proferida em 26 de julho de 1533 e a execução da sentença foi marcada para esse dia. Atahualpa rejeitou as acusações e pediu para falar com Pizarro, mas ele recusou.
Às 19 horas, Atahualpa foi retirado de sua cela e levado para o centro da praça, onde um tronco foi pregado. Ali, cercado pelos soldados espanhóis que carregavam tochas e pelo padre Valverde, ele foi amarrado enquanto as toras eram postas em pé. Vendo que ele seria queimado, Atahualpa iniciou um diálogo com Valverde. Preocupado que seu corpo fosse consumido pelas chamas e não preservado, ele aceitou a oferta de Valverde de ser batizado para trocar a pena da fogueira pela do enforcamento. Ele foi batizado lá e chamaram-no Francisco. Em seguida, uma corda foi enrolada em seu pescoço e foi estrangulado. O corpo de Atahualpa recebeu um enterro cristão. Durante a celebração da cerimônia fúnebre em Quito, Rumiñahui profanou a múmia do Inca e ordenou o assassinato de Quilliscacha, regente e tutor dos filhos de Atahualpa. Embora as panacas reais de Cuzco não o tivessem reconhecido como Inca, os espanhóis sim. Pizarro decidiu nomear Inca a Túpac Hualpa. Túpac Hualpa era muito jovem e inexperiente. A cerimônia de entronização foi realizada em Cajamarca, onde os conquistadores, juntamente com os nobres incas, o reconheceram como Inca. Uma lhama branca imaculada foi sacrificada, de acordo com a tradição de Cuzco, e o novo Inca retirou-se para jejuar. Presentes foram trocados e Túpac Hualpa reconheceu seu desejo de se colocar sob a proteção do rei espanhol. A cerimônia correspondente foi feita com suas respectivas atas para o notário da expedição.

### A marcha para Cuzco

#### Primeiros avanços

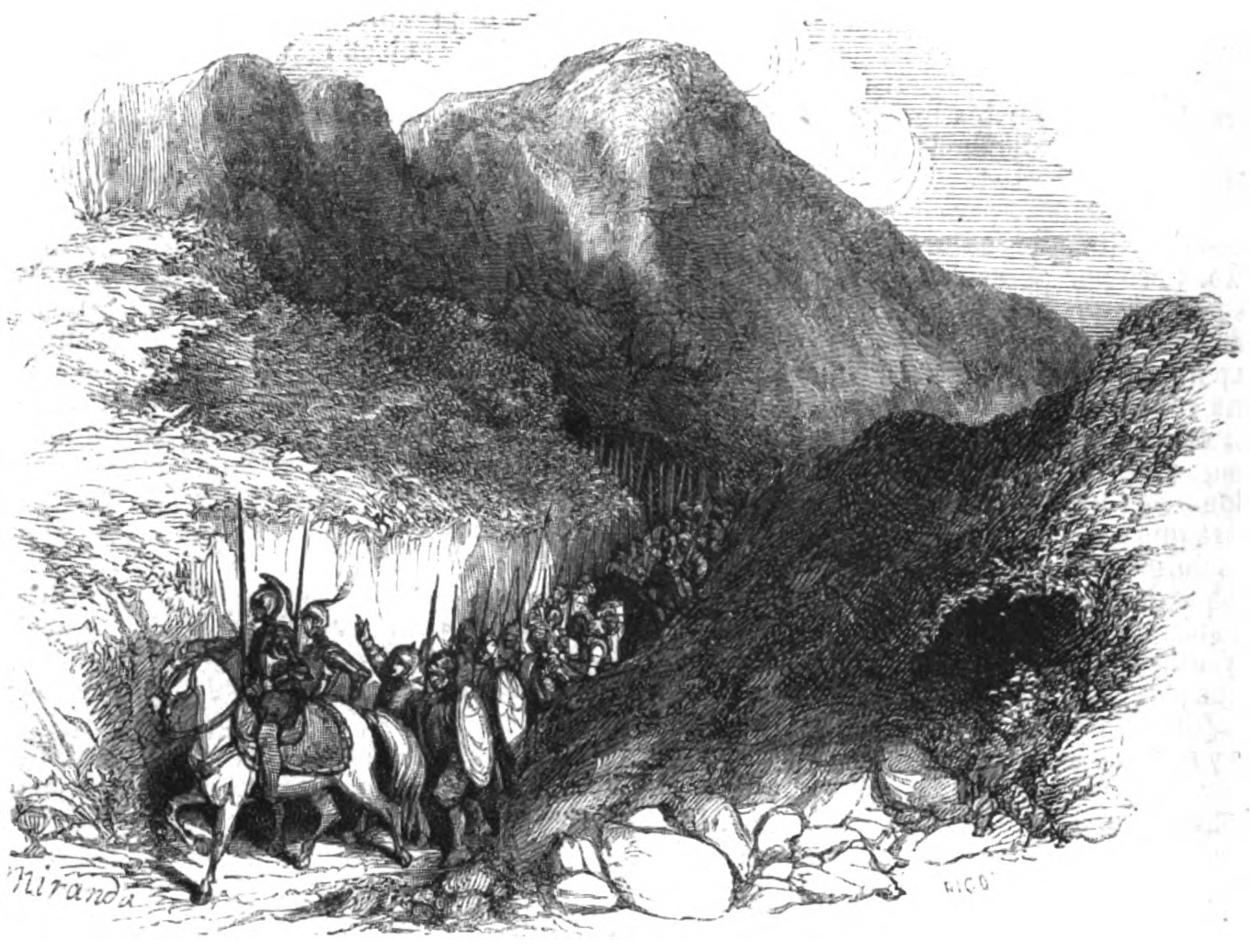
Gravura representando os homens de Pizarro viajando pela acidentada cordilheira dos Andes

A Pizarro decidiu deixar Cajamarca para Cuzco. Antes de partir, Sebastián de Benalcázar foi nomeado vice-governador da cidade de San Miguel de Tangarará. Partiu em 11 de agosto de 1533, levando o general Chalcuchímac como prisioneiro. Na vanguarda estava Túpac Hualpa, também chamado de Toparpa, acompanhado por uma grande comitiva de cortesãos. Atrás deles estavam homens de infantaria espanhóis seguidos por cargueiros indígenas que eram guardados por escravos negros e índios nicaraguenses. No primeiro dia da viagem, eles acamparam próximo ao rio Cajamarca. Lá eles souberam da morte de Huari Tito, irmão de Túpac Hualpa, que havia saído para verificar o bom estado das pontes e estradas. Huari Tito foi assassinado por partidários de Atahualpa. Eles chegaram a Huamachuco em 17 de agosto. Lá eles foram recebidos como libertadores porque há muito tempo, Atahualpa havia profanado o templo de Deus Catequil e assassinado o sacerdote esmagando seu crânio com um cassetete dourado por ter previsto um "fim ruim".
Ao longo do caminho, Pizarro soube que os generais atahualpista Yncorabaliba, Yguaparro e Mortay vinham recrutando guerras em Bombón e que sabiam dos movimentos dos espanhóis por meio de notícias enviadas por Chalcuchímac. Pizarro ordenou que ele fosse rigorosamente monitorado. Em 7 de outubro eles chegaram a Bombón. Pizarro redobrou sua vigilância. À noite ele soube que cinco léguas de Jauja os atahualpistas tinham se reunido, cujo plano era retirar-se para Cuzco e juntar-se com Quizquiz, mas não antes de deixar toda a cidade de Jauja arrasada para que os espanhóis não encontrassem com que se abastecer. Pizarro avançou em direção a Jauja levando Chalcuchímac com o propósito de usá-lo como refém. Ao entardecer de 10 de outubro, chegaram a Tarma sem encontrar resistência. Lá eles passaram a noite sofrendo de fome, sede, chuva e granizo. Ao amanhecer retomaram a marcha em direção a Jauja. Em Jauja, Pizarro encontrou as tropas dos generais Yurac Huallpa e Ihua Paru. Uma batalha começou entre os atahualpistas e os espanhóis com seus aliados. Os próprios locais ajudaram a exterminar os atahualpistas, contando aos espanhóis onde eles estavam se escondendo.

#### A morte de Túpac Hualpa
Em Jauja, Túpac Hualpa morre de uma forma misteriosa. De repente, ele perdeu a consciência e desmaiou. A morte de Túpac Hualpa deixou Pizarro muito triste porque o falecido lhe tinha mostrado uma boa amizade. O boato que se espalhou foi que Chalcuchímac o envenenou dando-lhe uma bebida com ação letal retardada para beber em Cajamarca. Pizarro evitou a suspeita e convocou Chalcuchímac e outros nobres incas colaboradores para propor um novo inca. Chalcuchímac propôs Aticoc, filho de Atahualpa, enquanto os nobres de Cuzco propuseram um irmão do Inca morto, mas de origem cusquenho. Como estavam perto de Cuzco, Pizarro decidiu-se pelo Inca de origem cusquenho.
Pizarro percebeu que havia se mudado para muito longe de San Miguel de Tangarará. Atraído pela região onde se encontrava, além de ser povoada por índios amigáveis, os huancas, decidiu fazer dele a segunda população de espanhóis. Pizarro informou sobre o projeto, tendo uma boa recepção. Cerca de oitenta espanhóis pediram para ser admitidos como vizinhos e se ofereceram para ficar com o ouro e a prata de seus companheiros enquanto eles continuavam a marcha para Cuzco. Começaram a fazer preparativos para realizar a fundação quando Pizarro recebeu notícias alarmantes de seus aliados huancas: os atahualpistas devastaram os campos, destruíram as plantações e foram cada vez mais numerosos. Decidiu-se adiar a fundação e a marcha continuou. Hernando de Soto tinha ido na frente. Em 30 de outubro, chegaram a Panarai, encontrando-a destruída. No dia seguinte chegaram a Tarcos onde o curaca os entreteve com comida e bebida e os informou sobre Hernando de Soto. No dia 3 de novembro, Pizarro chega a uma cidade semidestruída onde recebe uma carta de Hernando de Soto que lhe fala de uma batalha que travou em Vilcashuamán, onde enfrentou as tropas de Apo Maila.
Pizarro chegou a Vilcashuamán no dia 4 de novembro e garantiu que Soto já havia partido há dois dias. Em 6 de novembro, ele chegou a Andahuyalas. Saindo de Andahuaylas, Pizarro recebe uma carta de Soto informando que ele está encurralado em Vilcaconga. A carta foi interrompida abruptamente e o mensageiro indiano não deu notícias. Isso fez Pizarro temer que Soto e seus homens tivessem sido exterminados. Soto havia encontrado as tropas do exército de Quizquiz cujos aliados eram os tarmas, cujo líder era Yurac Huallpa.  Os tarmas se aliaram a Quizquiz por uma afronta cometida por Soto contra seus mensageiros. Os atahualpistas, que perceberam que os espanhóis estavam cansados, às vezes os atacavam sem as ordens do Quizquiz. Quizquiz ordenou a retirada porque foi informado que Manco Inca, um nobre inca huascarista, estava marchando contra ele para lutar contra ele. Manco Inca manteve a intenção de se aliar aos espanhóis e foi ao seu encontro. Hernando de Soto e Diego de Almagro, que tinha vindo em seu auxílio, continuaram sua viagem a Cuzco juntos quando foram informados da presença de uma tropa enviada por Quizquiz, então optaram por se entrincheirar em uma cidade à espera de Pizarro.

#### A morte de Chalcuchímac
Sabendo dos ataques que haviam sofrido seu avançado encabeçado por Soto, Pizarro suspeitou que seus movimentos eram espiados e que Chalcuchímac foi quem enviou esses relatórios aos atahualpistas. Eles continuaram a estrada e já estando perto de Cuzco, Diego de Almagro apareceu no acampamento de Pizarro e continuaram até onde estava Hernando de Soto. Juntos, eles continuaram para Jaquijahuana onde acamparam em 12 de novembro de 1533. No caminho, os cañaris, liderados por Chilche, ofereceram seu apoio aos espanhóis que aceitaram. Estes faziam parte do exército de Quizquiz, mas devido a desentendimentos com ele, juntaram-se aos espanhóis.
Diego de Almagro e Hernando de Soto convenceram Pizarro de que os ataques em Vilcashuamán e Vilcaconga foram produto da "infidência de Chalcuchímac". Os chefes espanhóis concordaram em condenar Chalcuchímac a morrer na fogueira. Por meio de um intérprete, o padre Valverde tentou persuadir Chalcuchímac a se tornar cristão, mas ele se recusou e começou a invocar o Deus Pachacamac para que, por meio de Quizquiz, viesse em ajudá-lo.
Chalcuchímac foi queimado até a morte na praça de Jaquijahuana, recusando-se a ser batizado como cristão. Um cronista relata que “todas as pessoas da terra se alegraram infinitamente com sua morte, porque ele era muito odiado por todos por saberem o quão cruel ele era”. Pizarro prometeu que pegaria e faria o mesmo com Quizquiz. No dia seguinte, foi anunciada a visita de um príncipe de Cuzco ao acampamento espanhol, o que pegou Pizarro de surpresa.

#### Chegada a Cuzco

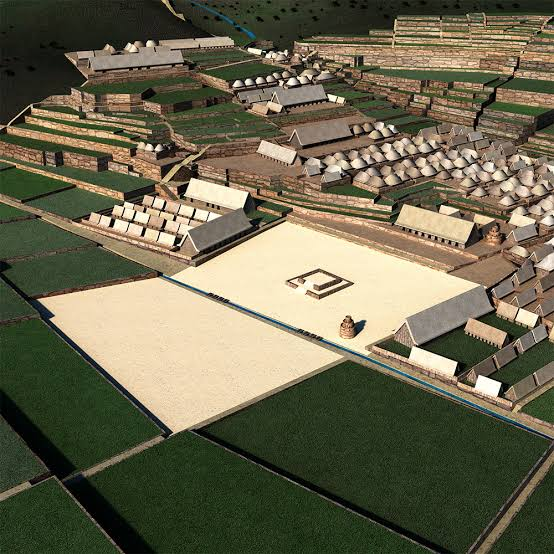
Restauração digital do que provavelmente foi a cidade de Cusco na época dos incas. Você pode ver na imagem, a praça central dividida pelo rio Saphy em dois setores, o Huacaypata (lugar de lágrimas) e a Cusipata (lugar de alegria)

Em 14 de novembro de 1533, Manco Inca Yupanqui, filho de Huayna Capac, apareceu no acampamento de Pizarro. Este personagem, também chamado de Manco Inca, apareceu para apoiar os espanhóis na guerra comum que enfrentavam contra as tropas atahualpistas. Pizarro aceitou de bom grado a aliança e apressou a marcha até Cuzco, que, segundo Manco Inca, foi ameaçado de incêndio pelos atahualpistas. O apoio de Manco Inca acrescentou tropas ao lado dos espanhóis. Perto da cidade, eles encontraram as tropas de Quizquiz contra as quais lutaram em Anta. Vendo que era improvável que a batalha fosse ganha, os homens de Quizquiz se retiraram; Eles também não queriam defender a cidade de Cuzco porque viram como seria difícil defender a cidade rua a rua. Cansados da longa campanha, muitos deles só queriam voltar para Quito.
Sem obstáculos, Pizarro entrou em Cuzco junto com Manco Inca e seus aliados. Pizarro chegou com seus homens à grande praça e após escrutinar seus edifícios, enviou alguns peões para visitá-los. Os espanhóis pediram permissão para saquear a cidade e seu pedido foi concedido para que os espanhóis entrassem nos edifícios de pedra, alguns dos quais haviam sido incendiados pelos atahualpistas. Dentro eles encontraram ouro e recolheram o que puderam, depois visitaram os depósitos de roupas, seguidos pelos depósitos de alimentos, sapatos, cordas de todos os tamanhos, armas ofensivas e defensivas, barras de cobre, depósitos de coca e pimenta, encontrando também depósitos de corpos esfolados que eram usados para fazer tambores. A caminho do Coricancha, um sumo sacerdote "cheio de ira sagrada" saiu tentando bloquear seu caminho e avisou-os de que, para entrarem no recinto sagrado, deveriam jejuar por um ano, estar descalços e com uma carga em seus ombros. Os espanhóis pararam por um momento, esperaram que traduzissem suas palavras, entenderam a ideia, riram e correram para o templo.
Em 16 de novembro, Pizarro transformou Manco Inca em Inca, mas ao mesmo tempo um vassalo da coroa espanhola. Os espanhóis o chamaram de Manco II, pois souberam que o primeiro Inca também se chamava Manco (Manco Capac). Pizarro mandou legalizar a vassalagem de Manco Inca num domingo, deixando a missa a que assistira com ele. Pizarro seguiu o protocolo tradicional espanhol para esses casos; no final, abraçou Manco Inca e ele retribuiu o gesto, oferecendo-lhe chicha em um copo dourado.

### Aliança Manco Inca - Pizarro

#### A perseguição de Quizquiz

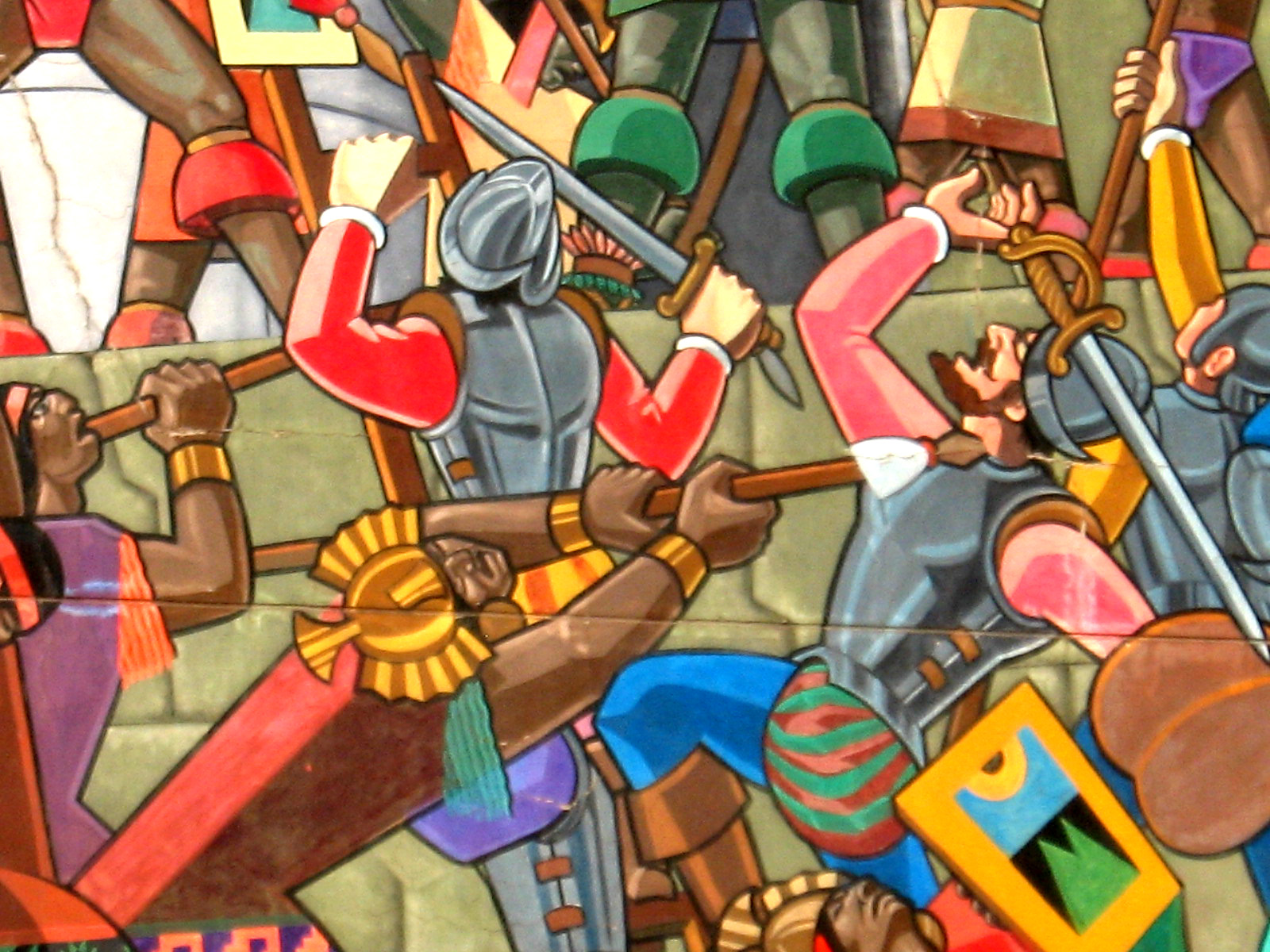
Tropas de Quizquiz enfrentando o exército combinado de Manco Inca e Pizarro

Pizarro ordena que Hernando de Soto deixe Cuzco com os homens de Manco Inca para lutar contra Quizquiz. Quizquiz estava em Capi, onde ocorreu uma batalha na qual foi derrotado. Após esta batalha, voltaram a Cuzco enquanto o general Paullu Inca perseguia o exército de Quizquiz sendo derrotado na perseguição. Chegando ao verão, as campanhas param até fevereiro de 1534, quando a perseguição é retomada. Chegando a Vilcashuamán, receberam a notícia de que o exército de Quizquiz estava marchando sobre Jauja preocupado, com isso, aos espanhóis porque tinham deixado uma guarnição na cidade.  Em Jauja houve uma batalha sangrenta entre o capitão Gabriel de Rojas e Córdova e o general Quizquiz. A aliança indo-espanhola, que incluía os yanaconas pela primeira vez, fez com que Quizquiz se retirasse sem conseguir tomar a cidade.
Enquanto isso, em 23 de março de 1534, ocorre a fundação espanhola de Cuzco. Como em qualquer cidade da corte espanhola, a Plaza Mayor e o local da catedral foram escolhidos além de fazer a distribuição de lotes, terras e índios entre os 40 espanhóis que resolveram se estabelecer como vizinhos. A essa altura, já havia chegado a notícia de que Pedro de Alvarado planejava organizar uma expedição. Isso levou Pizarro a apressar a fundação de Cuzco para que Alvarado não pudesse argumentar que a terra não tinha dono e reivindicar direitos sobre ela. Pizarro enviou Diego de Almagro à costa para tomar estes territórios em possessão do rei da Espanha. 
Pizarro partiu para Jauja, encontrando no caminho sinais deixados por Quizquiz em seu retiro: pontes queimadas, campos arrasados, tambos saqueados. Soube-se que Quizquiz e seu exército estavam em retirada para o norte depois de serem repelidos pelos espanhóis e seus aliados em Jauja. Mas junto com esta notícia vieram notícias mais preocupantes: um filho de Atahualpa vinha de Quito com um grande exército de índios canibais prontos para vingar a morte de seu pai.  Pizarro pediu à Manco Inca que os avisasse sobre o envio de reforços, depois foi para Jauja, onde entrou em 20 de abril de 1534. Em 25 de abril, Pizarro fundou a nova cidade espanhola de Jauja, com o objetivo de transformá-la na capital de seu governo. Por seu lado, Hernando de Soto ao lado de Paullu Inca foi em busca de Quizquiz, chegando a ele em Maracaylla, onde se realizou em confronto. Este confronto ocorreu nas margens do rio Mantaro, onde ambos os exércitos estavam separados por este rio. As armas utilizadas foram a besta, flechas e "arcos como pedra". Finalmente as tropas de Quizquiz se retiraram do local sendo perseguidas pelas tropas de Paullu Inca. Quizquiz se retirou para Tarma, mas o curaca local o impediu de entrar na cidade. Quizquiz continuou o retiro para Quito. Maracaylla significaria a derrota definitiva de Quizquiz.

#### Rumo a Quito

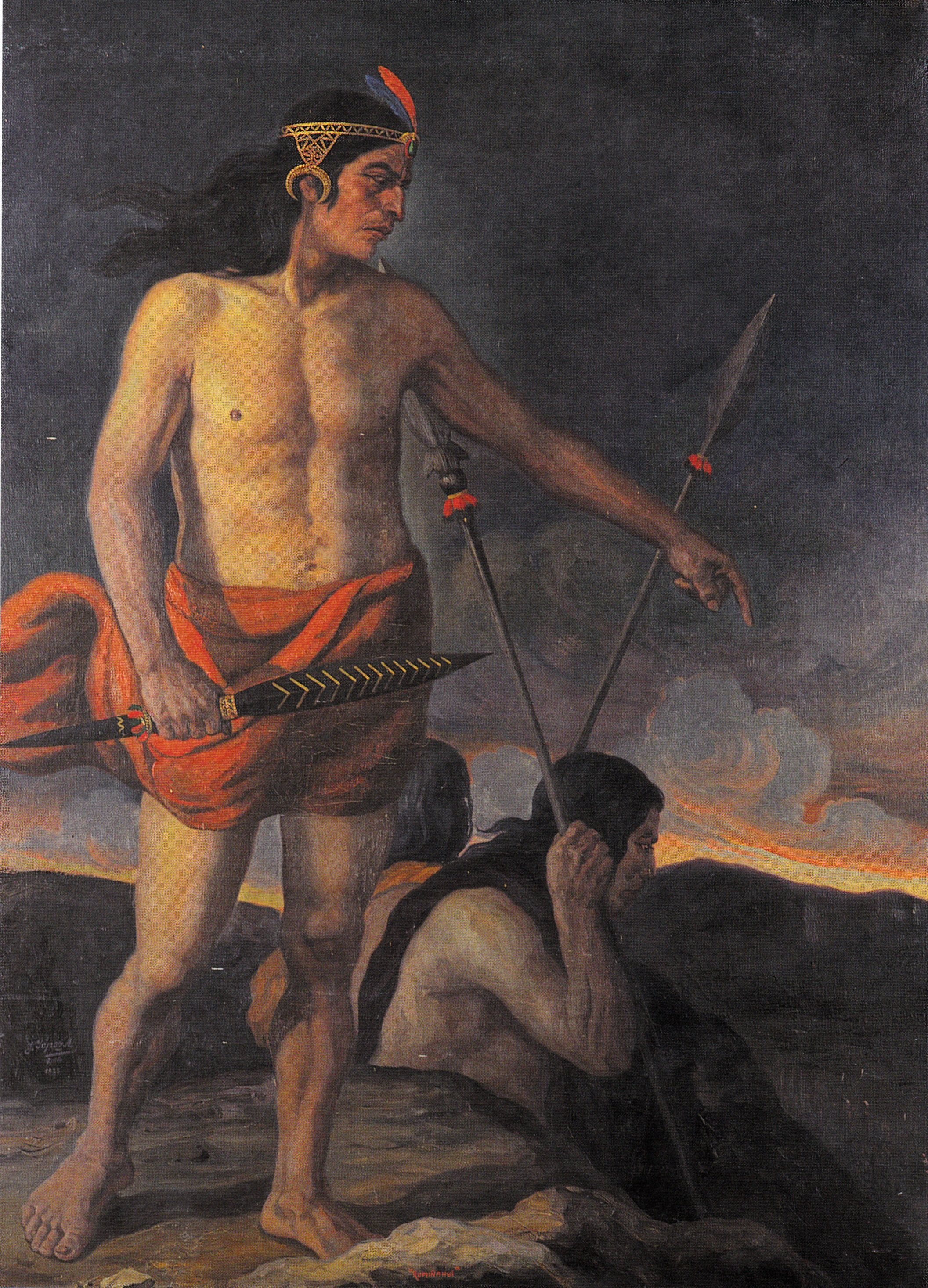
Representação de Rumiñahui

Diego de Almagro, viajando ao longo da costa, fez a primeira fundação da cidade de Trujillo perto da antiga cidade chimú de Chan Chan. Continuando mais ao norte, chega a San Miguel de Tangarará, onde fica sabendo que Sebastían de Benalcázar havia partido para Quito. O general Rumiñahui estava em Quito. Rumiñahui havia esmagado uma rebelião dos cañaris contra o poder inca, no entanto, eles enviaram secretamente uma embaixada a Sebastían de Benalcázar. Com o pretexto de ajudar os cañaris, Benalcázar partiu com o objetivo de tomar Quito. As tropas hispano-cañaris lutaram contra as tropas de Rumiñahui em Teocaxas, onde conseguiram derrotá-las. Rumiñahui se fortificou em Riobamba, onde os hispano-cañaris o atacaram e, apesar de terem sido rejeitados no início, capturaram a cidade. Outra vitória aconteceu em Pancallo, perto de Ambato. Estando Rumiñahui prestes a derrotar os hispano-cañaris, o vulcão Tungurahua entrou em erupção, fazendo com que seu exército se desmoralizasse e recuasse temendo a ira divina.
Rumiñahui, vendo que era impossível defender Quito, abandona a cidade levando as riquezas. Rumiñahui queria que todas as virgens do sol o acompanhassem, no entanto, 300 mulheres se recusaram a deixar a cidade e Rumiñahui, desprezando-as, rotulou-as de prostitutas e as mandou executar. Uma vez mortos, os cadáveres foram jogados "em alguns buracos profundos que ficavam perto dali". Benalcázar entra em Quito encontrando-a queimada. Rumiñahui opôs alguma resistência a Yurbo até que entrou na selva e não foi ouvido por algum tempo. Após a retirada de Rumiñahui, Diego de Almagro e Benalcázar se encontraram em Riobamba onde fundaram a cidade de Santiago de Quito em 15 de agosto de 1534. Mas antes de consolidar a conquista, os dois concordaram em enfrentar a presença de Pedro de Alvarado que queria tirar o que eles haviam alcançado.

#### Expedição de Pedro de Alvarado
Pedro Alvarado, depois de fundar o porto de Iztapa, na Guatemala, partiu no início de 1534 para as terras do sul, chegando em 10 de fevereiro de 1534 na baía de Caráquez. Eles seguiram para Quito, através de uma região tropical povoada por pântanos e vegetação rasteira. O frio e a fome causaram grandes danos. Morreram 85 espanhóis e 6 castelhanas, além de grande número de índios auxiliares e escravos negros. Ninguém se preocupou em manter a contagem exata. A marcha foi difícil nas montanhas, no meio da neve que cegava os olhos e no momento em que o vulcão Cotopaxi entrou em erupção. Mas Alvarado insistiu em sua determinação de chegar a Quito e não desistiu.
Preocupado com a presença de Alvarado, Pizarro instruiu Diego de Almagro a negociar com ele. Almagro deixou Benalcázar como governador em Quito e foi ao encontro de Alvarado. No caminho, ele enfrentou alguns índios rebeldes que derrotou em Liriabamba. O encontro entre Almagro e Alvarado realizou-se em Riobamba. A princípio, um confronto entre os dois foi temido a tal ponto que Felipillo, vendo que as forças de Alvarado eram mais numerosas, ofereceu seu apoio, levando consigo alguns curacas. No entanto, os dois espanhóis decidiram iniciar conversações para resolver qualquer problema de forma pacífica. Alvarado afirmou que Cuzco não estava dentro dos limites do governo de Pizarro, então ele poderia marchar para conquistar a cidade e os territórios localizados mais ao sul. A princípio, Almagro queria negociar com ele uma aliança para conquistar juntos as regiões localizadas ao sul de Cuzco, mas, após três dias de conversas, Almagro percebeu que os títulos de Alvarado não eram claros, então optou por defender a causa de Pizarro. Almagro aproveitou para conquistar os soldados de Alvarado, que passaram para o seu lado. Alvarado, vendo que tinha tudo a perder, optou por um compromisso com Almagro: decidiu voltar à Guatemala em troca de 100 000 pesos de ouro. O acordo foi assinado em 26 de agosto de 1534.
Pouco depois de assinar o pacto com Alvarado, Almagro fundou a cidade de San Francisco de Quito em 28 de agosto de 1534, embora fosse uma disposição nominal. Benalcázar ficou em Quito enquanto Almagro e Alvarado foram para o sul para encontrar Pizarro. Benalcázar foi o encarregado de estabelecer o domínio espanhol em Quito e em 6 de dezembro de 1534 entrou, pela segunda vez, no centro da cidade inca de Quitu, fundando, sobre os escombros deixados por Rumiñahui, a cidade de San Francisco de Quito, a atual cidade de Quito. No início de 1535, Alvarado conheceu Pizarro em Pachacamac e recebeu seu pagamento em ouro. Houve comemorações para este evento. Para Pizarro e Almagro foi um grande negócio ter adquirido as tropas, navios e mantimentos trazidos por Alvarado.

#### A morte de Quizquiz
Enquanto Diego de Almagro e Pedro de Alvarado avançavam para o sul, Quizquiz, que havia escapado da perseguição de Hernando de Soto e Manco Inca, reorganizou suas forças e marchou sobre Quito. Ele planejava retomar a cidade. Quizquiz conseguiu separar as forças de Alvarado e Almagro e se lançou sobre o primeiro, no entanto, Alvarado partiu para a ofensiva e capturou a general Socta Urco, líder da vanguarda de Quizquiz.
Encorajado, Alvarado avançou para o sul sem esperar por Almagro. Por sua vez, Almagro enfrentou Huayna Palcón, tenente de Quiquiz e filho de Huayna Capac. Em outra ocasião, Quizquiz atacou os espanhóis, conseguindo matar 53 deles e um bom número de cavalos. No entanto, 4 000 dos homens de Quizquiz desertaram e foram para o lado espanhol. Posteriormente, Quizquiz sofreu grandes derrotas até que finalmente a última de suas tropas foi eliminada por Benalcázar na segunda batalha de Riobamba.
Quizquiz, junto com Huayna Palcón, retirou-se para a selva para planejar uma estratégia contra os espanhóis. Quizquiz queria desenvolver uma luta de guerrilha à qual Huayna Palcón se opôs. Huayna Palcón levantou a opção de se render aos espanhóis. Indignado, Quizquiz o reprovou por sua atitude, pela qual Huayna Palcón, ofendido e atordoado, em um acesso de raiva enfiou a lança no peito de Quizquiz, cujo corpo rolou no chão sem vida. Horrorizado, com um golpe, Huayna Palcón cortou sua mão direita com a esquerda.

#### A morte de Rumiñahui
A impossibilidade de capturar Rumiñahui, e assim conhecer o segredo do tesouro que havia levado, causou a frustração de Benalcázar. Em Quioche, a frustração se transformou em crueldade. Ele ordenou "matar todos com o motivo de que seria uma lição, para que os outros voltassem para suas casas... crueldade, indigna de um homem castelhano", além de enterrar vivos "mais de trezentos índios em Riobamba". Por sua vez, Rumiñahui tentou reorganizar as tropas e recuperar Quito, mas falhou antes da aliança forjada entre espanhóis e índios. Embora os espanhóis fossem algumas centenas, os índios chegavam aos milhares. Esses clamavam por vingança contra os atahualpistas pelos massacres que cometeram na Guerra dos Dois Irmãos. Rumiñahui foi capturado junto com seus capitães, após a queda do forte Pillaro, e mais tarde torturado para revelar a localização do tesouro inca e possivelmente enforcado, embora se espalhou a história de que foi queimado vivo na atual Plaza Grande em Quito.

## Anos turbulentos

### Fundação da Cidade dos Reis (Lima)

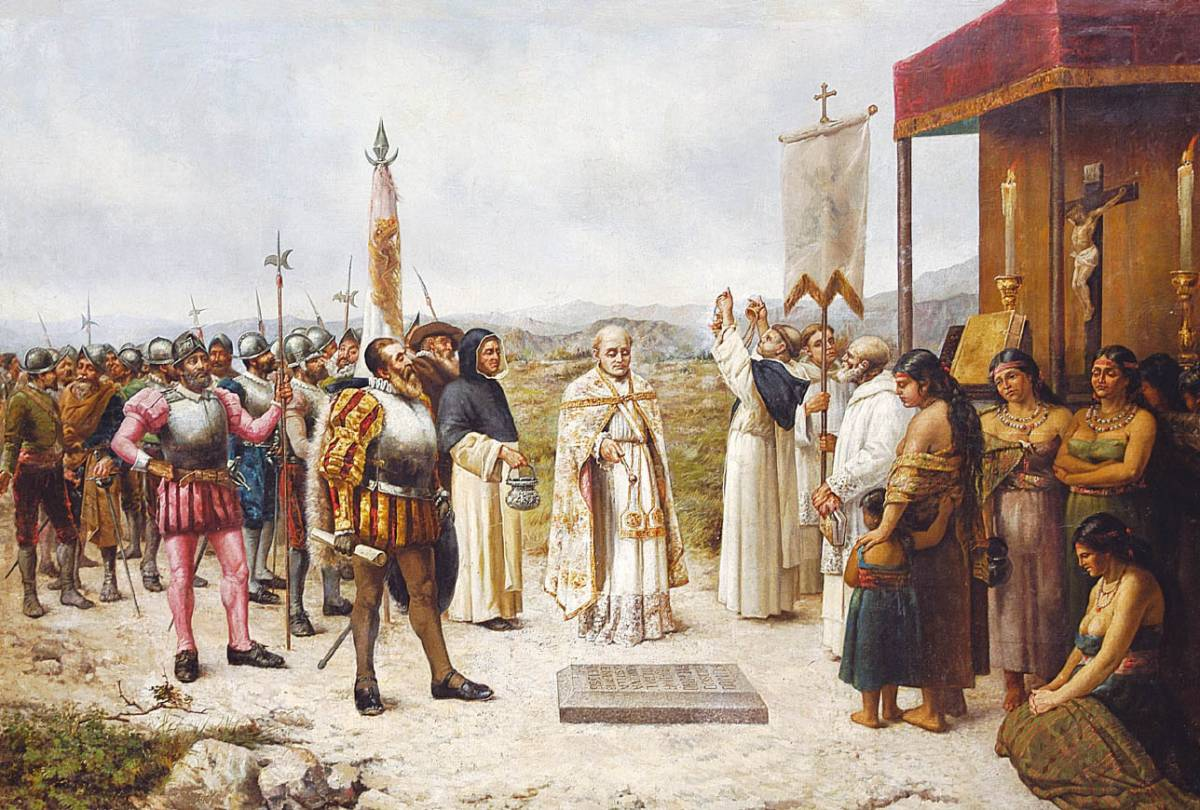
Fundação de Lima

Depois de entrar em Cuzco, Pizarro empreendeu a busca de um local adequado para estabelecer a capital. Sua primeira opção foi Jauja, porém, devido à altitude e à distância do mar, o local foi descartado. Optou-se então por fundar a cidade no vale do Rímac, perto do Oceano Pacífico, com extensos campos e um bom clima. O lugar era governado por Taulichusco, um yanacona (criado) de Mama Vilca, esposa de Huayna Capac, a quem os Incas colocaram como autoridade do lugar. Por ser um yanacona, a terra onde ele governava não pertencia a ele. Devido à sua idade avançada, Taulichusco governou ao lado de seu filho Guachinamo.
Quando os espanhóis chegaram, Taulichusco os recebeu com hospitalidade, oferecendo-lhes presentes e comida, e mais tarde colaborou com eles. A cidade de Lima foi fundada em 18 de janeiro de 1535 com o nome de "Cidade dos Reis", assim nomeada em homenagem à Epifania, embora logo seria conhecida como Lima. Pizarro, em colaboração com Nicolás de Ribera, Diego de Agüero e Francisco Quintero, traçou a Plaza de Armas e o resto da cidade. A localização do Palácio Viceroyal (hoje o Palácio do Governo do Peru) e da Catedral, cuja primeira pedra foi colocada por Pizarro, foi arranjada. Taulichusco morreu logo após a fundação de Lima deixando o controle para Guachinamo, que governaria a partir de Chuntay. Nos anos seguintes Lima ganhou prestígio quando foi designada capital do Vice-reinato do Peru e sede de uma Real Audiência em 1543.

### Manco Inca contra Pizarro

#### O rei fantoche

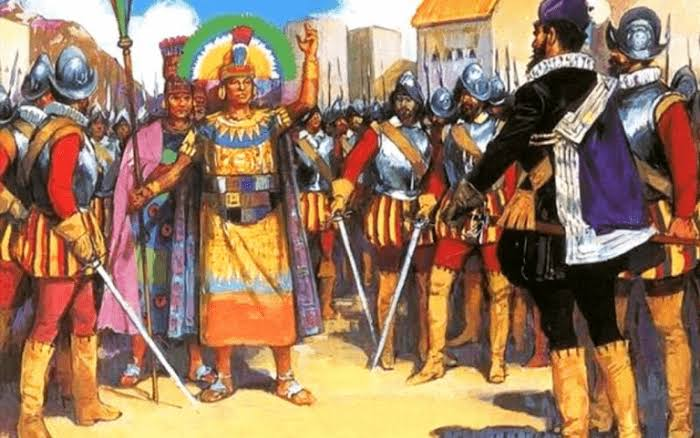
Manco Inca e Pizarro

Após a derrota dos atahualpistas, Manco Inca logo percebeu seu papel de rei fantoche. Após a derrota dos atahualpistas, Manco Inca logo percebeu seu papel de rei fantoche. Portanto, ele planejou acabar com a influência espanhola, entretanto, seus planos foram descobertos e ele foi feito prisioneiro em meados de 1535. Enquanto Manco Inca estava na prisão, Hernando Pizarro chegou em Cuzco e o libertou na condição de que não pudesse sair da cidade. Manco Inca escondeu sua raiva e mostrou sua demissão dando como sinal de gratidão louça, estátuas, vigas do Coricancha e aríbalos, todos feitos de ouro. Observando a ambição de Hernando Pizarro, Manco Inca ofereceu-se para trazer-lhe mais riqueza. Hernando Pizarro concordou em deixar Manco Inca e Vila Oma deixar a cidade, fazendo-os prometer seu retorno. No entanto, a intenção de Manco Inca era fugir para se encontrar com seus generais e capitais em Calca. Logo Hernando Pizarro percebeu o engano e liderou uma expedição contra o exército inca. O ataque foi um fracasso devido ao tamanho do exército do Manco Inca. Entretanto, Manco Inca não atacou Cuzco diretamente, mas esperou até que tivesse reunido todo seu exército de entre 100 000 e 200 000 soldados com os quais em 3 de maio de 1536 iniciou o cerco de Cuzco contra os espanhóis e seus aliados indígenas.

#### Avanço contra os espanhóis e seus aliados indígenas

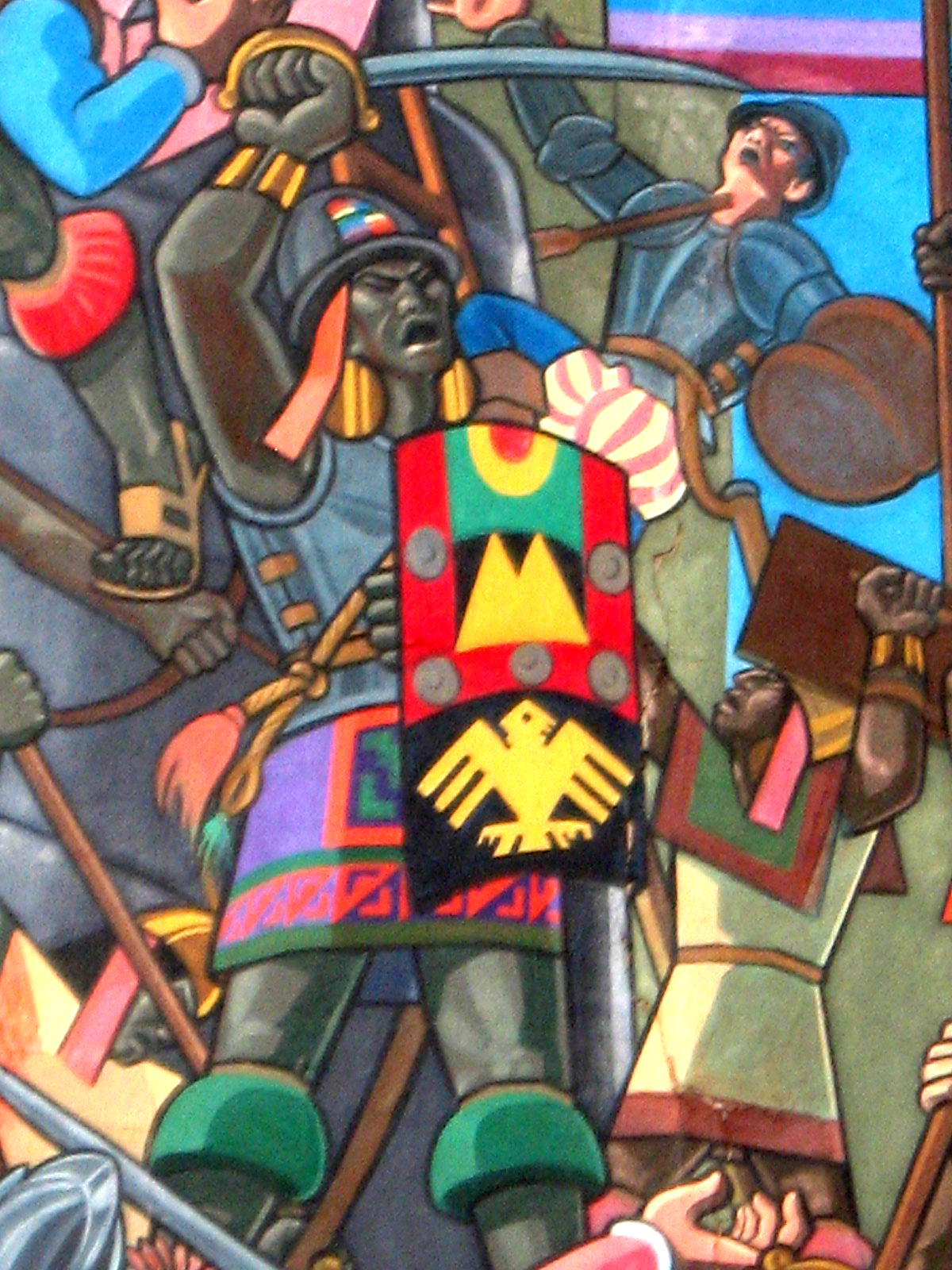
Manco Inca liderando a rebelião, detalhe da pintura de Juan Bravo, no município de Cuzco

Entre maio de 1536 e março de 1537, o cerco de Cuzco foi desenvolvido. Cercaram a cidade, queimando as aldeias vizinhas. O exército inca lançou um ataque em grande escala na praça principal da cidade, conquistando grande parte dela. Os espanhóis comandados por Hernando, Juan e Gonzalo Pizarro, junto com escravos negros, nicaraguenses, guatemaltecos, chachapoyas, cañaris, huascaristas e milhares de índios auxiliares, fortaleceram-se em dois grandes prédios próximos à praça central, de onde conseguiram rejeitar os ataques dos incas e lançaram contra-ataques frequentes.
Em maio de 1536, após vários dias de luta, as tropas incas conquistaram a fortaleza de Sacsayhuaman, o que colocou os espanhóis e seus aliados em sérias dificuldades. Em resposta, cinquenta soldados a cavalo sob o comando de Juan Pizarro, acompanhados por índios auxiliares, fingiram recuar e deixaram Cuzco, cercaram a cidade e atacaram Sacsayhuaman de fora da cidade. Durante o ataque, Juan Pizarro foi atingido por uma pedra na cabeça e morreu vários dias depois, devido aos ferimentos. Então, as forças espanholas e seus aliados repeliram vários contra-ataques incas e tentaram um novo ataque noturno com escalas. Neste ataque eles conseguiram o controle das muralhas de Sacsayhuaman e o exército inca teve que se refugiar em duas torres do complexo. O comandante Paúcar Huamán decidiu deixar as torres com parte de seus soldados e ir para Calcas, onde ficava o quartel-general de Manco Inca, para voltar com reforços. Com a diminuição do número de defensores, as tropas espanholas conseguiram conquistar o resto da fortaleza e quando Paúcar Huamán voltou a encontrou sob firme controle espanhol. Na defesa das torres de Sacsayhuaman, destacou-se um nobre chamado Cahuide pelos espanhóis, que, com uma maça de ponta de cobre e armado com couraça e escudos espanhóis, causou estragos quando os espanhóis escalaram a fortaleza. Hernando Pizarro, admirado pelo que fazia, mandou capturá-lo vivo. No entanto, Cahuide, quando ficou evidente que a torre iria cair nas mãos dos espanhóis, atirou-se ao vazio envolvendo-se no seu manto.
Com a queda de Sacsayhuaman, a pressão sobre a guarnição de Cuzco diminuiu e os combates se tornaram uma sequência de escaramuças diárias interrompidas apenas pela tradição religiosa inca de suspender os combates durante a lua nova. Encorajado pelo sucesso, Hernando Pizarro liderou um ataque contra o quartel-general da Manco Inca, então em Ollantaytambo, em janeiro de 1537. Ao chegar à fortaleza, Hernando Pizarro decidiu enviar uma expedição de flanco sob o comando de um capitão. Em seguida, foi ao pé dela com a intenção de capturar Manco Inca encontrando uma situação completamente inesperada já que “encontrou coisas muito diferentes do que esperava porque havia muitas sentinelas no campo e pelas muralhas, e muitos guardas dando alarme com grande grito como os índios costumam... Foi notável ver alguns saírem ferozmente com espadas castelhanas, rodelas e morriones... O Inca apareceu a cavalo entre seu povo com sua lança na mão, mantendo o exército reunido e apoiado, muito bem fortificado com uma muralha e um rio, com boas trincheiras e fortes aterros, em seções e em boa ordem". As tropas incas tinham começado a usar armas espanholas. Em certa ocasião, enquanto Gabriel de Rojas procurava provisões, ele foi atacado por muitos índios "com armas castelhanas, e cavalos, e alguns mosquetes montados, daqueles que haviam levado os castelhanos que haviam morrido, porque os oito ou nove que o Inca tinha prisioneiros ele fez refinar a pólvora e temperar as armas".
A luta começou em Ollantaytambo. As tropas de Hernando Pizarro perdem o controle e agora Manco Inca é quem vai atrás de Hernando Pizarro para capturá-lo. Os espanhóis fugiram do campo de batalha enquanto seus aliados indígenas foram eliminados pelos homens de Manco Inca. A perseguição foi feroz, “tantos índios se apoderaram de Pizarro e seu cavalo que o largaram, e o cercaram valentemente defendendo-se com sua espada e escudo, dois a cavalo vieram ajudá-lo, levando-o pelo meio embora com dificuldade tirou-o de fúria e porque para sair do meio deles era necessário correr, Pedro Pizarro estando muito cansado estava se afogando e implorou a seus companheiros que esperassem por ele porque queria morrer lutando em vez de fugir afogado". No dia seguinte, quando as tropas de Manco Inca foram ao acampamento espanhol, encontraram-no abandonado. Eles riram alto quando souberam que os espanhóis fugiram de medo. Um dos espanhóis passou para o lado de Manco Inca.

#### A campanha de Quizu Yupanqui
Quizu Yupanqui, o filho mais novo de Túpac Yupanqui, foi nomeado capitão-geral do exército da Serra Central por Manco Inca e Vila Oma. Ele deixou Tambo para atacar Lima e destruir a cidade recém-fundada. Em seu avanço para Lima, ele encontrou as tropas comandadas por Gonzalo de Tapia, que derrotou em Huaytará. Em seguida, enfrenta Diego Pizarro derrotando-o em Parcos. A terceira expedição de socorro a Cuzco, sob o comando de Juan de Mogrovejo y Quiñones, é derrotada a caminho de Vilcashuamán. Finalmente, a quarta expedição, sob o comando de Alonso de Gaete, foi derrotada em Jauja. Todos os expedicionários espanhóis, incluindo seus aliados, foram exterminados por Quizu Yupanqui. Apenas dois soldados foram salvos que, em sua fuga, toparam com o capitão e prefeito de Lima Francisco de Godoy que subia às montanhas à frente de uma quinta expedição. Ciente dos fatos, Godoy ordenou a retirada total de suas tropas para Lima. Pizarro passou a acreditar que os índios haviam exterminado todos os espanhóis em Cuzco, incluindo seus irmãos Hernando, Gonzalo e Juan. Após seus triunfos, Quizu Yupanqui continuou sua marcha para Lima, embora tenha perdido tempo recrutando pessoas no Vale do Jauja. Isso permitiu a chegada de reforços do norte a Pizarro.

#### Cerco de Lima

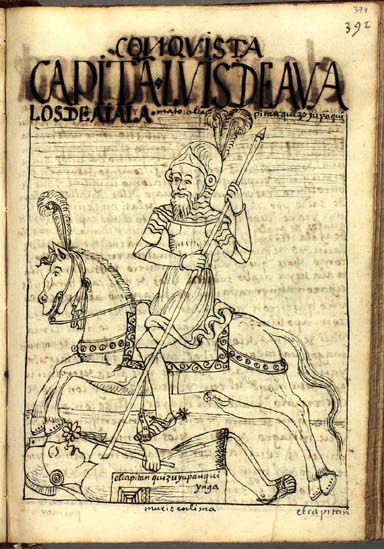
Morte de Quizu Yupanqui

O cerco de Lima ocorreu em agosto de 1536. Quizu Yupanqui, comandando 40 000 homens, iniciou a marcha para Lima. Ele estava acompanhado por Illa Túpac, Puyo Vilca e outros capitães. Quizu Yupanqui desceu da Serra de Huarochirí e acampou nas encostas do Cerro San Cristóbal, destruindo a cruz que ali estava. Em Lima, os vizinhos espanhóis se refugiaram no porto à espera dos navios que os buscassem para o Panamá, enquanto Pizarro e seus homens, entre espanhóis e índios, os defenderiam.
No sexto dia do cerco, Quizu Yupanqui reuniu seus capitães e disse-lhes: "Quero entrar hoje na cidade e matar todos os espanhóis que estão nela, e levaremos suas mulheres com quem nos casaremos e faremos um forte geração para a guerra, quem for comigo tem que ir com essa condição, que se eu morrer, todos morrerão e se eu fugir, todos irão fugir”. Depois dessas palavras, o exército inca, usando seus estandartes e ao som de pututos e tambores, deu início ao assalto a Lima gritando "Para o mar, barbudos!".  Quizu Yupanqui, que ia à frente carregado em liteiras, junto com um seleto número de capitães, tenha cruzado o rio Rimac, mas quando começavam a entrar nas ruas da cidade foi emboscado pela cavalaria espanhola. Quizu Yupanqui, que estava lutando de sua liteira, recebeu uma lança no peito que o matou. Os outros chefes incas que acompanharam Quizu sofreram o mesmo destino. Em outra versão de sua morte, Quizu Yupanqui recebeu um tiro de arquebus que destruiu sua perna, ferida que causou sua morte, quando se retirava.
Apesar da morte de Quizu Yupanqui, a luta continuou por um tempo, com resultados desfavoráveis para os incas. Manco Inca não lhes enviou capitães de socorro enquanto os huancas e outras etnias, que deveriam entrar pelo sul, desertavam. A curaca Contarhuacho, mãe de Quispe Sisa, esposa de Pizarro, enviou milhares de índios aliados para apoiar os espanhóis. Diante dos resultados desfavoráveis, Paúcar Huamán e Illa Túpac, convencidos da inutilidade de seus esforços, decidiram levantar a cerca e recuar, obrigando Puyo Vilca a recuar também. Mais tarde, Illa Túpac lideraria a resistência Inca em Huánuco, acabando com a vida de Francisco Chávez, que cometeu atrocidades com a intenção de destruir o moral dos incas. Após a retirada dos incas, os espanhóis reconheceram que, com todo o plano de Quizu Yupanqui sendo colocado em prática, nenhum espanhol teria sobrevivido em Lima.

### Conflitos entre conquistadores

#### Diego de Almagro contra Pizarro

##### A desilusão de Diego de Almagro

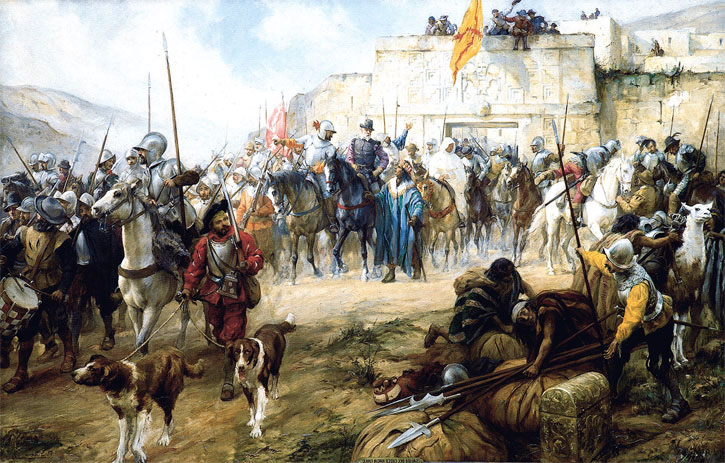
Expedição de Almagro para o Chile

Em 1535, Diego de Almagro decidiu ocupar Cuzco. O desacordo sobre onde terminava o Governo de Nova Castela e onde começava o Governo de Nova Toledo, criado para Almagro com o Decreto Real de 1534, motivou esta decisão. Pizarro convenceu seu sócio a ir para o Chile, pois se dizia ser uma terra onde abundavam os metais preciosos e onde provavelmente encontraria um segundo Cuzco. Em 3 de julho de 1535, Almagro partiu para o Chile. A viagem foi árdua e nada de valor foi encontrado. Em sua maior parte, era um território deserto povoado por índios guerreiros. A expedição durou dois anos e terminou em 1537 com o retorno de Almagro e suas tropas. Em sua expedição, foi acompanhado por Paullu Inca, Felipillo e Vila Oma. Vila Oma desertou e Felipillo decidiu partir para apoiar Manco Inca, mas foi capturado, acusado de traição e executado em 1536. Vila Oma havia recebido uma mensagem de Manco Inca para ele e Paullu Inca dizendo que planejava levante-se para matar todos os espanhóis e restaurar o Império. Paullu Inca, ao receber a mensagem, decidiu não agir porque eles não estavam em condições, embora a fuga de Vila Oma foi coordenado enquanto Paullu Inca ficava com Almagro para informar Manco Inca sobre seus movimentos. Por seu lado, Hernando de Soto se ofereceu como tenente para a expedição, mas Almagro preferiu dar essa posição a Rodrigo Orgóñez. Hernando de Soto, decepcionado e não querendo intervir no confronto entre Pizarro e Almagro decidiu deixar o Peru embarcando com a intenção de retornar à Espanha. Mais tarde, liderou uma expedição ao atual território dos Estados Unidos, morrendo em 1542 nas margens do rio Mississippi. Soto teve uma filha chamada Leonor de Soto. Sua mãe era Leonor Curicuillor, uma nobre indígena filha de Huáscar que se apaixonou por Quillaco, capitão de Atahualpa. Quando a Guerra dos Dois Irmãos estourou, seu amor foi interrompido. Soto liderou o casamento de ambos, porém, Quillaco faleceu poucos meses depois, então Soto acolheu Leonor Curicuillor em sua casa tornando-a sua amante. Ao deixar o Peru, Soto deixou Hernán Ponce de León a cargo de sua filha. Anos depois, Leonor de Soto acabaria por se casar com o escrivão real de Cuzco. 
Desanimado com o resultado da expedição e ciente da revolta de Manco Inca, Almagro decidiu tomar a cidade de Cuzco. E o fez no momento em que os irmãos Gonzalo e Hernando Pizarro tinham acabado de romper o cerco de Cuzco em 8 de abril de 1537. Almagro capturou Gonzalo e Hernando Pizarro e se proclamou governador de Cuzco. Antes ele havia tentado fazer um acordo com Manco Inca, mas isso foi frustrado. Ao saber que o capitão pizarrista Alonso de Alvarado vinha de Lima com suas tropas, saiu ao encontro e o derrotou na batalha da Ponte de Abancay, em 12 de julho de 1537. Alvarado foi levado prisioneiro para Cuzco e Almagro coroou Paullu Inca como novo Inca. Os indígenas aliados sob o comando de Paullu Inca patrulhavam as estradas de Cuzco para impedir a saída da capital de quem não fosse autorizado por Almagro. Uma vez ocupado Cuzco, aconselhado por seus partidários, Almagro estabeleceu Lima como seu objetivo. Levando Hernando Pizarro com ele, Almagro deixou Cuzco para Lima, mas cometeu o erro de deixar Gonzalo Pizarro e Alonso de Alvarado, que logo escaparam da prisão. Gaspar de Espinosa tentou mediar entre Almagro e Pizarro, mas não teve sucesso. Ele acabou morrendo em Cuzco em 1537.
No caminho para Lima, Almagro fundou Chincha com a intenção de torná-la capital de seu governo. No meio das comemorações da fundação, Almagro descobriu a fuga de Gonzalo Pizarro e Alvarado e pensou em executar Hernando Pizarro, mas não o fez porque algumas cartas de Pizarro chegaram a ele convidando-o a resolver o conflito de forma pacífica. Eles se reuniram em Mala em 13 de novembro de 1537, sem chegar a um acordo.  O frade mercedário Francisco de Bobadilla, nomeado árbitro, decidiu a favor de Pizarro, sem a presença de Almagro, ordenando a cessação das hostilidades e obrigando Almagro a deixar Cuzco e libertar Hernando Pizarro. Essa decisão irritou os almagristas, que exigiram que seu chefe decapitasse Hernando Pizarro. No entanto, Pizarro interveio sugeriu uma trégua aceitando que Almagro fosse o governador de Cuzco até a chegada de um emissário do rei Carlos I que definiria a questão, em troca, solicitou a libertação de Hernando Pizarro. Almagro aceitou o acordo.

##### Estabelecimento do Reino de Vilcabamba

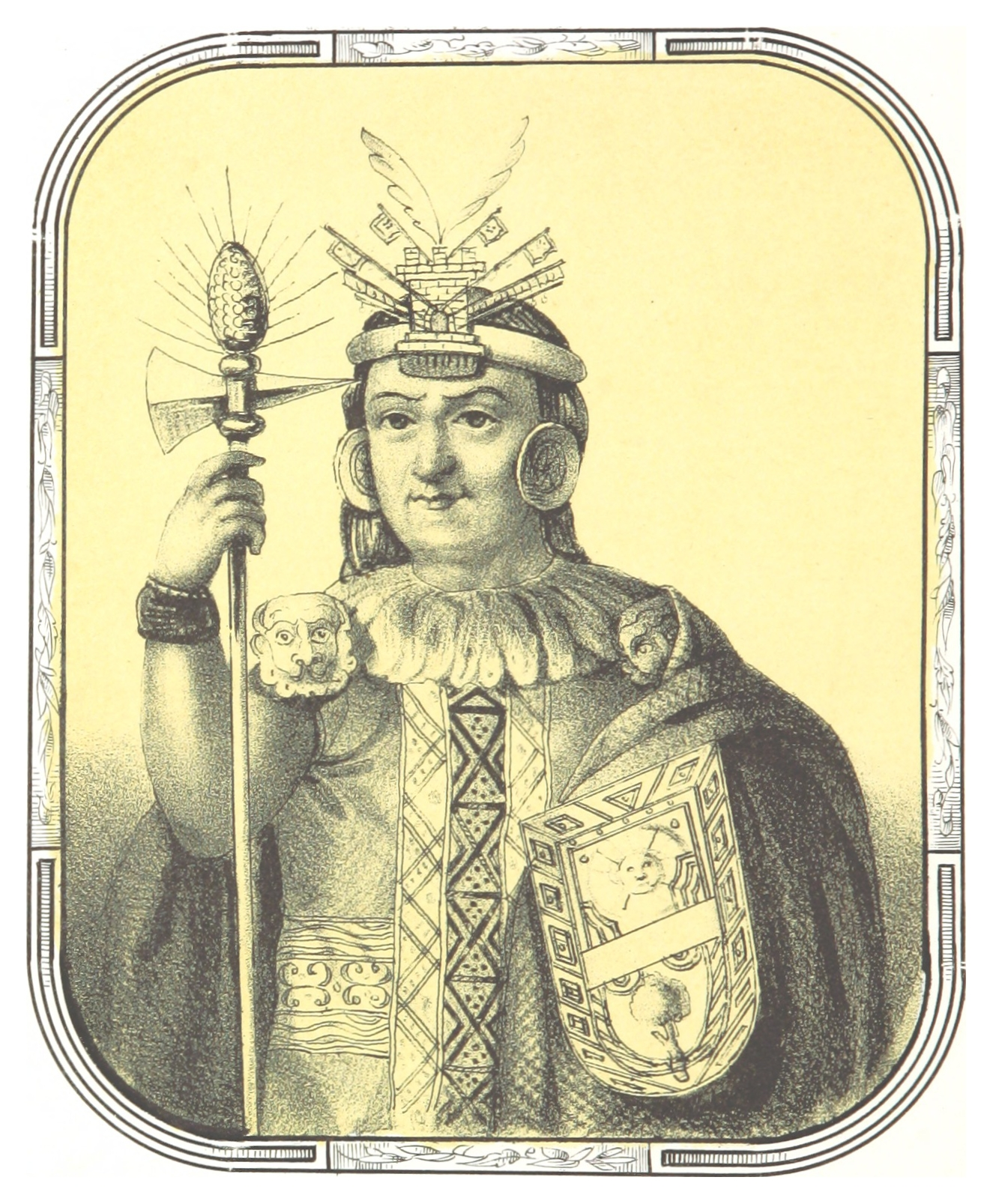
Manco Inca

O cerco de Cuzco fracassou. Devido à sua longa duração, falta de apoio dos povos indígenas, lutas internas e secas que forçaram os aliados de Manco Inca a recuar para evitar a fome, o cerco de Cuzco enfraqueceu. Manco Inca esperava retomar a campanha em tempos melhores. A reaproximação entre os indígenas que apoiavam os espanhóis e os incas não ocorreu porque Manco Inca ordenou que fossem mortos sem hesitação. O cerco caiu e Diego de Almagro capturou Gonzalo e Hernando Pizarro, proclamando-se governador de Cuzco. Manco Inca pediu a Paullu Inca que se juntasse a ele e terminasse com Diego de Almagro, mas ele recusou. Diego de Almagro sabendo da Manco Inca, enviou Rodrigo Orgóñez para capturá-lo, mas ele não pôde. Quando Orgóñez o procurava nas montanhas, recebeu a ordem de retornar a Cuzco para acompanhar Diego de Almagro em sua expedição a Lima. Orgóñez voltou levando consigo Titu Cusi Yupanqui, filho de Manco Inca, além dos corpos mumificados dos governantes incas que Manco Inca havia levado com ele. A múmia de Huayna Capac foi dada a Paullu Inca para enterrá-lo. Manco Inca decidiu estabelecer-se em Vilcabamba deixando Ollantaytambo, considerando-a muito próxima a Cuzco, e passando por Vitcos. Em Vilcabamba, um novo estado conhecido como "Estado Neoinca" ou "Reino de Vilcabamba" foi estabelecido. Em seguida, ele ordenou que os huancas fossem subjugados e punidos por sua aliança com os espanhóis. No entanto, diante da derrota de seus soldados, Manco Inca, enfurecido, marchou matando todos que encontrou em seu caminho, derrotando a coalizão hispano-huanca. Depois disso, como punição, ordenou que se retirasse o ídolo huanca, o Deus Virahuillca, e jogá-lo no rio Mantaro.

##### A morte de Diego de Almagro
Uma vez em Lima, Hernando Pizarro permaneceu no comando das tropas aguardando a decisão real. Com a chegada do documento com a assinatura do rei que indicava que Almagro e Pizarro deviam ficar com o que era conquistado e ocupado por cada um, Hernando Pizarro se encarregou de levar a ordem a Almagro. Hernando avançou para Cuzco e Almagro entendeu que não tinha outra alternativa senão a guerra, encaminhando-se para o seu encontro, embora, estando doente, tenha deixado a direção da campanha a Rodrigo Orgóñez, que seria derrotado. Hernando Pizarro chegou perto de Cuzco em abril de 1538. Uma batalha foi travada nos pampas de Las Salinas. As tropas de Almagro foram derrotadas e Orgóñez morreu no campo de batalha. Almagro, que testemunhou a batalha de longe, fugiu para Cuzco e se refugiou em uma das torres de Sacsayhuaman, mas foi feito prisioneiro por Alonso de Alvarado. Almagro foi julgado e condenado à morte, mas como a sentença provocou animados protestos em Cuzco, Hernando Pizarro ordenou que fosse estrangulado em sua cela e que seu cadáver fosse levado para a praça para ser degolado. Quando Pizarro chegou a Cuzco, Almagro, seu sócio, havia sido executado. Isto lhe causaria uma forte depressão. 
Por sua vez, Manco Inca soube que um grande avanço liderado por Gonzalo Pizarro vinha em sua direção. Na luta, Inguill e Huaspar foram presos e, apesar dos apelos da coya Curi Ocllo, Manco Inca os decapitou dizendo: "É mais justo para mim cortar suas cabeças do que não tirar a minha". Manco Inca, vendo que os espanhóis estavam vencendo, se jogou no rio e chegou do outro lado gritando: "Eu sou Manco Inca, eu sou Manco Inca". No entanto, não conseguiu evitar que Curi Ocllo fosse capturada. Os vencedores partiram para Cuzco e durante a viagem alguns decidiram estuprar Curi Ocllo, mas ela se defendeu cobrindo-se de "coisas fedorentas e de desprezo". Manco Inca atacou plantações, destruindo casas, matando seus habitantes e roubando gado, às vezes atacando viajantes que iam sozinhos ou em caravanas, matando-os colocando-os em tormentos cruéis. Vários destacamentos foram enviados atrás dele e ele todos os derrotou. Pizarro optou por negociar com Manco Inca e enviou um escravo negro com grandes presentes. No entanto, o emissário foi assassinado por ordem de Manco Inca, o que levou Pizarro a ordenar o assassinato de Curi Ocllo, seu cadáver sendo jogado no rio Yuncay. O assassinato provocou protestos de curacas aliados e espanhóis. Vila Oma e outros generais de Manco Inca também foram mortos. Posteriormente, Manco Inca mandou trazer seu filho Titu Cusi Yupanqui e sua mãe de Cuzco, indo recebê-los em Vitcos em 1541. Enquanto em Vitcos, chegaram sete almagristas que haviam estado presentes em Las Salinas implorando para servir ao Inca em perpetuidade se ele protegesse suas vidas. Manco Inca os aceitou e os tomou como vassalos. 

##### A morte de Pizarro

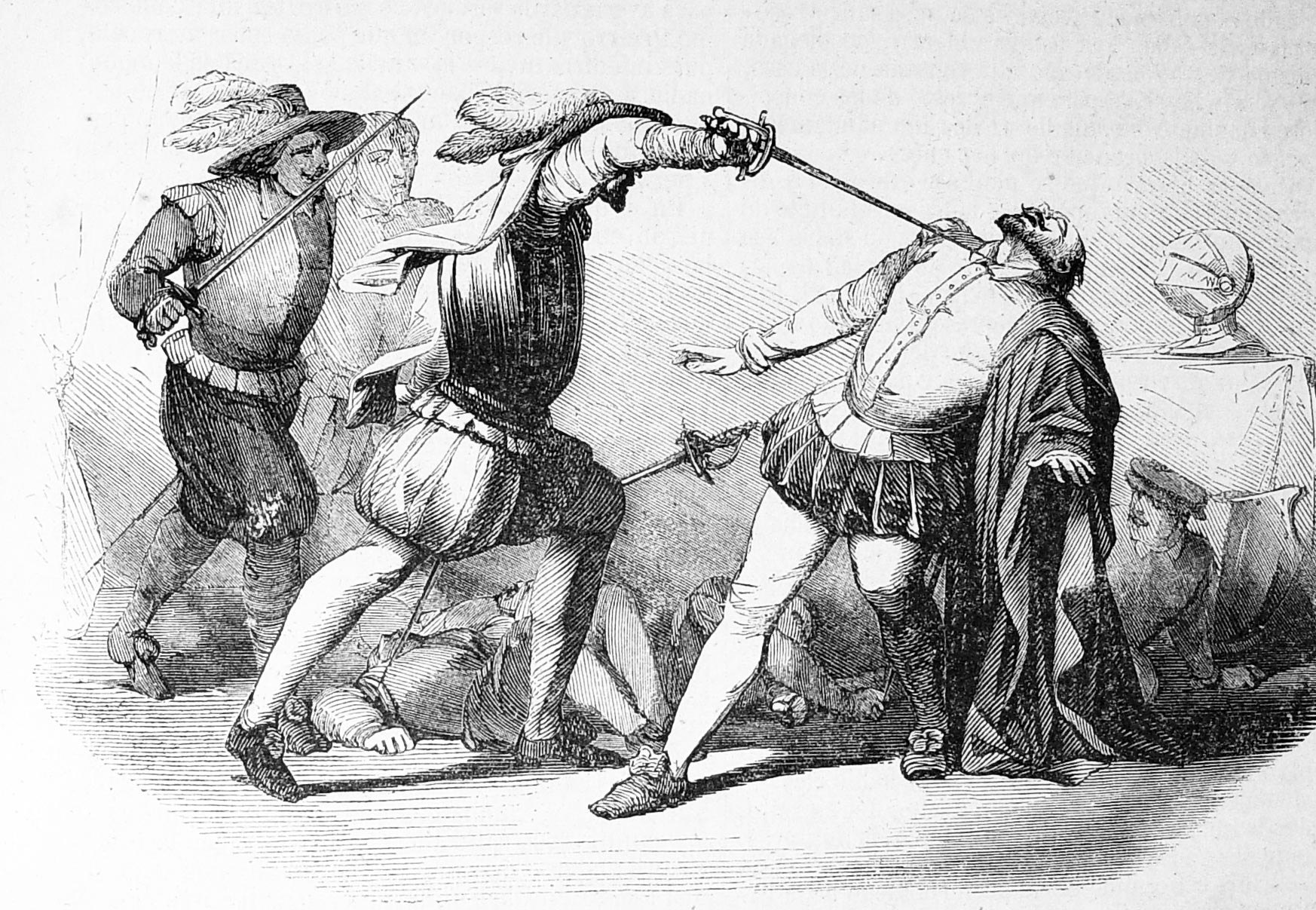
Morte de Pizarro

Diego de Almagro teve um filho de mesmo nome com uma índia panamenha. Seu filho era conhecido como "El Mozo" e estava sob a tutela de Juan de Rada. Ambos se mudaram para Lima e após a morte de Diego de Almagro, a casa de Almagro tornou-se um refúgio para os almagristas, mas a fome os dominou e tiveram que se dispersar, deixando apenas uma dúzia fazendo companhia a Almagro el Mozo, que eram tão empobrecidos que tiveram que vender suas capas para ganhar a vida. Assim, na hora de sair, se revezavam vestindo a única capa que possuíam, por isso eram conhecidos como "Os Cavaleiros da Capa". Para aliviar a pobreza, o escrivão Domingo de la Presa deu-lhes um campo de milho, do qual também receberam lenha, mas Domingo de la Presa morreu e Pizarro transferiu a propriedade para outra pessoa. Isto aprofundou a miséria de " Os Cavaleiros da Capa", que furiosos, começaram a planejar o assassinato de Pizarro. Juan de Rada foi o principal conselheiro de Almagro el Mozo e instigador da morte de Pizarro. Enquanto isso, Hernando Pizarro viajou para a Espanha carregando o Quinto Real junto com vários objetos de valor para garantir a posição de seu irmão, Francisco Pizarro, perante o rei e o Conselho das Índias. No entanto, foi processado pela morte de Diego de Almagro e preso no Castillo de la Mota, Valladolid.
Suspeitando de um complô dos almagristas, Pizarro pensou em prender Almagro el Mozo e Rada, mas se conteve devido à proximidade do Visitador Cristóbal Vaca de Castro, encomendado pelo rei que vinha para mediar como juiz. Os almagristas também estavam esperando por Vaca de Castro e pensaram em enviar Alonso Portocarrero e Juan Balza como comissários para se encontrarem com Vaca de Castro, para informá-lo e implorar o remédio e reparação dos males que sofriam, mas mudaram de ideia porque os pizarristas lhe haviam enviado o boato de que tais comissários estavam lá para assassiná-lo. Diante disso, o plano de assassinato de Pizarro se acelerou, mas tomando cuidado para que Almagro el Mozo não participasse do evento para evitar que corresse perigo. A morte de Pizarro foi consumada em 26 de junho de 1541, sob o pretexto de que ele queria assassinar Almagro el Mozo. Liderados por Rada, foram à Catedral e, como não o encontraram, invadiram o Palácio do Governo gritando "Viva o rei, morra o tirano". Ao descobrir que ia ser assassinado, Pizarro pegou sua espada e lhe disse: "Venha, aqui você, minha boa espada, companheira de minhas obras". Pizarro lutou contra os almagristas, mas recebeu um golpe de espada no pescoço por Martín de Bilbao. Todos os almagristas se jogaram sobre ele esfaqueando-o até que caiu no chão dizendo "Confissão". "Jesus!" exclamou moribundo e traçou uma cruz, dobrando a cabeça para beijá-la. Então Juan Rodríguez Barragán agarrou um jarro e quebrou-o na cabeça dizendo: "Para o inferno, para o inferno você irá se confessar". Pizarro, ao receber o golpe, morreu. Os conspiradores saíram à rua e brandindo suas espadas gritaram: "O tirano está agora morto: as leis são restauradas: viva o rei nosso senhor e seu governador Almagro!".

#### Almagro el Mozo contra Vaca de Castro

##### O Visitador

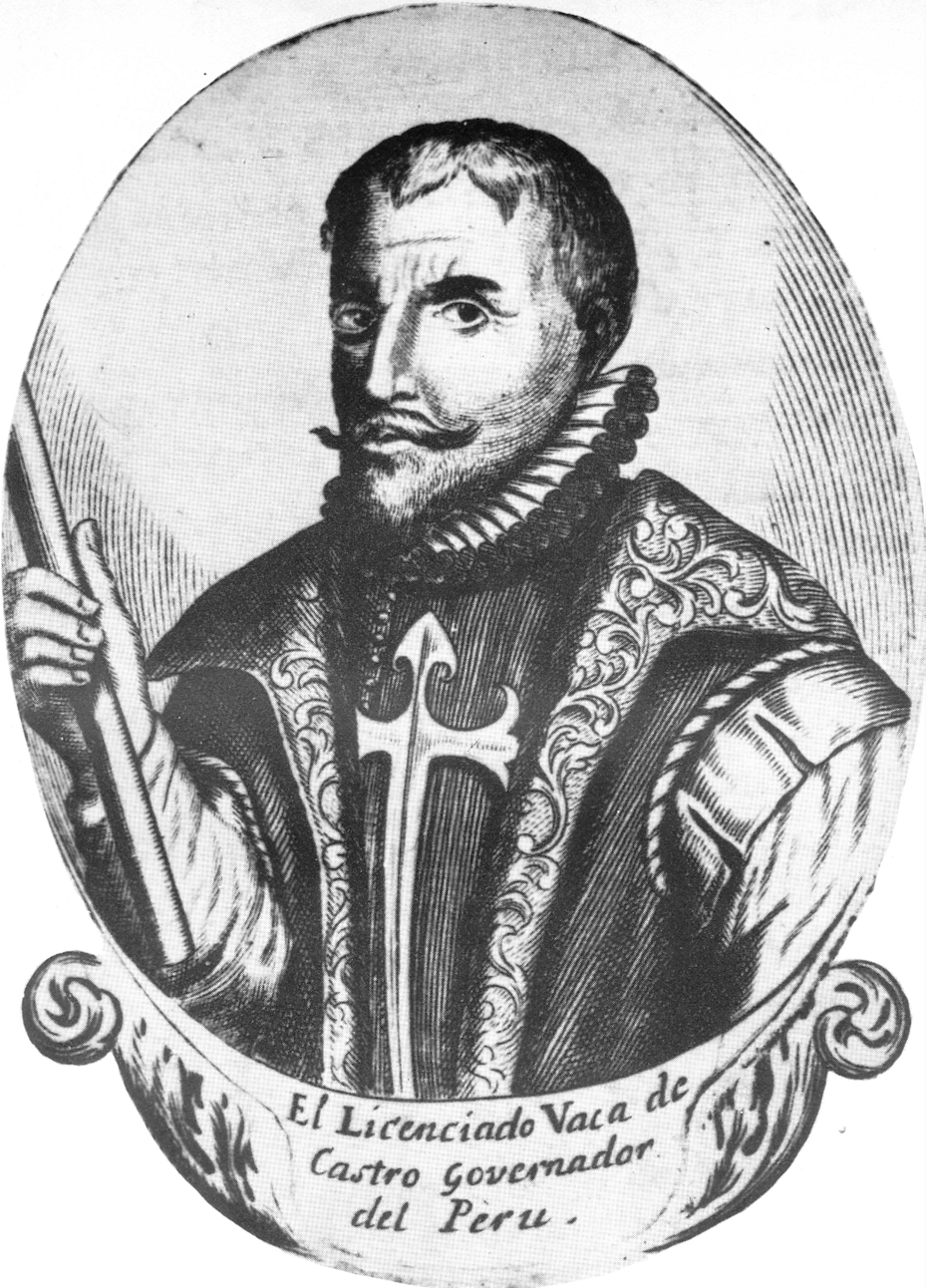
Vaca de Castro

Quando Pizarro morreu, os almagristas nomearam Almagro el Mozo como Governador do Peru e se levantaram contra a autoridade do enviado da Espanha, Vaca de Castro. Vaca de Castro estava em Cali no final de abril de 1541, sendo recebido por Sebastián de Benalcázar, que havia conquistado Popayán, mas teve que enfrentar uma doença que o impediu de continuar por três meses. Vaca de Castro enviou mensageiros a Quito informando sua chegada. Deixou Cali em agosto de 1541 e chegou em Popayan, onde soube da morte de Pizarro. Partiu para Quito, recrutando forças para enfrentar Almagro el Mozo. Vaca de Castro chegou a Quito em 25 de setembro de 1541 e no dia seguinte apresentou a disposição real que o nomeou governador na morte de Pizarro, sendo reconhecido como tal. Ao saber da chegada de Vaca de Castro, Pedro Álvarez Holguín, em Cuzco, e Alonso de Alvarado, em Chachapoyas, aliaram-se a Vaca de Castro contra Almagro el Mozo.
Diante desse cenário, Almagro el Mozo e seus partidários deixam Lima para organizar a resistência contra Vaca de Castro, além de buscar conter Pedro Álvarez Holguín. Juan de Rada aconselhou Almagro el Mozo a tomar Cuzco, no entanto, Rada, antes de chegar a Jauja, adoeceu e morreu. Em Jauja, Almagro el Mozo enviou García de Alvarado à procura de Pedro Álvarez Holguín, para o impedir de descer à costa e juntar-se a Alonso de Alvarado, mas García de Alvarado falhou na sua missão. Almagro el Mozo dispensou-o proclamando-se o único Capitão General e ao mesmo tempo nomeando Cristóbal de Sotelo como Mestre de Campo. García de Alvarado, vendo isso, decidiu se vingar. Enquanto isso, já em Cuzco, Almagro el Mozo escreveu a Vaca de Castro dizendo que só queria ser reconhecido como governador de Nova Toledo, além de ficar com Cuzco para si. Em Cuzco, Cristóbal de Sotelo, doente de cama, recebe a visita de García de Alvarado que estava acompanhado por Juan García de Guadalcanal e Diego Pérez Becerra. Ambos começaram a discutir, García de Alvarado segurou sua mão e se lançou sobre Cristóbal de Sotelo. García de Guadalcanal interveio e, atacando Sotelo, perfurou-o com sua espada. Diante da humilhação sofrida por Almagro el Mozo, García de Alvarado pensou em matá-lo e entregar seu exército a Vaca de Castro. Ele organizou um banquete para o qual Almagro el Mozo foi convidado, mas este, suspeitando de uma traição, preparou uma emboscada dizendo que estava doente. García de Alvarado foi procurar pessoalmente Almagro el Mozo em sua casa e, ao entrar, foi abraçado por Juan Balsa, que Almagro el Mozo aproveitou para esfaqueá-lo na cabeça enquanto os demais presentes acabavam com ele. Por sua vez, Vaca de Castro entrou em Lima. Mudou-se para Jauja onde se encontrou com os pizarristas que queriam vingar a morte de seu líder. Antes de todos eles, Vaca de Castro se autoproclamou Governador do Peru e Capitão Geral do Exército Realista.

##### A morte de Almagro el Mozo

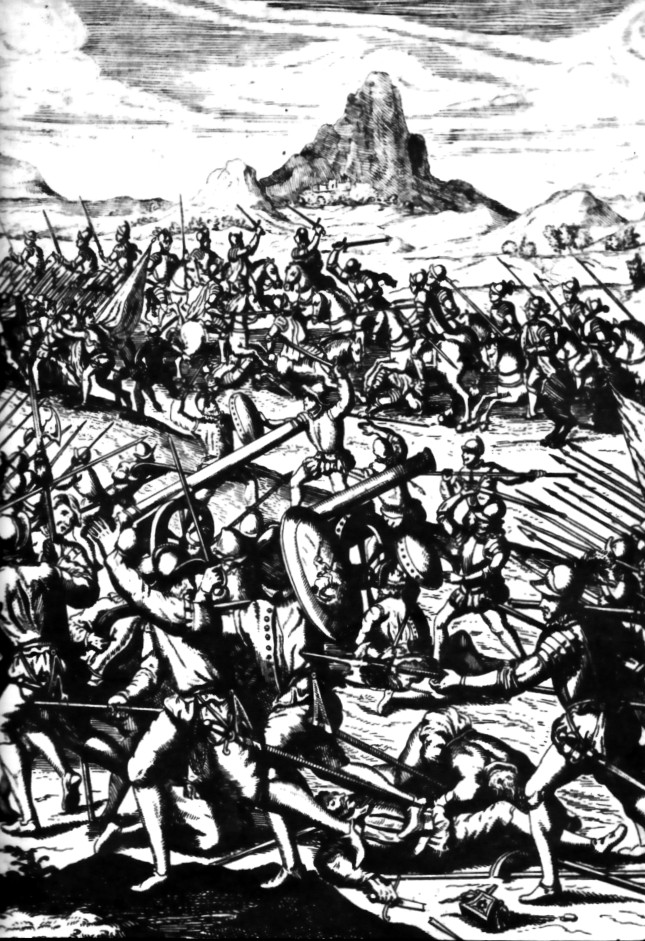
Batalha de Chupas

Vaca de Castro começou sua marcha em direção a Huamanga. Almagro el Mozo não quis esperar por ele em Cuzco e partiu com seu exército para seu encontro recebendo informações sobre os movimentos de seu inimigo através do chasquis de Manco Inca. Manco Inca deu a Almagro el Mozo, numerosas armaduras e armamentos espanhóis. Reforçado e de bom ânimo, continuou sua marcha. No início de 1542 chegou em Vilcas. A falsa notícia de que Almagro el Mozo estava deixando Vilcas alarmou Vaca de Castro que apressou sua entrada em Huamanga. Enquanto isso, os soldados de Manco Inca atacavam os soldados do exército de Vaca de Castro sendo contidos pelos chachapoyas e outros grupos indígenas. Almagro el Mozo enviou mensagens a Vaca de Castro exigindo o reconhecimento do governo de Nova Toledo. Vaca de Castro rejeitou. Almagro el Mozo decidiu continuar as negociações, mas, ao saber que alguns de seus homens estavam negociando com Vaca de Castro em paralelo, decidiu enfrentá-lo. Em 13 de setembro de 1542, Almagro el Mozo deixa Vilcas. O encontro com as tropas de Vaca de Castro aconteceu em Chupas, bem perto de Huamanga. Os almagristas tinham uma artilharia muito boa graças a Pedro de Candía, mas do lado de Vaca de Castro surgiu Francisco de Carvajal que arengou um ataque que acabou derrotando as forças de Almagro el Mozo. Almagro el Mozo, vendo que os disparos de artilharia eram sempre esquecidos, dirigiu-se a Pedro de Candía que encontrou no meio dos canhões. Ele se lançou sobre Candía e o matou com lanças enquanto dizia: "Traidor, por que você me vendeu!". Pedro Álvarez Holguín também morreria nesta batalha. Juan Balsa fugiu, mas foi exterminado junto com seus homens pelos índios. Almagro el Mozo fugiu em busca de asilo com Manco Inca. Mas quando entrou em Cuzco foi reconhecido. Fugiu da cidade e foi capturado no Vale do Yucay. Preso, recebeu a visita de Vaca de Castro. Foi condenado à morte, apelou ao rei e à Audiência do Panamá, mas seus recursos foram negados. Vendo isso, Almagro el Mozo convocou Vaca de Castro "ao tribunal de Deus". Antes de morrer ele disse que, como "estava morrendo no lugar onde seu pai foi assassinado, ele deveria ser enterrado no túmulo onde seu corpo estava". Almagro el Mozo foi executado em 27 de novembro de 1542.

##### Estabelecimento do Vice-Reino do Peru
Diante do conflito gerado entre os conquistadores, o rei Carlos I da Espanha assinou as Leis Novas em 20 de novembro de 1542, um conjunto legislativo para as Índias entre o qual se ordenou a criação do Vice-Reino do Peru para substituir os governos de Nova Castela e Nova Toledo, ao mesmo tempo que a Audiencia do Panamá se transferia para Lima. Vaca de Castro, ao aplicar as Leis Novas, que instituíam o bom trato aos índios e a eliminação a curto prazo do sistema de encomienda, entrou em conflito com os conquistadores que queriam preservar o sistema. No entanto, apesar disso, Vaca de Castro conseguiu se aproximar de Manco Inca e o batismo de Paullu Inca também ditou as Ordenanzas de  Minas, onde providenciou que índios de diferentes climas não fossem levados para o trabalho de mineração e a proibição do castigo corporal, e a Ordenanza de Tambos, onde providenciou a manutenção do sistema de tambos dos incas. Antes da chegada de Gonzalo Pizarro após sua expedição fracassada ao "País da Canela", ele o chamou a Cuzco enquanto corriam os rumores de uma possível revolta liderada por ele. Dada a escalada das tensões, foi decidido nomear Blasco Núñez Vela como o primeiro vice-rei para que possa colocar as Leis Novas em prática. Isso desencadearia a rebelião dos encomenderos.